# 병역판정 신체검사 등 검사규칙
병역판정 신체검사 등 검사규칙(兵役判定身體檢査等檢査規則)은 대한민국의 병역 제도에 있어 징병검사, 입영신체검사, 지원병신체검사, 병역처분변경 등 대한민국의 병역과 관련된 신체검사 대상자에 대한 검사관련규칙을 규정한 대한민국 국방부령의 규칙이다. 1962년에 제정된 병신체검사규칙(兵身體檢査規則)이 1965년 4월 폐지와 함께 징병 신체검사 등 검사규칙(徵兵身體檢査等檢査規則)이라는 이름으로 제정 및 시행되기 시작했으며 2016년 11월 29일에 규칙명이 병역판정 신체검사 등 검사규칙으로 개명되었다.

## 연혁
- 1962년 4월 14일 : 병신체검사규칙(兵身體檢査規則) 제정 및 시행[1]
- 1963년 4월 : 병신체검사규칙 일부개정[2]
- 1965년 6월 28일 : 병신체검사규칙 폐지, 징병 신체검사 등 검사규칙 제정 및 시행[3][4]
- 1984년 3월 6일 : 전부 개정된 징병 신체검사 등 검사규칙이 시행되었으며 아래와 같이 바뀌었다.
  - 체격등위와 종합등위를 통합해 신체등위로 바꾸었다.
  - 비뇨기과 판정기준 중 포경에 관련된 판정기준이 폐지되었다.
- 1999년 2월 1일 : 1월 31일에 개정된 징병 신체검사 등 검사규칙이 시행되었으며 아래와 같이 바뀌었다.
  - 산부인과 관련 및 신장체중면제 판정기준이 폐지되었다.
- 2006년 1월 26일 : 신장과 체중에 따른 면제 판정기준이 다시 제정되었다.
- 2008년 2월 : 신장과 체중에 따른 판정기준을 체질량 지수 기준으로 개정했다.
- 2016년 11월 29일 : 병역법의 징병신체검사가 병역판정 신체검사로 개정되어 "징병 신체검사 등 검사규칙"이 "병역판정 신체검사 등 검사규칙"으로 개명되었다. 이와 같이 일부 조항이 개정되었며 개명된 다음날에 시행되었다.

## 구성
- 제1장 총칙
- 제2장 병역판정 신체검사
- 제3장 입영 등 신체검사
- 제4장 지원병신체검사
- 제5장 병역처분변경등 신체검사
- 부록
  - 별표1 신장, 체중에 따른 평가기준
  - 별표2 질병, 심신장애의 정도 및 평가기준
  - 별표3 신체검사 분담업무의 구분 및 담당자

## 신체등급
신체등급은 제정 당시인 1960년대부터 체격등위라는 명칭이, 1984년부터 2015년 11월까지 신체등위라는 명칭이 사용되었다. 신체등급은 7가지 등급(1급, 2급, 3급, 4급, 5급, 6급, 7급)으로 나뉜다.
| 1984년 이전 신체등급 명칭             | 1984년 이전 신체등급 명칭                      | 1984년 이전 신체등급 명칭 | 1984년 이후 신체등급 명칭 (병역판정 신체검사 등 검사규칙, 병역법) |
| 징병신체검사등검사규칙                | 징병신체검사등검사규칙                         | 병역법 신체등급 명칭      | 1984년 이후 신체등급 명칭 (병역판정 신체검사 등 검사규칙, 병역법) |
| 질병 및 심신장애의 평가기준 등급 명칭 | 신장, 체중 및 흉위에 의한 기준의 신체등급 명칭 | 병역법 신체등급 명칭      | 1984년 이후 신체등급 명칭 (병역판정 신체검사 등 검사규칙, 병역법) |
| ------------------------------------- | ---------------------------------------------- | ------------------------- | ----------------------------------------------------------------- |
| 1급                                   | 갑종                                           | 갑종                      | 1급                                                               |
| 2A급                                  | 제1을종                                        | 제1을종                   | 2급                                                               |
| 2B급                                  | 제2을종                                        | 제2을종                   | 3급                                                               |
| 2C급                                  | 제3을종                                        | 제3을종                   | 4급                                                               |
| 3급                                   | 병종                                           | 병종                      | 5급                                                               |
| 4급                                   | 정종                                           | 정종                      | 6급                                                               |
| 5급                                   | 무종                                           | 무종                      | 7급                                                               |

최종 신체등급이 1~6급으로 판정되면 신장 및 체중, 질병 및 심신장애에 따른 평가기준 중 가장 낮은 등급으로 판정된다. 신체등급 7급 판정자 가운데 5급이나 6급이 함께 있는 판정자의 경우, 최종 신체등급은 5급 또는 6급으로 판정된다. 2006년 이전에는 3개의 질병 및 심신장애로 신체등급 2~5급에 해당하는 등급을 3개를 받은 경우 최종 신체등급이 1단계 낮은 등급으로 판정되었다.

## 신장 및 체중에 따른 평가기준

### 제개정 연혁
- 1984년 3월 6일 : 흉위 기준 폐지.
- 1999년 2월 1일 : 신장과 체중에 따른 5~6급 판정기준이 삭제.
- 2006년 1월 26일 : 신장과 체중에 따른 5~6급 판정기준이 다시 제정.
- 2008년 2월 14일 : 체중에 의한 판정기준을 무게(kg)에서 체질량 지수(BMI)로 개정
  - 신장 161~195.9cm의 체중에 의한 1급 판정기준 : BMI 20~24.9
  - 신장 161~195.9cm의 체중에 의한 2급 판정기준 : BMI 18.5~19.9, BMI 20~24.9
  - 신장 159~195.9cm의 체중에 의한 3급 판정기준 : BMI 17~34.9
  - 신장 159~195.9cm의 체중에 의한 4급 판정기준 : BMI 17 미만, BMI 35 이상
  - 체중 무관의 신장에 의한 4급 판정 기준 : 146~158cm, 196cm 이상
  - 체중 무관의 신장에 의한 5급 판정 기준 : 141~145cm
  - 체중 무관의 신장에 의한 6급 판정 기준 : 140cm
- 2012년 2월 8일 : 체중 무관의 최장신에 의한 4급 판정 기준을 196cm 이상에서 204cm 이상으로 개정
- 2015년 10월 19일 : 159~203.9cm의 체중에 의한 4급 판정기준 조정
  - 신장 159~203.9cm의 체중에 의한 4급 판정 기준 : BMI 17 미만, BMI 33 이상
- 2018년 2월 1일 : 신장 146~203.9cm의 5급 기준을 추가.
  - 신장 146~203.9cm의 5급 판정기준: BMI 14 미만, BMI 50 이상
- 2021년 2월 1일: 신장 146~203.9cm의 체중에 의한 5급 판정기준 삭제 및 4급 판정기준 조정
  - 신장 146~203.9cm의 체중에 의한 4급 판정기준 : BMI 16  미만, BMI 35 이상
- 2024년 2월 1일
  - 신장 159~160.9cm의 체중에 의한 판정기준을 161.0 ~ 203.9cm와 동일하게 조정
  - 신장 159~203.9cm의 체중에 의한 4급 판정 기준 : BMI 15 미만, BMI 40 이상

### 기준표
아래 내용은 신장과 체중에 의한 신체등급 평가·판정기준이다. 체질량 지수(BMI)를 사용하며, 체질량 지수 중 소수점 둘째자리 이하는 버린다.
| 등급          | 1급       | 2급                   | 3급                   | 4급                  | 5급                 | 6급                 |
| 신장(cm)      | 1급       | 2급                   | 3급                   | 4급                  | 5급                 | 6급                 |
| ------------- | --------- | --------------------- | --------------------- | -------------------- | ------------------- | ------------------- |
| 140.0 이하    |           |                       |                       |                      |                     | 체중과 관계없이 6급 |
| 140.1 ~ 145.9 |           |                       |                       |                      | 체중과 관계없이 5급 |                     |
| 146.0 ~ 158.9 |           |                       |                       | 체중에 관계없이 4급  |                     |                     |
| 159.0 ~ 203.9 | 20 ~ 24.9 | 18.5 ~ 19.9 25 ~ 29.9 | 15.0 ~ 18.4 30 ~ 39.9 | 15.0 미만, 40.0 이상 |                     |                     |
| 204.0 이상    |           |                       |                       | 체중과 관계없이 4급  |                     |                     |

## 질병 및 심신장애에 따른 평가기준

### 개정 연혁
- 1999년 2월 1일
  - 산부인과 관련 평가기준 폐지
- 2015년
  - 1월 21일 : 
    - 복합부위 통증 증후군 판정기준을 '6개월 이상 치료 받은 경우'에서 '3개월 이상 치료받은 경우'로 개정
    - 정신과 해당 질환 중 5급 평가기준을 1년 이상의 치료경력에서 6개월 이상 치료경력으로 개정
    - "경계선 지능 및 정신지체"가 "경계선 지능 및 지적장애"로 변경
- 2021년 2월 1일
- 2024년 2월 1일
  - 병역과 전역의 구분을 평시로 통합

### 기준표
아래 내용은 질병, 심신장애의 정도에 의한 신체등급 평가·판정기준이다.
- 검사규칙 각호 질병 및 심신장애 과목
  - 1~79 : 내과
  - 80~92 : 신경과
  - 93~105 : 정신건강의학과
  - 106~140 : 피부과
  - 141~173 : 외과
  - 174~230 : 정형외과
  - 231~247 : 신경외과
  - 248~271 : 흉부외과
  - 272~274 : 성형외과
  - 275~320 : 안과
  - 321~349 : 이비인후과
  - 350~398 : 비뇨의학과
  - 399~411 : 치과
- 검사규칙에 의한 질병 및 심신장애 : 병역판정 신체검사 등 검사규칙 별표2에 의한 질병, 심신장애의 정도를 의미한다.
- 평가등급 : 병역판정 신체검사 등 검사규칙 별표2에 의한 질병 및 심신장애에 대한 평가등급이다
  - 평시 : 평시상황에서 사용되는 평가등급이다. 2024년 2월 이전에는 병역과 전역으로 구분했다. 병역은 병역판정 신체검사에서 사용되는 평가등급으로, 징병 신체검사등 검사규칙 당시에는 징병이라는 명칭을 사용하였다. 병역처분변경이나 의병전역에서 사용되는 평가등급이다.
  - 전시 : 전시상황에서 사용되는 평가등급이다.
- 해당질환 및 장애 : 징병신체검사 등 검사규칙 별표2에 의한 질병 중에서 해당되는 질환이나 장애를 의미한다.
- 비고 : 해당질환 및 장애 중에서 아래에 해당되는 경우이다.
  - 장애인복지법에 의한 장애인 등록이 가능한 질환 및 장애
  - 다른 법의 적용을 받는 질환 및 장애
  - 기타 설명이 필요한 질환 및 장애

#### 내과
| [표 1] 만성간염의 활성도 | [표 1] 만성간염의 활성도 | [표 1] 만성간염의 활성도 |
| 활성도                   | 간소엽 활성 (Lobular activity) | 문맥역/문맥주변부 활성 (Proto-periportal activity) |
| ------------------------ | --- | --- |
|                          | 괴사 없음 | 경한 문맥역 염증 이하 |
| 최소 (Minimal)           | 동모양 혈관의 림프구 침윤 또는 1개 이하의 국소괴사(100배 시야) (Sinusoidal lymphocytosis +/- or less necrosis per 10x objective field) | 경한 염증 또는 소수 문맥역의 미약한 조직괴사 (<mild portal inflamrnation +/- focal PMN in a few portal tracts)                                                                           |
| 경도 (Mild)              | 2-5개 괴사 (2-5 necrois per 10 × objective field)                                                                                      | 소수나 대부분의 문맥역이 국소적인 조직괴사 보일 때 또는 소수의 문맥역이 둘레의 50% 이하 조직 괴사 (PMN, focal in some or rnost portal tracts, or PMN, around<50% in a few portal tracts) |
| 중등도 (Moderate)        | 6-10개 괴사 (6-10 necrosis per 10 × objective field)                                                                                   | 대부분의 문맥역이 50% 이하 조직 괴사 또는 가교상 괴사 (PMN, Around<50% in rnost portal tracts, or PMN, around>50% in a few or some portal tracts)                                        |
| 고도 (Severe)            | 10개 이상 괴사 또는 융합 괴사 {More than 10 necrosis per 10 × objective field or confluent necrosis(zone3)}                            | 대부분의 문맥역이 50% 이상 조직 괴사 또는 가교상 괴사 (PMN, around>50% in rnost portal tracts/septal surfaces, or bridging necrosis)                                                     |

| [표 2] 만성간염의 섬유화(staging of chronic hepatitis) | [표 2] 만성간염의 섬유화(staging of chronic hepatitis) | [표 2] 만성간염의 섬유화(staging of chronic hepatitis)                                                            |
| 진단                                                   | 점수                                                   | 정의 |
| ------------------------------------------------------ | ------------------------------------------------------ | --- |
| 섬유화없음 (no fibrosis)                               | 0                                                      | 정상 |
| 문맥역섬유화 (portal fibrosis)                         | 1                                                      | 섬유화에 의한 문맥역 확장                                                                                         |
| 문맥주변부 섬유화 (periportal fibrosis)                | 2                                                      | 섬유화가 문맥역을 넘어 간소엽 내로 뻗어가거나 또는 드물게 문맥-문맥가교상 섬유화가 있을 때(간소엽의 정상구조유지) |
| 섬유성 격막 (septal fibrosis)                          | 3                                                      | 문맥역과 주위 문맥이나 말단 세정맥을 연결하는 가교상 섬유화가 있을 때(간소엽의 정상 구조 파괴)                    |
| 간경변증 (cirrhosis)                                   | 4                                                      | 재생결절이 광범위하게 형성                                                                                        |

#### 신경과
| 검사규칙에 의한 질병 및 심신장애 | 평가등급 | 평가등급 | 평가등급 | 해당질환 또는 장애                        | 비고                                                                 |
| 검사규칙에 의한 질병 및 심신장애 | 병역 | 전역 | 전시 | 해당질환 또는 장애                        | 비고                                                                 |
| --- | --- | --- | --- | ----------------------------------------- | -------------------------------------------------------------------- |
| - 80. 경련성 질환 - 가. 현증이 의심되나, 일정기간 관찰이 필요한 경우 - 나. 병력상 경련성 질환으로 진단되어 약물치료를 받은 과거력이 있으냐, 관해 상태로 현재 약물치료를 받지 아니하고도 경련발작이 없는 경우 - 다. 미확인된 경련성 질환 - 1) 미확인된 경련성 질환(신체검사일 기준으로 최근 1년 이상의 기간 동안 병의원 등에서 지속적인 항경련으로 치료받은 사실이 있으나 뇌파검사·방사선검사 또는 핵의학적 검사상 이상소견이 없는 경우) - 2) 1)에 해다하는 환자 중 전문의의 진단을 받고 신체 검사일 기준으로 최근 2년 이상의 기간 동안 병·의원 등에서 지속적인 항경련 치료사실이 있는 경우(지속적인 치료사실이 기록된 의무기록과 혈중농도 검사기록이 있는 경우에 한함) - 라. 확인된 경련성 질환(뇌파검사, 방사선검사 또는 핵의학적 검사상 경련의 원인으로 판단되는 이상이 발견되는 경우)으로 치료받고 있는 경우 - 마. 발작으로 인한 인격장애 또는 신경학적 후유증이 있는 경우(기억력 장애 또는 지능저하 등으로 일상생활에 상당한 지장을 초래하는 경우) | - 가: 7 - 나: 2 - 다 - 1): 4 - 2):5 - 라: 5 - 마: 6 | - 가: 7 - 나: 2 - 다 - 1): 4 - 2):5 - 라: 5 - 마: 6 | - 가: 7 - 나: 2 - 다 - 1): 4 - 2):5 - 라: 5 - 마: 6 | - 뇌전증                                  | - 장애인복지법에 의한 뇌전증장애로 등록가능                          |
| - 81. 이상운동증 - 가. 진전증 - 1) 경도 - 2) 중등도 - 가) - 나) - 3) 고도 - 나. 돌발성 운동유발성 무도증(비운동성을 포함) - 1) 병력상 의심되나 2)와 같은 확진이 없는 경우 - 2) 신경과 전문의의 진단 및 치료를 받은 경우(최근 1년 이내 6개월 이상의 치료기록이 있는 경우로 한정) - 가) - 나) - 다. 무도증·무정위운동증 또는 그 밖에 중등도 이상의 이상운동증 | - 가 - 1): 2 - 2) - 가): 3 - 나):4 - 3): 5 - 나 - 1): 3 - 2) - 가): 4 - 나): 5 - 다:5 | - 가 - 1): 2 - 2) - 가): 3 - 나):4 - 3): 5 - 나 - 1): 3 - 2) - 가): 4 - 나): 5 - 다:5 | - 가 - 1): 2 - 2) - 가): 3 - 나):4 - 3): 5 - 나 - 1): 3 - 2) - 가): 4 - 나): 5 - 다:5 |                                           |                                                                      |
| - 82. 중추신경계의 감염성질환 - 가. 현증 - 나. 경도의 후유증(일상생활이 가능한 경우) - 1) 주관적인 증상은 있으나 객관적인 이상징후가 없고, 검사수견이 정상인 경우 - 2) 주관적인 증상과 함께 객관적인 이상징후 및 비정상의 검사소견이 있는 경우 - 다. 중등도 이상의 후유증(일상생활에 상당한 지장을 초래하는 후유증이 있고, 그에 따른 객관적인 징후 및 검사소견이 있는 경우) | - 가: 7 - 나 - 1): 3 - 2): 4 - 다: 5 | - 가: 7 - 나 - 1): 3 - 2): 4 - 다: 5 | - 가: 7 - 나 - 1): 3 - 2): 4 - 다: 5 |                                           |                                                                      |
| - 83. 수막 및 중추신경계의 결핵 - 가. 결핵성 뇌수막염이나 그 밖의 중추신경계 결핵으로 진단받고, 항결핵제로 치료받는 병령이 있으나 현재 징후가 없는 경우 - 1) 치료 종료 후 6개월이 경과되지 아니한 경우 - 2) 치료 종료 후 6개월 이상 경과된 경우 - 나. 현증(결핵성 뇌수막염으로 진단받고, 항결핵제로 치료중인 경우) - 다. 합병증이 있는 경우(뇌수두증, 뇌경색, 뇌신경마비 또는 그 밖의 중추신경장애로 인하여 군복무에 부적합한 경우) | - 가 - 1): 7 - 2): 3 - 나: 5 - 다: 6 | - 가 - 1): 7 - 2): 3 - 나: 5 - 다: 6 | - 가 - 1): 7 - 2): 3 - 나: 5 - 다: 6 |                                           |                                                                      |
| - 84. 뇌졸중 - 가. 후유증으로 신경학적 증상이 없는 경우 또는 일과성 뇌허혈증인 경우 - 1) 방사선학적 검사상 병변이 없는 경우 - 2) 방사선학적 검사상 병변이 있는 경우 - 나. 후유증으로 신경학적 증상이 있는 경우 - 1) 경도 - 2) 중등도 이상(신경학적 장애가 뚜렷하여 일상생활에 지장이 있거나 치료의 필요성이 의학적으로 인정되는 경우) | - 가 - 1): 4 - 2): 5 - 나 - 1): 5 - 2): 6 | - 가 - 1): 4 - 2): 5 - 나 - 1): 5 - 2): 6 | - 가 - 1): 4 - 2): 5 - 나 - 1): 5 - 2): 6 | - 뇌졸중                                  | - 장애인복지법에 의한 뇌병변장애로 등록가능                          |
| - 85. 다발성 경화증 - 가. 현증 및 후유증은 없으나 임상적으로 다발성 경화증으로 진단된 경우(병리학적 또는 방사선학적으로 이상소견이 확인되지 아니한 경우) - 나. 임상적·병리학적 또는 방사선검사상으로 확진된 경우 - 다. 후유증이 남은 경우 - 1) 경도 - 2) 중등도 이상(보행장애 및 실어증이 있는 경우) | - 가: 4 - 나: 5 - 다 - 1): 5 - 2): 6 | - 가: 4 - 나: 5 - 다 - 1): 5 - 2): 6 | - 가: 4 - 나: 5 - 다 - 1): 5 - 2): 6 | - 다발성 경화증                           |                                                                      |
| - 86. 중추신경계의 선천성 질환·퇴행성 질환·염증성 탈수초성 질환 또는 대사성 질환(뇌성마비·소아마비 후유증 등을 포함하며, 필요시 정형외과 의사와 협의하여 판정) - 가. 주관적인 증상을 호소하나 이학적 소견 및 검사소견이 정상인 경우 - 나. 경도의 신경학적 장애(감각장애 또는 운동기능의 장애가 있으나 사회생활은 가능한 경우) - 1) 검사소견이 정상인 경우 - 2) 검사소견에 이상이 확인된 경우 - 다. 중등도 이상의 신경학적 장애로 군복무에 지장이 있는 경우 - 라. 고도의 신경학적 장애(근육위축이 동반된 경우로 보조기 없이 일상생활에 상당한 지장이 있는 경우) | - 가: 3 - 나 - 1): 3 - 2): 4 - 다: 5 - 라: 6 | - 가: 3 - 나 - 1): 3 - 2): 4 - 다: 5 - 라: 6 | - 가: 3 - 나 - 1): 3 - 2): 4 - 다: 5 - 라: 6 | - 뇌성마비                                | - 장애인복지법에 의한 다음의 장애로 등록가능 - 뇌병변장애 - 지체장애 |
| - 87. 신경계의 일과성 또는 미확인 기질성 장애 | - 7 | - 7 | - 7 |                                           |                                                                      |
| - 88. 다발성 말초신경계 질환 - 가. 급성(길레인바레 증후군은 나목) - 1) 현증 - 2) 후유증 - 가) 주관적 증상을 호소하나 신경생리 검사상 이상소견이 없는경우 - 나) 경도의 신경학적 장애 - 다) 중등도의 신경학적 장애 - 라) 고도의 신경학적 장애 - 나. 길레인바레 증후군 - 1) 현증 [2)에 해당하지 아니한 경우에 한함] - 2) 현증이면서 지속적인 호흡기능의 소실로 인공호흡기 사용을 위하여 기관지절개술을 시행한 경우 - 3) 후유증 - 가) 주관적 증상을 호소하나 신경생리 검사상 이상소견이 없는경우 - 나) 경도의 신경학적 장애 - 다) 중등도의 신경학적 장애 - 라) 고도의 신경학적 장애 - 다. 만성 - 1) 경도의 신경학적 장애 - 2) 중등도의 신경학적 장애 - 3) 유전성 말초 신경계 질환 - 라. 복합 부위통증 증후군(CRPS) - 1) suspicious CRPS: 임상적 기준과 검사적 기준 항목 중 3개 항목에 해당되는 경우 - 2) possible CRPS: 임상적 기준과 검사적 기준 항목 중 4개 항목에 해당되는 경우 - 3) probable CRPS - 가) 임상적 기준과 검사적 기준 항목 중 5개 항목(검사적 기준 1개 항목 이상 포함) 이상에 해당하는 경우 - 나) 가)에 해당하고 일상생활에 상당한 지장을 초래하는 경우 - 주 1. CRPS로 진단받고 치료가 시작된 시점부터 3개월 이후에 판정 - 주 2. 임상적 기준 - 지속통 - 이질통 또는 과통증 - 피부온도차이 또는 피부색의 변화 - 부종 또는 발한의 차이 - 운동이상[운동가동역 감소나 운동부전(위약, 떨림, 근육긴장이상)]이거나 모발, 손발톱 또는 피부의 이영양성 변화 - 주 3. 검사적 기준 - 3 phase bone scan의 국소적 이상소견 - bone X-ray의 국소적 이상소견 | - 가. - 1): 7 - 2) - 가): 3 - 나): 4 - 다): 5 - 라): 6 - 나. - 1): 7 - 2): 6 - 3) - 가): 3 - 나): 4 - 다): 5 - 라): 6 - 다. - 1): 5 - 2): 6 - 3): 5 - 라. - 1): 3 - 2): 4 - 3) - 가): 5 - 나): 6 | - 가. - 1): 7 - 2) - 가): 3 - 나): 4 - 다): 5 - 라): 6 - 나. - 1): 7 - 2): 6 - 3) - 가): 3 - 나): 4 - 다): 5 - 라): 6 - 다. - 1): 5 - 2): 6 - 3): 5 - 라. - 1): 3 - 2): 4 - 3) - 가): 5 - 나): 6 | - 가. - 1): 7 - 2) - 가): 3 - 나): 4 - 다): 5 - 라): 6 - 나. - 1): 7 - 2): 6 - 3) - 가): 3 - 나): 4 - 다): 5 - 라): 6 - 다. - 1): 5 - 2): 6 - 3): 5 - 라. - 1): 3 - 2): 4 - 3) - 가): 5 - 나): 6 | - 길랭-바레 증후군 - 복합부위 통증 증후군 |                                                                      |
| - 89. 중증근무력증 - 가. 과거 중증근무력증 진단 및 치료를 받았지만 현재 치료를 받지 않는 경우 - 나. 안구형 - 다. 전신형 | - 가: 4 - 나: 5 - 다: 6 | - 가: 4 - 나: 5 - 다: 6 | - 가: 4 - 나: 5 - 다: 6 |                                           |                                                                      |
| - 90. 근질환 - 가. 주기성 마비 - 1) 원인질환이 판명된 경우(해당 부분에서 판정) - 2) 특발성인 경우 - 가) 최근 2년 이내 발병이 없었던 경우 - 나) 최근 2년 이내 발병하였거나 재발하였던 경우 - 나. 염증성 근질환(피부근염 및 다발성 근염을 포함) - 1) 완치되었거나 후유증이 없는 경우 - 2) 현증이거나 경도의 후유증이 있는 경우(군복무에 지장이 있는 경우) - 3) 중등도 이상의 후유증이 있는 경우(일상생활에 상당한 지장이 있는 경우) - 다. 그 밖의 근질환(진행성 근이영향증, 선천성 근긴장증, 그 밖의 중증의 근질환) - 1) 경도의 후유증이 있는 경우(군복무에 지장이 있는 경우) - 2) 중등도 이상의 후유증이 있는 경우(일상생활에 상당한 지장이 있는 경우) | - 가 - 1): 해당 부분 - 2) - 가): 4 - 나): 5 - 나 - 1): 3 - 2): 5 - 3): 6 - 4): 해당 부분 - 다 - 1): 5 - 2): 6                                                                                    | - 가 - 1): 해당 부분 - 2) - 가): 4 - 나): 5 - 나 - 1): 3 - 2): 5 - 3): 6 - 4): 해당 부분 - 다 - 1): 5 - 2): 6                                                                                    | - 가 - 1): 해당 부분 - 2) - 가): 4 - 나): 5 - 나 - 1): 3 - 2): 5 - 3): 6 - 4): 해당 부분 - 다 - 1): 5 - 2): 6                                                                                    |                                           |                                                                      |
| - 91. 운동신경원 질환 - 가. 양성 국소성 근위축 - 나. 운동신경원 질환 - 1) 경도의 운동장애 - 2) 중증도 이상의 운동장애 | - 가: 5 - 나 - 1): 5 - 1): 6 | - 가: 5 - 나 - 1): 5 - 1): 6 | - 가: 5 - 나 - 1): 5 - 1): 6 |                                           |                                                                      |
| - 92. 신경과 관찰 결과 경과관찰이 필요한 경우 | - 7 | - 7 | - 7 |                                           |                                                                      |

#### 정신건강의학과
| 검사규칙에 의한 질병 및 심신장애 | 평가등급                                                                                       | 평가등급                                                                                       | 평가등급                                                                                       | 해당질환 또는 장애                                                                                        | 비고                                                                                                   |
| 검사규칙에 의한 질병 및 심신장애 | 병역                                                                                           | 전역                                                                                           | 전시                                                                                           | 해당질환 또는 장애                                                                                        | 비고                                                                                                   |
| --- | ---------------------------------------------------------------------------------------------- | ---------------------------------------------------------------------------------------------- | ---------------------------------------------------------------------------------------------- | --- | --- |
| - 93. 기질성 정신장애 - 가. 일정기간 관찰이 필요한 경우 - 나. 경도 - 다. 중등도 - 라. 고도 | - 가: 7 - 나: 4 - 다: 5 - 라: 6                                                                | - 가: 7 - 나: 4 - 다: 5 - 라: 6                                                                | - 가: 7 - 나: 4 - 다: 5 - 라: 6                                                                | - 치매 - 섬망                                                                                             | |
| - 94. 물질 관련 장애 - 가. 일정기간 관찰이 필요한 경우 - 나. 경도 - 다. 중등도 - 라. 고도 | - 가: 7 - 나: 3 - 다: 4 - 라: 5                                                                | - 가: 7 - 나: 3 - 다: 4 - 라: 5                                                                | - 가: 7 - 나: 3 - 다: 4 - 라: 5                                                                | - 알코올 중독 - 마약 중독                                                                                 | |
| - 95. 조현병·분열정동형 장애망상장애 - 가. 일정기간 관찰이 필요한 경우 - 나. 경도 - 다. 고도 | - 가: 7 - 나: 5 - 다: 6                                                                        | - 가: 7 - 나: 5 - 다: 6                                                                        | - 가: 7 - 나: 5 - 다: 6                                                                        | - 조현병                                                                                                  | - 장애인복지법에 의한 정신장애 등록가능                                                                |
| - 96. 그 밖에 정신병적 장애 (조현병·분열정동형 장애·망상장애에 포함되지 아니하는 정신병적 상태) - 가. 일정기간 관찰이 필요한 경우 - 나. 경도 - 다. 고도 | - 가: 7 - 나: 4 - 다: 5                                                                        | - 가: 7 - 나: 4 - 다: 5                                                                        | - 가: 7 - 나: 4 - 다: 5                                                                        | | |
| - 97. 양극성 장애 - 가. 제1형 양극성 장애 - 1) 일정기간 관찰이 필요한 경우 - 2) 경도 - 3) 고도 - 나. 제2형 양극성 장애 - 1) 일정기간 관찰이 필요한 경우 - 2) 경도 - 3) 고도 - 다. 기타 양극성 장애 - 1) 일정기간 관찰이 필요한 경우 - 2) 경도 - 3) 중등도 - 4) 고도 | - 가 - 1): 7 - 2): 5 - 3): 6 - 나 - 1): 7 - 2): 4 - 3): 5 - 다 - 1): 7 - 2): 3 - 3): 4 - 4): 5 | - 가 - 1): 7 - 2): 5 - 3): 6 - 나 - 1): 7 - 2): 4 - 3): 5 - 다 - 1): 7 - 2): 3 - 3): 4 - 4): 5 | - 가 - 1): 7 - 2): 5 - 3): 6 - 나 - 1): 7 - 2): 4 - 3): 5 - 다 - 1): 7 - 2): 3 - 3): 4 - 4): 5 | - 조울증                                                                                                  | |
| - 98. 주요 우울장애 및 그 밖의 기분장애 - 가. 일정기간 관찰이 필요한 경우 - 나. 경도 - 다. 중등도 - 라. 고도 | - 가: 7 - 나: 3 - 다: 4 - 라: 5                                                                | - 가: 7 - 나: 3 - 다: 4 - 라: 5                                                                | - 가: 7 - 나: 3 - 다: 4 - 라: 5                                                                | - 우울증                                                                                                  | - 장애인복지법에 의한 정신장애 등록가능                                                                |
| - 99. 신경증적 장애 (불안장애, 강박장애, 신체형장애, 해리장애, 전환장애, 스트레스관련 장애, 적응장애 등) - 가. 일정기간 관찰이 필요한 경우 - 나. 경도 - 다. 중등도 - 라. 고도 | - 가: 7 - 나: 3 - 다: 4 - 라: 5                                                                | - 가: 7 - 나: 3 - 다: 4 - 라: 5                                                                | - 가: 7 - 나: 3 - 다: 4 - 라: 5                                                                | - 불안 장애 - 강박 장애 - 외상 후 스트레스 장애 - 적응 장애                                               | |
| - 100. 생리적 장애 및 신체적 요인과 연관된 행태증후군 (섭식장애, 비기질성 수면장애, 비기질성 성기능장애 등) - 가. 일정기간 관찰이 필요한 경우 - 나. 경도 - 다. 중등도 - 라. 고도 | - 가: 7 - 나: 3 - 다: 4 - 라: 5                                                                | - 가: 7 - 나: 3 - 다: 4 - 라: 5                                                                | - 가: 7 - 나: 3 - 다: 4 - 라: 5                                                                | | |
| - 101. 기면병 - 가. 일정기간 관찰이 필요한 경우 - 나. 경도 - 다. 중등도 - 라. 고도 | - 가: 7 - 나: 3 - 다: 4 - 라: 5                                                                | - 가: 7 - 나: 3 - 다: 4 - 라: 5                                                                | - 가: 7 - 나: 3 - 다: 4 - 라: 5                                                                | | |
| - 102. 인격장애 - 가. 일정기간 관찰이 필요한 경우 - 나. 경도 - 다. 중등도 - 라. 고도 | - 가: 7 - 나: 3 - 다: 4 - 라: 5                                                                | - 가: 7 - 나: 3 - 다: 4 - 라: 5                                                                | - 가: 7 - 나: 3 - 다: 4 - 라: 5                                                                | | |
| - 102-2. 행태장애 (충동조절 및 품행장애) - 가. 일정기간 관찰이 필요한 경우 - 나. 경도 - 다. 중등도 - 라. 고도 | - 가: 7 - 나: 3 - 다: 4 - 라: 5                                                                | - 가: 7 - 나: 3 - 다: 4 - 라: 5                                                                | - 가: 7 - 나: 3 - 다: 4 - 라: 5                                                                | | |
| - 102-3. 성주체성장애 및 선호장애 - 가. 일정기간 관찰이 필요한 경우 - 나. 중등도 - 다. 고도 | - 가: 7 - 나: 4 - 다: 5                                                                        | - 가: 7 - 나: 4 - 다: 5                                                                        | - 가: 7 - 나: 4 - 다: 5                                                                        | - 성별 불쾌감                                                                                             | - 성소수자(LGBT)와 관련된 검사규칙 항목이다. 자세한 내용은 대한민국 국군의 성적 지향 및 성정체성 참조. |
| - 103. 경계선지능 및 지적장애 - 가. 일정기간 관찰이 필요한 경우 - 나. 경도(경계선지능) - 다. 중등도(지적장애자 또는 경계선지능자 중 사회적·직업적 기능에 상당한 지장이 있거나 유의한 다른 정신건강의학과 질환이 동반된 경우) - 라. 고도(지적장애자 가운데 다른 사람의 전적인 감독하에 신변처리가 가능할 정도로 일상생활에 큰 지장이 있다고 판단되는 경우) | - 가: 7 - 나: 4 - 다: 5 - 라: 6                                                                | - 가: 7 - 나: 4 - 다: 5 - 라: 6                                                                | - 가: 7 - 나: 4 - 다: 5 - 라: 6                                                                | - 경계선 지적 지능 - 지적장애                                                                             | - 장애인복지법에 의한 지적장애 등록가능                                                                |
| - 104. 심리적 발달장애(전반적 발달장애) - 가. 일정기간 관찰이 필요한 경우 - 나. 경도 - 다. 중등도 - 라. 고도 | - 가: 7 - 나: 4 - 다: 5 - 라: 6                                                                | - 가: 7 - 나: 4 - 다: 5 - 라: 6                                                                | - 가: 7 - 나: 4 - 다: 5 - 라: 6                                                                | - 전반적 발달장애 (자폐증, 아스퍼거 증후군, 상세불명의 전반적 발달 장애, 아동기 붕괴성 장애, 레트 증후군) | - 장애인복지법에 의한 자폐성장애 등록가능                                                              |
| - 104-2. 소아청소년기 장애 (학습장애·운동기술장애·의사소통장애· 주의력 결핍 및 과잉행동장애·반항성장애·유소아기 섭식장애·틱장애·배설장애 등을 말하며. 현재 상태를 기준으로 한다.) - 가. 일정기간 관찰이 필요한 경우 - 나. 경도 - 다. 중등도 - 라. 고도 | - 가: 7 - 나: 3 - 다: 4 - 라: 5                                                                | - 가: 7 - 나: 3 - 다: 4 - 라: 5                                                                | - 가: 7 - 나: 3 - 다: 4 - 라: 5                                                                | - 주의력결핍 과다행동장애 - 학습 장애 - 틱 장애                                                           | |
| - 105. 달리 분류되지 않는 정신건강의학적 상태 - 가. 향후 일정기간 정신건강의학과적 경과관찰이 필요한 경우 또는 병무청 2차 심리검사결과 정밀관찰로 분류된 사람 중 정신건강의학과 치료가 필요하나 치료력이 없는 경우 - 나. 정신건강의학과에서 적응장애 진단을 받고 치료중인 경우 또는 임상적 개입이 필요한 현증은 없으나 병무청 심리검사 및 정신건강의학과 검사 결과 심리적 불편감이 관찰되는 경우 - 1) 이로 인한 사회적·직업적 기능장애가 적은 경우 - 2) 이로 인한 사회적·직업적 기능장애로 정신건강의학과 치료가 필요하다고 판단되는 경우 | - 가: 7 - 나 - 1): 3 - 2): 7                                                                   | - 가: 7 - 나 - 1): 3 - 2): 7                                                                   | - 가: 7 - 나 - 1): 3 - 2): 7                                                                   | | |

#### 피부과
| 검사규칙에 의한 질병 및 심신장애 | 평가등급                                                  | 평가등급                                                  | 평가등급                                                  | 해당질환 또는 장애                 | 비고 |
| 검사규칙에 의한 질병 및 심신장애 | 병역                                                      | 전역                                                      | 전시                                                      | 해당질환 또는 장애                 | 비고 |
| --- | --------------------------------------------------------- | --------------------------------------------------------- | --------------------------------------------------------- | ---------------------------------- | ---- |
| - 106. 피부과 관찰 결과 경과관찰이 필요한 경우(괄호 안에 병명을 기재하여 관리한다) | - 7                                                       | - 7                                                       | - 7                                                       |                                    |      |
| - 107. 일시적인 성병 및 피부질환(첨규 콘딜로마·연성하감·옴·대상포진 등) | - 1                                                       | - 1                                                       | - 1                                                       | - 옴 - 대상포진                    |      |
| - 108. 유전성 또는 대사성 피부질환(어린선·색소성 담마진·흑색극 세포증·신경섬유종증·포르피린증·다발성 황색종 등) - 가. 경도[팔 다리나 체간(體幹)에 국한되어 있는 경우] - 나. 중등도(전신적으로 존재하나 일상생활에 지장이 없는 경우. 다만, 신경섬유종증의 경우 신경섬유종이 국소적으로 있고 그 밖의 피부 병변이 전신에 있어야 한다) - 다. 고도(전신적으로 전재하며 광과민성 반응·광범위한 피부염·수포성 피부병변·심각한 추형 등으로 군 복무에 큰 지장을 주는 경우. 다만, 신경섬유종증의 경우 신경섬유종이 전신에 있어야 한다.) - 라. 후유증이 있거나 합병증이 있는 경우(해당 부분에서 판정) | - 가: 3 - 나: 4 - 다: 5 - 라: 해당 부분에서 판정          | - 가: 3 - 나: 4 - 다: 5 - 라: 해당 부분에서 판정          | - 가: 3 - 나: 4 - 다: 5 - 라: 해당 부분에서 판정          | - 담마진 - 신경섬유종증            |      |
| - 108-2. 엘러스 단로스 증후군 - 가. 경도(피부이완형, 과운동형, 관절이완증형 등) - 나. 중등도(고전형, 혈관형, 조로형) - 다. 후유증이 있거나 합병증이 있는 경우(해당 부분에서 판정) | - 가: 3 - 나: 4 - 다: 해당 부분에서 판정                  | - 가: 3 - 나: 4 - 다: 해당 부분에서 판정                  | - 가: 2 - 나: 3 - 다: 해당 부분에서 판정                  | - 엘러스-단로스 증후군             |      |
| - 109. 광과민성 피부염 - 가. 경도 - 나. 중등도(최근 3년 이내에 광노출 부위에 병변 발생이 5회 이상 확인되는 경우 또는 최근 3년 이내에 1년 이상의 치료병력이 인정되는 경우) - 다. 고도[최근 3년 이내에 광유발검사 결과 강(强)양성으로 확진된 경우] | - 가: 2 - 나: 4 - 다: 5                                   | - 가: 2 - 나: 4 - 다: 5                                   | - 가: 2 - 나: 4 - 다: 5                                   | - 광과민성 피부염                  |      |
| - 110. 지루성 피부염 | - 1                                                       | - 1                                                       | - 1                                                       | - 지루성 피부염                    |      |
| - 111. 아토피성 피부질환이나 그 밖에 이에 준하는 재발성 피부염(신경성 피부염·화폐상 습진·포진상 피부염 등) - 가. 경도(만성 습진성 병변 부위가 안면부·전주와·슬와·액와부 등에 위치하며 전체 표면의 15% 미만인 경우) - 나. 중등도(최근 1년 이내 6개월 이상의 치료에도 불구하고 경도나 고도가 아닌 경우. 다만, 최근 3개월 이상의 치료력이 포함되어야 한다) - 다. 고도(병변부위가 가목 외에 가슴·등·상하지 전반에 걸쳐 분포하여 전체 표면의 50% 이상으로 최근 2년 이내에 1년 이상의 치료 병력이 인정되는 경우. 다만, 1년 이상의 치료 병력에는 최근 3개월 이상의 치료병력이 포함되어야 한다.)   | - 가: 3 - 나: 4 - 다: 5                                   | - 가: 3 - 나: 4 - 다: 5                                   | - 가: 2 - 나: 3 - 다: 4                                   | - 아토피 피부염                    |      |
| - 112. 약물성, 독물성 또는 알러지성 피부염 등 원인을 알고 피할 수 있거나 자주 재발하지 아니하는 피부염 | - 1                                                       | - 1                                                       | - 1                                                       | ???                                |      |
| - 113. 박탈성 피부염(원인 질환에 따라 해당 부분에서 판정) | - 해당 부분에서 판정                                      | - 해당 부분에서 판정                                      | - 해당 부분에서 판정                                      | ???                                |      |
| - 114. 건선 및 이에 준하는 피부질환(모공성 홍색 비강진·편평태선·유건선 등) - 가. 경도(주관절·슬관절·두피 및 신체 일부분에 국한되어 있는 경우) - 나. 중등도(최근 1년 이내 6개월 이상의 치료에도 불구하고 체표면적의 10% 이상 30% 미만으로 전신에 분포되어 있는 경우) - 다. 고도(병변이 최근 2년 이내 1년 이상의 치료에도 불구하고 상지·하지·복부 및 배부에 모두 분포한 전신성으로 전체 표면의 30% 이상인 경우. 다만 치료병력에는 최근 3개월 이상의 치료병력이 포함되어야 한다) | - 가: 3 - 나: 4                                           | - 가: 3 - 나: 4                                           | - 가: 3 - 나: 4                                           | ???                                |      |
| - 114. 건선 및 이에 준하는 피부질환(모공성 홍색 비강진·편평태선·유건선 등) - 가. 경도(주관절·슬관절·두피 및 신체 일부분에 국한되어 있는 경우) - 나. 중등도(최근 1년 이내 6개월 이상의 치료에도 불구하고 체표면적의 10% 이상 30% 미만으로 전신에 분포되어 있는 경우) - 다. 고도(병변이 최근 2년 이내 1년 이상의 치료에도 불구하고 상지·하지·복부 및 배부에 모두 분포한 전신성으로 전체 표면의 30% 이상인 경우. 다만 치료병력에는 최근 3개월 이상의 치료병력이 포함되어야 한다) | - 다: 5                                                   | - 다: 5                                                   | - 다: 4                                                   | ???                                |      |
| - 115. 장미색 비강진 및 이에 준하는 피부질환(백색 비강진·광택태선·선상 태선 등) | - 1                                                       | - 1                                                       | - 1                                                       | ???                                |      |
| - 116. 두드러기 또는 맥관 부종(일광 두드러기를 포함) - 가. 경도(인공담마진을 포함) - 나. 고도(병변부위가 광범위하고, 최근 2년 이내 1년 이상 치료에도 불구하고 반복적으로 발생하여 일상생활에 큰 지장을 주는 경우) - 다. 확진된 유전성 맥관 부종 - 라. 합병증이 있는 경우(해당 부분에서 판정) | - 가: 2                                                   | - 가: 2                                                   | - 가: 2                                                   | - 혈관부종                         |      |
| - 116. 두드러기 또는 맥관 부종(일광 두드러기를 포함) - 가. 경도(인공담마진을 포함) - 나. 고도(병변부위가 광범위하고, 최근 2년 이내 1년 이상 치료에도 불구하고 반복적으로 발생하여 일상생활에 큰 지장을 주는 경우) - 다. 확진된 유전성 맥관 부종 - 라. 합병증이 있는 경우(해당 부분에서 판정) | - 나: 4 - 다: 5                                           | - 나: 4 - 다: 5                                           | - 나: 3 - 다: 4                                           | - 혈관부종                         |      |
| - 116. 두드러기 또는 맥관 부종(일광 두드러기를 포함) - 가. 경도(인공담마진을 포함) - 나. 고도(병변부위가 광범위하고, 최근 2년 이내 1년 이상 치료에도 불구하고 반복적으로 발생하여 일상생활에 큰 지장을 주는 경우) - 다. 확진된 유전성 맥관 부종 - 라. 합병증이 있는 경우(해당 부분에서 판정) | - 라: 해당 부분에서 판정                                  |                                                           |                                                           | - 혈관부종                         |      |
| - 117. 다형홍반(약물에 의한 경우는 제외) - 가. 국소적인 경우 - 나. 전신적인 경우이면서 최근 2년 이내 3회 이상 심하게 재발한 경우 또는 과거력상 독성 표피 괴사 융해증 또는 스티븐존슨증후군이 있는 경우(독성 표피 괴사 융해증 및 스티븐존슨증후군은 약물에 의한 경우를 포함) - 다. 후유증이 있는 경우(해당 부분에서 판정) - 라. 과거력상 독성 표피 괴사 융해증으로 체표면적의 30% 이상 | - 가: 2 - 나: 4 - 다: 해당 부분에서 판정 - 라: 5          | - 가: 2 - 나: 4 - 다: 해당 부분에서 판정 - 라: 5          | - 가: 2 - 나: 4 - 다: 해당 부분에서 판정 - 라: 5          | - 다형 홍반 - 스티븐스-존슨 증후군 |      |
| - 118. 결절성 홍반 및 이에 준하는 지방층염 - 가. 경도 - 나. 중등도(최근 2년 이내 3회 이상 재발된 경우) - 다. 고도(심한 궤양 등 합병증이 있었으며 최근 3년 이내 5회 이상 재발된 경우) | - 가: 2 - 나: 3 - 다: 5                                   | - 가: 2 - 나: 3 - 다: 5                                   | - 가: 2 - 나: 3 - 다: 5                                   | - 결절성 홍반                      |      |
| - 119. 청피반양 혈관염 및 이에 준하는 피부질환 - 가. 경도 - 나. 중등도(최근 2년 이내 3회 이상 재발된 경우) - 다. 고도(심한 궤양이 있었으며 최근 3년 이내 5회 이상 재발된 경우) - 라. 후유증이 있는 경우(해당 부분에서 판정) | - 가: 3 - 나: 4 - 다: 5 - 라: 해당 부분에서 판정          | - 가: 3 - 나: 4 - 다: 5 - 라: 해당 부분에서 판정          | - 가: 3 - 나: 4 - 다: 5 - 라: 해당 부분에서 판정          | ???                                |      |
| - 120. 교원성 질환 - 가. 국한성 교원성 질환 - 1) 체표면적의 10% 미만 침범 - 가) 안면부를 포함하지 않은 경우 - 나) 안면부를 포함하여 추형을 유발하는 경우(안면부 병변을 조직검사하여 확진하는 경우에 한함) - 나. 전신성 교원성 질환(내부장기를 침범한 경우)은 해당과에서 판정 | - 가 - 1) - 가): 3 - 나): 4 - 2): 4 - 나: 해당과에서 판정 | - 가 - 1) - 가): 3 - 나): 4 - 2): 4 - 나: 해당과에서 판정 | - 가 - 1) - 가): 3 - 나): 4 - 2): 4 - 나: 해당과에서 판정 | ??????                             |      |
| - 121. 베체트씨병 - 가. 경도(용의형) - 나. 중등도[불완전형(안구 침범 시 안과에서 판정한다), 완전형인 경우] - 다. 고도(최근 3년 이내에 다음의 증상이 모두 있는 경우를 말함) - 1) 3회 이상의 구강궤양 - 2) 2회 이상의 외음부 궤양 - 3) 1회 이상의 안구증상과 피부병변 - 라. 후유증이 있는 경우(해당 부분에서 판정) 마. 면역억제치료 등 부작용 위험이 큰 치료를 3개월 이상 지속함에도 불구하고 외음부, 안구 또는 내장기관 침범이 호전되지 않거나 재발하는 경우 | - 가: 3                                                   | - 가: 3                                                   | - 가: 3                                                   | - 베체트병                         |      |
| - 121. 베체트씨병 - 가. 경도(용의형) - 나. 중등도[불완전형(안구 침범 시 안과에서 판정한다), 완전형인 경우] - 다. 고도(최근 3년 이내에 다음의 증상이 모두 있는 경우를 말함) - 1) 3회 이상의 구강궤양 - 2) 2회 이상의 외음부 궤양 - 3) 1회 이상의 안구증상과 피부병변 - 라. 후유증이 있는 경우(해당 부분에서 판정) 마. 면역억제치료 등 부작용 위험이 큰 치료를 3개월 이상 지속함에도 불구하고 외음부, 안구 또는 내장기관 침범이 호전되지 않거나 재발하는 경우 | - 나: 4                                                   | - 나: 4                                                   | - 나: 3                                                   | - 베체트병                         |      |
| - 121. 베체트씨병 - 가. 경도(용의형) - 나. 중등도[불완전형(안구 침범 시 안과에서 판정한다), 완전형인 경우] - 다. 고도(최근 3년 이내에 다음의 증상이 모두 있는 경우를 말함) - 1) 3회 이상의 구강궤양 - 2) 2회 이상의 외음부 궤양 - 3) 1회 이상의 안구증상과 피부병변 - 라. 후유증이 있는 경우(해당 부분에서 판정) 마. 면역억제치료 등 부작용 위험이 큰 치료를 3개월 이상 지속함에도 불구하고 외음부, 안구 또는 내장기관 침범이 호전되지 않거나 재발하는 경우 | - 다: 5 - 1) - 2) - 3) - 라: 해당 부분에서 판정 - 마: 5   |                                                           |                                                           | - 베체트병                         |      |
| - 122. 천포창 및 이에 준하는 수포성 질환 - 가. 중등도(면역형광검사상 음성인 수포성 표피박리증, 양성 가족성 천포창 등) - 나. 고도(낙엽상 천포창, 심상성 천포창, 수포성 표피박리증 등. 다만, 면역형광검사나 유전자검사로 확진된 경우로 한정) | - 가: 4 - 나: 5                                           | - 가: 4 - 나: 5                                           | - 가: 4 - 나: 5                                           | - 천포창                           |      |
| - 123. 피부결핵 - 가. 현증(경과관찰이 필요한 경우) - 나. 치료 후 재발한 경우 - 다. 다른 장기에 합병증이 있는 경우(해당 부분에서 판정) - 라. 차료 후 상태가 양호한 경우 | - 가: 7 - 나: 4 - 다: 해당부분에서 판정 - 라: 3           | - 가: 7 - 나: 4 - 다: 해당부분에서 판정 - 라: 3           | - 가: 7 - 나: 4 - 다: 해당부분에서 판정 - 라: 3           | ???                                |      |
| - 124. 한센병(나병) | - 6                                                       | - 6                                                       | - 6                                                       | - 나병                             |      |
| - 125. 매독 - 가. 현증 1기 및 2기 - 나. 현증 3기 및 선천성 - 다. 합병증이 있는 경우(해당 부분에서 판정) | - 가: 1 - 나: 5 - 다: 해당 부분에서 판정                  | - 가: 1 - 나: 5 - 다: 해당 부분에서 판정                  | - 가: 1 - 나: 5 - 다: 해당 부분에서 판정                  | - 매독                             |      |
| - 126. 심부성 사상균 질환 - 가. 경도(치료하지 아니한 경우를 포함) - 나. 고도(6개월 이상의 치료에도 빈번한 재발을 보이거나 치료에 반응하지 아니하는 경우) | - 가: 2                                                   | - 가: 2                                                   | - 가: 1                                                   | ?????                              |      |
| - 126. 심부성 사상균 질환 - 가. 경도(치료하지 아니한 경우를 포함) - 나. 고도(6개월 이상의 치료에도 빈번한 재발을 보이거나 치료에 반응하지 아니하는 경우) | - 나: 5                                                   |                                                           |                                                           | ?????                              |      |
| - 127. 코끼리 피부염(상피병) | - 5                                                       | - 5                                                       | - 5                                                       | - 상피병                           |      |
| - 128. 주사(Rosacea), 여드름 및 화농성 한선염 - 가. 경도(중등도와 고도가 아닌 경우) - 나. 중등도(안면부 및 체간부위에 발생한 고도의 낭종성 여드름인 경우) - 다. 고도(응과성 여드름으로서 안면부 및 체간부위 전체에 심한 상흔이나 켈로이드를 형성한 경우 또는 화농성 한선염으로 일상생활에 큰 지장을 초래할 정도로 증상이 심한 경우) | - 가: 1 - 나: 3                                           | - 가: 1 - 나: 3                                           | - 가: 1 - 나: 3                                           | - 여드름                           |      |
| - 128. 주사(Rosacea), 여드름 및 화농성 한선염 - 가. 경도(중등도와 고도가 아닌 경우) - 나. 중등도(안면부 및 체간부위에 발생한 고도의 낭종성 여드름인 경우) - 다. 고도(응과성 여드름으로서 안면부 및 체간부위 전체에 심한 상흔이나 켈로이드를 형성한 경우 또는 화농성 한선염으로 일상생활에 큰 지장을 초래할 정도로 증상이 심한 경우) | - 다: 4                                                   | - 다: 4                                                   | - 다: 3                                                   | - 여드름                           |      |
| - 129. 켈로이드성 반흔 - 가. 경도(안면부 및 체간부위에 국소적으로 형성된 경우) - 나. 중등도(경도와 고도가 아닌 경우) - 다. 고도(최근 2년 이내에 1년 이상의 정시적이고 지속적인 치료에도 불구하고 반흔이 안면부 및 체간부위 전체에 심하게 형성된 경우) | - 가: 1 - 나: 3 - 다: 4                                   | - 가: 1 - 나: 3 - 다: 4                                   | - 가: 1 - 나: 3 - 다: 4                                   | - 켈로이드                         |      |
| - 130. 백반증, 백색증 및 이에 준하는 색소 이상질환 - 가. 경도(국소성·분절형인 경우) - 나. 중등도(전신적인 경우 체표면적의 최소 10% 이상 30% 미만이거나, 노출부위에 30% 이상 50% 미만 또는 안면부에 30% 이상 발생한 경우) - 다. 고도(병변부위의 합이 전체 피부 표면의 30% 이상이거나, 노출부위에 50% 이상 발생한 경우) | - 가: 3                                                   | - 가: 3                                                   | - 가: 3                                                   | - 백반증                           |      |
| - 130. 백반증, 백색증 및 이에 준하는 색소 이상질환 - 가. 경도(국소성·분절형인 경우) - 나. 중등도(전신적인 경우 체표면적의 최소 10% 이상 30% 미만이거나, 노출부위에 30% 이상 50% 미만 또는 안면부에 30% 이상 발생한 경우) - 다. 고도(병변부위의 합이 전체 피부 표면의 30% 이상이거나, 노출부위에 50% 이상 발생한 경우) | - 나: 4                                                   | - 나: 4                                                   | - 나: 3                                                   | - 백반증                           |      |
| - 130. 백반증, 백색증 및 이에 준하는 색소 이상질환 - 가. 경도(국소성·분절형인 경우) - 나. 중등도(전신적인 경우 체표면적의 최소 10% 이상 30% 미만이거나, 노출부위에 30% 이상 50% 미만 또는 안면부에 30% 이상 발생한 경우) - 다. 고도(병변부위의 합이 전체 피부 표면의 30% 이상이거나, 노출부위에 50% 이상 발생한 경우) | - 다: 5                                                   |                                                           |                                                           | - 백반증                           |      |
| - 131. 탈모증(남성 탈모증은 제외) - 가. 경도(20% 미만) - 나. 중등도(경도나 고도가 아닌 경우) - 다. 고도[50% 이상으로 최근 3년 이내에 6개월 이상의 치료에도 불구하고 치료에 반응이 없거나 악화된 경우 또는 범발성 탈모증(두피, 눈썹, 액와부, 음부의 모발이 완전히 탈모된 경우로 한정)인 경우] | - 가: 2                                                   | - 가: 2                                                   | - 가: 2                                                   | - 탈모증                           |      |
| - 131. 탈모증(남성 탈모증은 제외) - 가. 경도(20% 미만) - 나. 중등도(경도나 고도가 아닌 경우) - 다. 고도[50% 이상으로 최근 3년 이내에 6개월 이상의 치료에도 불구하고 치료에 반응이 없거나 악화된 경우 또는 범발성 탈모증(두피, 눈썹, 액와부, 음부의 모발이 완전히 탈모된 경우로 한정)인 경우] | - 나: 4 - 다: 5                                           | - 나: 4 - 다: 5                                           | - 나: 3 - 다: 4                                           | - 탈모증                           |      |
| - 132. 피부 양성종양 - 가. 신체기능에 장애가 없는 경우 - 1) 국한성 - 2) 전신성 - 나. 신체기능에 장애가 있는 경우(해당 부분에서 판정) | - 가 - 1): 2 - 2): 3 - 나: 해당 부분에서 판정             | - 가 - 1): 2 - 2): 3 - 나: 해당 부분에서 판정             | - 가 - 1): 2 - 2): 3 - 나: 해당 부분에서 판정             | ???                                |      |
| - 133. 피부 악성종양 - 가. 전구증 - 나. 악성종양(악성 흑색종·편평세포암, 피부 림프종 등) - 다. 전이한 악성종양 | - 가: 4 - 나: 5 - 다: 6                                   | - 가: 4 - 나: 5 - 다: 6                                   | - 가: 4 - 나: 5 - 다: 6                                   | - 피부암 - 흑색종 - 피부 림프종    |      |
| - 134. 랑스게한스 조직구증(X조직구증) - 가. 호산구성 육아종(피부에 국한된 경우) - 나. 피부 외에 다른 장기를 침범하거나 합병증이 있는 경우 해당 부분에서 판정 | - 가: 4 - 나: 해당 부분에서 판정                          | - 가: 4 - 나: 해당 부분에서 판정                          | - 가: 4 - 나: 해당 부분에서 판정                          | ?????                              |      |
| - 135. 균상식육종(조직검사로 확진된 경우에 한함) - 가. 중등도(반피증, 판피증 및 홍피증) - 나. 고도(종양) | - 가: 5 - 나: 6                                           | - 가: 5 - 나: 6                                           | - 가: 5 - 나: 6                                           | ?????                              |      |
| - 136. 수장족저 각화증 - 가. 경도(비후만 있는 경우) - 나. 중등도(비후 및 균열이 손 또는 발의 전체를 침범한 경우) - 다. 고도(비후, 균열 및 궤양으로 군화 착용 및 지속적인 보행에 막대한 지장이 있는 경우) | - 가: 2 - 나: 4 - 다: 5                                   | - 가: 2 - 나: 4 - 다: 5                                   | - 가: 2 - 나: 4 - 다: 5                                   | ?????                              |      |
| - 137. 티눈(족장부) - 가. 경도 - 나. 중등도(다발성) - 다. 고도(다발성이고 피부 이식 수술 등으로 인하여 보행에 막대한 지장이 있는 경우) - 주: "다발성"이란 병변이 5개 이상인 것을 의미한다. | - 가: 1 - 나: 3                                           | - 가: 1 - 나: 3                                           | - 가: 1 - 나: 3                                           | - 티눈                             |      |
| - 137. 티눈(족장부) - 가. 경도 - 나. 중등도(다발성) - 다. 고도(다발성이고 피부 이식 수술 등으로 인하여 보행에 막대한 지장이 있는 경우) - 주: "다발성"이란 병변이 5개 이상인 것을 의미한다. | - 다: 5                                                   | - 다: 5                                                   | - 다: 4                                                   | - 티눈                             |      |
| - 138. 취한증 - 가. 경도(1미터 앞에서 불쾌한 냄새가 나는 경우) - 나. 중등도(근치적 수술을 2회 이상 하여도 재발하여 1미터 앞에서도 불쾌한 냄새가 나는 난치성인 경우) | - 가: 2                                                   | - 가: 2                                                   | - 가: 2                                                   | - 액취증                           |      |
| - 138. 취한증 - 가. 경도(1미터 앞에서 불쾌한 냄새가 나는 경우) - 나. 중등도(근치적 수술을 2회 이상 하여도 재발하여 1미터 앞에서도 불쾌한 냄새가 나는 난치성인 경우) | - 나: 4                                                   | - 나: 4                                                   | - 나: 3                                                   | - 액취증                           |      |
| - 139. 손바닥 다한증 - 주: 손바닥이 건조한 상태에서 검사를 실시하며, 신체등급 판정기준의 경계선에 해당하는 등의 사유로 정확한 측정이 특히 필요한 사람의 경우 3회 이내 측정하여 2회 이상 땀이 떨어진 경우에 한정하여 인정할 수 있다. - 가. 경도(수술여부에 관계없이 주먹을 쥐었을 때 3분 후에 땀이 떨어지는 경우) - 나. 고도(수술여부에 관계없이 주먹을 쥐었을 때 30초 이후부터 3분 이내에 땀이 떨어지는 경우) - 다. 고도(수술여부에 관계없이 주먹을 쥐었을 때 30초 이내에 땀이 떨어지는 경우) - 라. 수술(교감신경절제술) 후 합병증이 있는 경우(합병증에 따라 해당 부분에서 판정)           | - 가: 1 - 나: 4 - 다: 5 - 라: 해당 부분에서 판정          | - 가: 1 - 나: 4 - 다: 5 - 라: 해당 부분에서 판정          | - 가: 1 - 나: 4 - 다: 5 - 라: 해당 부분에서 판정          | - 다한증                           |      |
| - 140. 문신 또는 반흔 - 가. 경도(문신이나 반흔 등이 신체의 한 부위에 지름이 7cm 이하이거나 두 부위 이상에 합계 면적이 30cm² 미만인 경우) - 나. 중등도 - 1) 신체의 한 부위에 지름이 7cm을 초과하는 문신이나 반흔 등이 있는 경우 - 2) 신체의 두 부위 이상에 합계 면적이 30² 이상인 문신이나 반흔 등이 있는 경우(다목에 해당하는 경우는 제외) - 다. 고도(상지·하지·체간 및 배부 전체에 걸쳐 있는 경우) | - 가: 1                                                   | - 가: 1                                                   | - 가: 1                                                   | - 문신                             |      |
| - 140. 문신 또는 반흔 - 가. 경도(문신이나 반흔 등이 신체의 한 부위에 지름이 7cm 이하이거나 두 부위 이상에 합계 면적이 30cm² 미만인 경우) - 나. 중등도 - 1) 신체의 한 부위에 지름이 7cm을 초과하는 문신이나 반흔 등이 있는 경우 - 2) 신체의 두 부위 이상에 합계 면적이 30² 이상인 문신이나 반흔 등이 있는 경우(다목에 해당하는 경우는 제외) - 다. 고도(상지·하지·체간 및 배부 전체에 걸쳐 있는 경우) | - 나 - 1): 2 - 2): 3 - 다: 4                              | - 나 - 1): 2 - 2): 3 - 다: 4                              | - 나 - 1): 2 - 2): 2 - 다: 3                              | - 문신                             |      |

#### 외과
| 검사규칙에 의한 질병 및 심신장애 | 평가등급 | 평가등급                                                                                                 | 평가등급                                                                                                 | 해당질환 또는 장애 | 비고 |
| 검사규칙에 의한 질병 및 심신장애 | 병역 | 전역 | 전시 | 해당질환 또는 장애 | 비고 |
| --- | --- | --- | --- | ------------------ | ---- |
| - 141. 경부 또는 그 밖의 부위의 결핵성 림프선염(조직검사 등으로 확진된 경우만 해당한다) - 가. 경과관찰이 필요한 경우 - 나. 치료 후 완치된 경우 - 다. 완치 판정 후 재발된 경우 - 라. 완치 판정 후 재발되어 항결핵제를 1년 이상 투여했음에도 지속적인 악화를 보이거나 심각한 합병증(신경절 손상, 난치성 누공 형성 등)이 발생한 경우 - 주: 절개 배농에 의한 단순 누공은 제외 | - 가. 7 - 나. 3 - 다. 4 - 라. 5 | - 가. 7 - 나. 3 - 다. 4 - 라. 5                                                                          | - 가. 7 - 나. 3 - 다. 4 - 라. 5                                                                          | ????               |      |
| - 142. 각종 부위의 급성인 농양, 봉와직염 및 그 밖의 염증, 수술외상 등으로 치료 중인 경우 - 가. 치료가 종결되었거나 2주 미만의 치료가 필요한 경우 - 나. 2주 이상의 치료가 필요한 경우 | - 가. 1 - 나. 7 | - 가. 1 - 나. 7                                                                                          | - 가. 1 - 나. 7                                                                                          | - 봉와직염         |      |
| - 142-2. 동물 및 곤충 교상(咬傷) - 가. 합병증이 없는 경우 - 나. 합병증이 있는 경우(해당 부분에서 판정) | - 가: 1 - 나: 해당 부분에서 판정 | - 가: 1 - 나: 해당 부분에서 판정                                                                         | - 가: 1 - 나: 해당 부분에서 판정                                                                         | ???                |      |
| - 143. 종양(외과 영역) - 가. 양성 - 1) 경도(수술로 완치된 경우) - 2) 중등도(수술 후 경미한 후유증이 있는 경우) - 3) 고도(수술 후 방사선 치료 등의 추가적인 치료가 필요한 경우) - 나. 악성 - 1) 조기위암(점막하 부위를 침범한 경우를 포함한다)·조기대장암·유암종(카르시노이드)으로 내시경적 절제술을 시행한 경우 주: 조기 위암으로 아전절제술 이상의 수술을 시행한 경우에는 제147호를 적용하여 판정 - 2) 1)외의 악성종양 - 3) 유두성 또는 여포성 갑상선암은 해당 수술 부분에서 판정 - 다. 양성 또는 악성의 미확인 - 1) 조직검사가 필요한 경우 - 2) 위장관 기질적 종양 - 가) 악성의 가능성이 낮은 경우(양성 종양으로 간주하고 해당 수술 부분에서 판정) - 나) 악성의 가능성이 높은 경우 - 주: 악성의 가능성 기준(다음의 1) ~ 5)의 기준 중 한 가지만 해당되어도 악성으로 분류) - [조직학적 기준] - (1) 유사분열수(>5/50HPF) - (2) 종양의 크기(>5cm) - (3) c-kit(CD117) 유전자의 돌연변이 - [임상적 기준] - (4) 수술적으로 완전절제가 불가능한 경우 또는 수술 전·후 화학요법 처치가 필요하거나 처치를 받은 경우 - (5) 경과 관찰 중 재발 또는 전이의 증거가 확인된 경우 | - 가 - 1): 1 - 2): 3 - 3): 5 - 4): 해당 부분에서 판정 - 나 - 1): 4 - 2): 6 - 3): 해당 부분에서 판정                                                                        | - 가 - 1): 1 - 2): 3 - 3): 5 - 4): 해당 부분에서 판정 - 나 - 1): 4 - 2): 6 - 3): 해당 부분에서 판정      | - 가 - 1): 1 - 2): 3 - 3): 5 - 4): 해당 부분에서 판정 - 나 - 1): 4 - 2): 6 - 3): 해당 부분에서 판정      | - 위암 - 대장암    |      |
| - 143. 종양(외과 영역) - 가. 양성 - 1) 경도(수술로 완치된 경우) - 2) 중등도(수술 후 경미한 후유증이 있는 경우) - 3) 고도(수술 후 방사선 치료 등의 추가적인 치료가 필요한 경우) - 나. 악성 - 1) 조기위암(점막하 부위를 침범한 경우를 포함한다)·조기대장암·유암종(카르시노이드)으로 내시경적 절제술을 시행한 경우 주: 조기 위암으로 아전절제술 이상의 수술을 시행한 경우에는 제147호를 적용하여 판정 - 2) 1)외의 악성종양 - 3) 유두성 또는 여포성 갑상선암은 해당 수술 부분에서 판정 - 다. 양성 또는 악성의 미확인 - 1) 조직검사가 필요한 경우 - 2) 위장관 기질적 종양 - 가) 악성의 가능성이 낮은 경우(양성 종양으로 간주하고 해당 수술 부분에서 판정) - 나) 악성의 가능성이 높은 경우 - 주: 악성의 가능성 기준(다음의 1) ~ 5)의 기준 중 한 가지만 해당되어도 악성으로 분류) - [조직학적 기준] - (1) 유사분열수(>5/50HPF) - (2) 종양의 크기(>5cm) - (3) c-kit(CD117) 유전자의 돌연변이 - [임상적 기준] - (4) 수술적으로 완전절제가 불가능한 경우 또는 수술 전·후 화학요법 처치가 필요하거나 처치를 받은 경우 - (5) 경과 관찰 중 재발 또는 전이의 증거가 확인된 경우 | - 다 - 1): 7 - 2) - 가): 해당 부분에서 판정 - 나): 6 | - 다 - 1): 7 - 2) - 가): 해당 부분에서 판정 - 나): 6                                                     | - 다 - 1): 4 - 2) - 가): 해당 부분에서 판정 - 나): 6                                                     | - 위암 - 대장암    |      |
| - 144. 두경부 누공(갑성선 및 림프선은 제외) - 가. 수술로 치료가능한 경우 - 나. 수술 후 후유증이 발생한 경우 - 1) 중등도 이하 - 2) 고도(치유가 불가능한 합병증이 발생한 경우나 재수술 후 합병증이 발생한 경우 또는 재수술이 불가능한 경우 | - 가: 2 - 나 - 1): 3 - 2): 5 | - 가: 2 - 나 - 1): 3 - 2): 5                                                                             | - 가: 1 - 나 - 1): 2 - 2): 5                                                                             | ????               |      |
| - 145. 갑상선 절제술을 한 경우 - 가. 일측엽 부분절제술 이하 - 나. 일측엽 절제술 - 다. 아전절제술 잇아이거나 재발로 재수술을 받은 경우 - 라. 아전절제술 미만의 수술 후에 부갑상선 기능저하증 및 반회후두신경 손상 등의 합병증이 있으며 군복무에 지장이 있는 경우 | - 가: 2 | - 가: 2                                                                                                  | - 가: 1                                                                                                  | ????               |      |
| - 145. 갑상선 절제술을 한 경우 - 가. 일측엽 부분절제술 이하 - 나. 일측엽 절제술 - 다. 아전절제술 잇아이거나 재발로 재수술을 받은 경우 - 라. 아전절제술 미만의 수술 후에 부갑상선 기능저하증 및 반회후두신경 손상 등의 합병증이 있으며 군복무에 지장이 있는 경우 | - 나: 4 | | | ????               |      |
| - 145. 갑상선 절제술을 한 경우 - 가. 일측엽 부분절제술 이하 - 나. 일측엽 절제술 - 다. 아전절제술 잇아이거나 재발로 재수술을 받은 경우 - 라. 아전절제술 미만의 수술 후에 부갑상선 기능저하증 및 반회후두신경 손상 등의 합병증이 있으며 군복무에 지장이 있는 경우 | - 다: 5 | - 다: 5                                                                                                  | - 다: 4                                                                                                  | ????               |      |
| - 145. 갑상선 절제술을 한 경우 - 가. 일측엽 부분절제술 이하 - 나. 일측엽 절제술 - 다. 아전절제술 잇아이거나 재발로 재수술을 받은 경우 - 라. 아전절제술 미만의 수술 후에 부갑상선 기능저하증 및 반회후두신경 손상 등의 합병증이 있으며 군복무에 지장이 있는 경우 | - 라: 5 | | | ????               |      |
| - 146. 비장적출술 또는 성형술을 한 경우 - 가. 부분절제술 이하, 성형술 또는 비장동맥 색전술을 한 경우 - 나. 전적출술(비장증 또는 부비장이 존재하는 경우를 포함한다) | - 가: 4 - 나: 5 | - 가: 4 - 나: 5                                                                                          | - 가: 3 - 나: 4                                                                                          | ????               |      |
| - 147. 위절제술 또는 그 밖의 위수술을 한 경우 - 주: 비만수술의 경우 수술 전 고도비만으로 진단된 경우로 한정 - 가. 위 단순 봉합술, 쐐기절제술, 유문부성형술 및 미주신경절제술, 내시경적 절제술(제143호나목1)에 해당하는 경우는 제외), 유문부를 보존하는 위 부분절제술, 제한적 비만수술(위 소매절제술, 위 밴드수술 등) - 나. 유문부를 포함하는 위 부분절제술, 유문부를 우회하는 비만수술[담췌 우회술, 루와이 위 우회술(Roux-ex-Y Gastric Bypass surgery) 등] - 다. 유문부를 포함하는 위 아전절제술 - 라. 위 전절제술 - 마. 후유증이 있는 경우(해당 부분에서 판정) | - 가: 3 - 나: 4 - 다: 5 - 라:6 - 마: 해당 부분에서 판정 | - 가: 3 - 나: 4 - 다: 5 - 라:6 - 마: 해당 부분에서 판정                                                  | - 가: 3 - 나: 4 - 다: 5 - 라:6 - 마: 해당 부분에서 판정                                                  | ???                |      |
| - 148. 장절제술 또는 단수농합술 - 가. 십이지장수술을 한 경우 - 1) 단순배액술 또는 단순봉합술 - 가) 치유된 경우 - 나) 합병증이 있는 경우(해당 부분에서 판정) - 2) 선천성 협착, 폐쇄로 수술을 한 경우 - 3) 십이지장게실화 및 심대루형성술(Triple ostomy)을 한 경우 - 4) 위플씨(Whipple)수술을 한 경우 - 나. 소장 수술을 한 경우 - 1) 단축증후군이 없는 경우 - 가) 단순봉합술 - 나) 소장절제술 - 2) 단축증후군이 있는 경우 - 다. 대장수술을 한 경우 - 1) 대장수술 - 가) 회맹부 절제술, 구역 절제술(segmental resection) - 나) 좌측, 우측, 횡행결장 절제술 또는 하행결장을 일부 포함한 하부대장 절제술 - 다) 대장 전절제술 - 2) 그 밖의 대장수술(단순 봉합술·내시경적 절제술 등) | - 가 - 1) - 가): 3 - 나): 해당 부분에서 판정 - 2): 4 - 3): 5 - 4): 6 - 나 - 1) - 가): 3 - 나): 4 - 2): 6                                                                   | - 가 - 1) - 가): 3 - 나): 해당 부분에서 판정 - 2): 4 - 3): 5 - 4): 6 - 나 - 1) - 가): 3 - 나): 4 - 2): 6 | - 가 - 1) - 가): 3 - 나): 해당 부분에서 판정 - 2): 4 - 3): 5 - 4): 6 - 나 - 1) - 가): 3 - 나): 4 - 2): 6 | ?????              |      |
| - 148. 장절제술 또는 단수농합술 - 가. 십이지장수술을 한 경우 - 1) 단순배액술 또는 단순봉합술 - 가) 치유된 경우 - 나) 합병증이 있는 경우(해당 부분에서 판정) - 2) 선천성 협착, 폐쇄로 수술을 한 경우 - 3) 십이지장게실화 및 심대루형성술(Triple ostomy)을 한 경우 - 4) 위플씨(Whipple)수술을 한 경우 - 나. 소장 수술을 한 경우 - 1) 단축증후군이 없는 경우 - 가) 단순봉합술 - 나) 소장절제술 - 2) 단축증후군이 있는 경우 - 다. 대장수술을 한 경우 - 1) 대장수술 - 가) 회맹부 절제술, 구역 절제술(segmental resection) - 나) 좌측, 우측, 횡행결장 절제술 또는 하행결장을 일부 포함한 하부대장 절제술 - 다) 대장 전절제술 - 2) 그 밖의 대장수술(단순 봉합술·내시경적 절제술 등) | - 다 - 1) - 가): 4 - 나): 5 - 다): 6 - 2): 3 | - 다 - 1) - 가): 4 - 나): 5 - 다): 6 - 2): 3                                                             | - 다 - 1) - 가): 3 - 나): 4 - 다): 6 - 2): 3                                                             | ?????              |      |
| - 149. 항문 및 직장질환 - 가. 치열 - 나. 치핵 - 1) 수술이 필요없거나 수술로 교정이 가능한 경우 - 2) 근치수술 후 재발 또는 재수술한 경우 - 다. 치루 - 1) 저위형 - 가) 수술 후 치유된 경우 - 나) 수술 후 재발한 경우 - 2) 좌골직장와에 국한된 괄약근관통형, 고위괄약근간형 - 3) 골반직장와를 침범하는 괄약근관통형, 괄약근상형, 괄약근외형 - 4) 현증 - 라. 항문주위 농양 - 1) 수술로 완치된 경우 - 2) 수술 후 재발한 경우 - 3) 현증 - 4) 치루로 이행한 경우(치루에 준하여 판정) - 마. 쇄항으로 항문성형술을 받은 경우 - 바. 항문협착증 - 1) 수술로 치유된 경우 - 2) 수술적 치료를 하였으나 재발한 경우 - 3) 재수술 후 후유증으로 군복무가 불가능한 경우 - 사. 변실금(수술 또는 외상 발생 후에 생긴 경우는 3개월 경과 후에 판단한다) - 1) 항문직장기능검사상 경미한 이상소견이 있는 경우 - 2) 항문직장기능검사상이나 영상의학적 검사상 이상 소견이 명확하고, 치료(약물 및 생체되먹임 치료, 수술 등) 후 호전되지 않은 경우 - 3) 괄약기능을 완전히 상실하여 인공항문이 필요한 경우 - 4) 골반저 출구 폐쇄에 의한 배변장애 <2012년 2월 8일 삭제> - 아. 항문탈출증(항문괄약근 기능장애를 포함한다) - 자. 직장탈출증(치핵 또는 용종에 의한 경우는 제외한다) - 1) 현증 - 2) 수술로 완치된 경우 - 3) 수술 후 재발한 경우 - 4) 후유증이 있는 경우는 해당 부분에서 판정 - 차. 모소동(모소낭), 화농성 한선염 - 카. 수술 후 조직검사에서 결핵 또는 염증성 장질환이 확진된 경우 - 타. 골반저 출구 폐쇄에 의한 배변장애(3개월 경과 관찰 후 판단) - 1) 항문직장기능검사나 영상의학적 검사 상 경미한 이상 소견이 있거나 치료(약물 및 생체되먹임치료, 수술 등) 후 호전된 경우 - 2) 항문직장기능검사나 영상의학적 검사 상 이상 소견이 있고 치료(약물 및 생체되먹임치료, 수술 등) 후 호전되지 않은 경우 | - 가: 1 | - 가: 1                                                                                                  | - 가: 1                                                                                                  | ?????              |      |
| - 149. 항문 및 직장질환 - 가. 치열 - 나. 치핵 - 1) 수술이 필요없거나 수술로 교정이 가능한 경우 - 2) 근치수술 후 재발 또는 재수술한 경우 - 다. 치루 - 1) 저위형 - 가) 수술 후 치유된 경우 - 나) 수술 후 재발한 경우 - 2) 좌골직장와에 국한된 괄약근관통형, 고위괄약근간형 - 3) 골반직장와를 침범하는 괄약근관통형, 괄약근상형, 괄약근외형 - 4) 현증 - 라. 항문주위 농양 - 1) 수술로 완치된 경우 - 2) 수술 후 재발한 경우 - 3) 현증 - 4) 치루로 이행한 경우(치루에 준하여 판정) - 마. 쇄항으로 항문성형술을 받은 경우 - 바. 항문협착증 - 1) 수술로 치유된 경우 - 2) 수술적 치료를 하였으나 재발한 경우 - 3) 재수술 후 후유증으로 군복무가 불가능한 경우 - 사. 변실금(수술 또는 외상 발생 후에 생긴 경우는 3개월 경과 후에 판단한다) - 1) 항문직장기능검사상 경미한 이상소견이 있는 경우 - 2) 항문직장기능검사상이나 영상의학적 검사상 이상 소견이 명확하고, 치료(약물 및 생체되먹임 치료, 수술 등) 후 호전되지 않은 경우 - 3) 괄약기능을 완전히 상실하여 인공항문이 필요한 경우 - 4) 골반저 출구 폐쇄에 의한 배변장애 <2012년 2월 8일 삭제> - 아. 항문탈출증(항문괄약근 기능장애를 포함한다) - 자. 직장탈출증(치핵 또는 용종에 의한 경우는 제외한다) - 1) 현증 - 2) 수술로 완치된 경우 - 3) 수술 후 재발한 경우 - 4) 후유증이 있는 경우는 해당 부분에서 판정 - 차. 모소동(모소낭), 화농성 한선염 - 카. 수술 후 조직검사에서 결핵 또는 염증성 장질환이 확진된 경우 - 타. 골반저 출구 폐쇄에 의한 배변장애(3개월 경과 관찰 후 판단) - 1) 항문직장기능검사나 영상의학적 검사 상 경미한 이상 소견이 있거나 치료(약물 및 생체되먹임치료, 수술 등) 후 호전된 경우 - 2) 항문직장기능검사나 영상의학적 검사 상 이상 소견이 있고 치료(약물 및 생체되먹임치료, 수술 등) 후 호전되지 않은 경우 | - 나 - 1): 1 - 2): 3 - 다 - 1) - 가): 1 - 나): 3 - 2): 3 - 3): 5 - 4): 7                                                                                                   | - 나 - 1): 1 - 2): 3 - 다 - 1) - 가): 1 - 나): 3 - 2): 3 - 3): 5 - 4): 7                                 | - 나 - 1): 1 - 2): 2 - 다 - 1) - 가): 1 - 나): 2 - 2): 2 - 3): 5 - 4): 7                                 | ?????              |      |
| - 149. 항문 및 직장질환 - 가. 치열 - 나. 치핵 - 1) 수술이 필요없거나 수술로 교정이 가능한 경우 - 2) 근치수술 후 재발 또는 재수술한 경우 - 다. 치루 - 1) 저위형 - 가) 수술 후 치유된 경우 - 나) 수술 후 재발한 경우 - 2) 좌골직장와에 국한된 괄약근관통형, 고위괄약근간형 - 3) 골반직장와를 침범하는 괄약근관통형, 괄약근상형, 괄약근외형 - 4) 현증 - 라. 항문주위 농양 - 1) 수술로 완치된 경우 - 2) 수술 후 재발한 경우 - 3) 현증 - 4) 치루로 이행한 경우(치루에 준하여 판정) - 마. 쇄항으로 항문성형술을 받은 경우 - 바. 항문협착증 - 1) 수술로 치유된 경우 - 2) 수술적 치료를 하였으나 재발한 경우 - 3) 재수술 후 후유증으로 군복무가 불가능한 경우 - 사. 변실금(수술 또는 외상 발생 후에 생긴 경우는 3개월 경과 후에 판단한다) - 1) 항문직장기능검사상 경미한 이상소견이 있는 경우 - 2) 항문직장기능검사상이나 영상의학적 검사상 이상 소견이 명확하고, 치료(약물 및 생체되먹임 치료, 수술 등) 후 호전되지 않은 경우 - 3) 괄약기능을 완전히 상실하여 인공항문이 필요한 경우 - 4) 골반저 출구 폐쇄에 의한 배변장애 <2012년 2월 8일 삭제> - 아. 항문탈출증(항문괄약근 기능장애를 포함한다) - 자. 직장탈출증(치핵 또는 용종에 의한 경우는 제외한다) - 1) 현증 - 2) 수술로 완치된 경우 - 3) 수술 후 재발한 경우 - 4) 후유증이 있는 경우는 해당 부분에서 판정 - 차. 모소동(모소낭), 화농성 한선염 - 카. 수술 후 조직검사에서 결핵 또는 염증성 장질환이 확진된 경우 - 타. 골반저 출구 폐쇄에 의한 배변장애(3개월 경과 관찰 후 판단) - 1) 항문직장기능검사나 영상의학적 검사 상 경미한 이상 소견이 있거나 치료(약물 및 생체되먹임치료, 수술 등) 후 호전된 경우 - 2) 항문직장기능검사나 영상의학적 검사 상 이상 소견이 있고 치료(약물 및 생체되먹임치료, 수술 등) 후 호전되지 않은 경우 | - 라 - 1): 1 - 2): 7 - 3): 7 - 4): 해당 부분에서 판정 | | | ?????              |      |
| - 149. 항문 및 직장질환 - 가. 치열 - 나. 치핵 - 1) 수술이 필요없거나 수술로 교정이 가능한 경우 - 2) 근치수술 후 재발 또는 재수술한 경우 - 다. 치루 - 1) 저위형 - 가) 수술 후 치유된 경우 - 나) 수술 후 재발한 경우 - 2) 좌골직장와에 국한된 괄약근관통형, 고위괄약근간형 - 3) 골반직장와를 침범하는 괄약근관통형, 괄약근상형, 괄약근외형 - 4) 현증 - 라. 항문주위 농양 - 1) 수술로 완치된 경우 - 2) 수술 후 재발한 경우 - 3) 현증 - 4) 치루로 이행한 경우(치루에 준하여 판정) - 마. 쇄항으로 항문성형술을 받은 경우 - 바. 항문협착증 - 1) 수술로 치유된 경우 - 2) 수술적 치료를 하였으나 재발한 경우 - 3) 재수술 후 후유증으로 군복무가 불가능한 경우 - 사. 변실금(수술 또는 외상 발생 후에 생긴 경우는 3개월 경과 후에 판단한다) - 1) 항문직장기능검사상 경미한 이상소견이 있는 경우 - 2) 항문직장기능검사상이나 영상의학적 검사상 이상 소견이 명확하고, 치료(약물 및 생체되먹임 치료, 수술 등) 후 호전되지 않은 경우 - 3) 괄약기능을 완전히 상실하여 인공항문이 필요한 경우 - 4) 골반저 출구 폐쇄에 의한 배변장애 <2012년 2월 8일 삭제> - 아. 항문탈출증(항문괄약근 기능장애를 포함한다) - 자. 직장탈출증(치핵 또는 용종에 의한 경우는 제외한다) - 1) 현증 - 2) 수술로 완치된 경우 - 3) 수술 후 재발한 경우 - 4) 후유증이 있는 경우는 해당 부분에서 판정 - 차. 모소동(모소낭), 화농성 한선염 - 카. 수술 후 조직검사에서 결핵 또는 염증성 장질환이 확진된 경우 - 타. 골반저 출구 폐쇄에 의한 배변장애(3개월 경과 관찰 후 판단) - 1) 항문직장기능검사나 영상의학적 검사 상 경미한 이상 소견이 있거나 치료(약물 및 생체되먹임치료, 수술 등) 후 호전된 경우 - 2) 항문직장기능검사나 영상의학적 검사 상 이상 소견이 있고 치료(약물 및 생체되먹임치료, 수술 등) 후 호전되지 않은 경우 | - 마: 4 | - 마: 4                                                                                                  | - 마:3                                                                                                   | ?????              |      |
| - 149. 항문 및 직장질환 - 가. 치열 - 나. 치핵 - 1) 수술이 필요없거나 수술로 교정이 가능한 경우 - 2) 근치수술 후 재발 또는 재수술한 경우 - 다. 치루 - 1) 저위형 - 가) 수술 후 치유된 경우 - 나) 수술 후 재발한 경우 - 2) 좌골직장와에 국한된 괄약근관통형, 고위괄약근간형 - 3) 골반직장와를 침범하는 괄약근관통형, 괄약근상형, 괄약근외형 - 4) 현증 - 라. 항문주위 농양 - 1) 수술로 완치된 경우 - 2) 수술 후 재발한 경우 - 3) 현증 - 4) 치루로 이행한 경우(치루에 준하여 판정) - 마. 쇄항으로 항문성형술을 받은 경우 - 바. 항문협착증 - 1) 수술로 치유된 경우 - 2) 수술적 치료를 하였으나 재발한 경우 - 3) 재수술 후 후유증으로 군복무가 불가능한 경우 - 사. 변실금(수술 또는 외상 발생 후에 생긴 경우는 3개월 경과 후에 판단한다) - 1) 항문직장기능검사상 경미한 이상소견이 있는 경우 - 2) 항문직장기능검사상이나 영상의학적 검사상 이상 소견이 명확하고, 치료(약물 및 생체되먹임 치료, 수술 등) 후 호전되지 않은 경우 - 3) 괄약기능을 완전히 상실하여 인공항문이 필요한 경우 - 4) 골반저 출구 폐쇄에 의한 배변장애 <2012년 2월 8일 삭제> - 아. 항문탈출증(항문괄약근 기능장애를 포함한다) - 자. 직장탈출증(치핵 또는 용종에 의한 경우는 제외한다) - 1) 현증 - 2) 수술로 완치된 경우 - 3) 수술 후 재발한 경우 - 4) 후유증이 있는 경우는 해당 부분에서 판정 - 차. 모소동(모소낭), 화농성 한선염 - 카. 수술 후 조직검사에서 결핵 또는 염증성 장질환이 확진된 경우 - 타. 골반저 출구 폐쇄에 의한 배변장애(3개월 경과 관찰 후 판단) - 1) 항문직장기능검사나 영상의학적 검사 상 경미한 이상 소견이 있거나 치료(약물 및 생체되먹임치료, 수술 등) 후 호전된 경우 - 2) 항문직장기능검사나 영상의학적 검사 상 이상 소견이 있고 치료(약물 및 생체되먹임치료, 수술 등) 후 호전되지 않은 경우 | - 바 - 1): 3 - 2): 4 - 3): 5 - 사 - 1): 3 - 2): 5 - 3): 6 - 4): (삭제) - 아: 4 - 자 - 1): 7 - 2): 3 - 3): 5 - 4) - 차 - 1): 1 - 2): 3 - 3): 7 - 카: 5 - 타 - 1): 3 - 2): 5 | | | ?????              |      |
| - 150. 인공항문 - 가. 치료를 위한 일시적 인공항문(현증) - 나. 영구적인 인공항문 성형술을 한 경우 | - 가. 7 - 나. 6 | - 가. 7 - 나. 6                                                                                          | - 가. 7 - 나. 6                                                                                          | ????               |      |
| - 151. 충수절제술을 한 경우 - 가. 완치 - 나. 후유증(제152호에 준하여 판정) | - 가: 1 - 나: 해당 부분에서 판정 | - 가: 1 - 나: 해당 부분에서 판정                                                                         | - 가: 1 - 나: 해당 부분에서 판정                                                                         | ???                |      |
| - 152. 복부수술 후 발생한 유착성 장폐색 - 가. 재수술을 받지 아니한 경우 - 나. 복부수술 후유증으로 재수술을 받아 치유된 경우 - 다. 재수술을 받았으나 심한 유착 및 후유증으로 군복무가 불가능한 경우 - 라. 복부수술의 과거력이 있으나 현재 특이 증상이 없는 경우 | - 가: 4 | - 가: 4                                                                                                  | - 가: 3                                                                                                  | ????               |      |
| - 152. 복부수술 후 발생한 유착성 장폐색 - 가. 재수술을 받지 아니한 경우 - 나. 복부수술 후유증으로 재수술을 받아 치유된 경우 - 다. 재수술을 받았으나 심한 유착 및 후유증으로 군복무가 불가능한 경우 - 라. 복부수술의 과거력이 있으나 현재 특이 증상이 없는 경우 | - 나: 4 - 다: 5 - 라: 1 | | | ????               |      |
| - 153. 장피누공 또는 복벽누공 - 가. 현증으로서 치유가능한 경우 - 나. 누공이 3개월 이상 완치되지 아니한 경우 또는 재발한 경우 - 다. 수술 등으로 치유된 경우 | - 가: 7 - 나: 5 | - 가: 7 - 나: 5                                                                                          | - 가: 4 - 나: 4                                                                                          | ????               |      |
| - 153. 장피누공 또는 복벽누공 - 가. 현증으로서 치유가능한 경우 - 나. 누공이 3개월 이상 완치되지 아니한 경우 또는 재발한 경우 - 다. 수술 등으로 치유된 경우 | - 다: 3 | | | ????               |      |
| - 154. 서혜부 탈장 - 가. 현재 증상이 있는 경우 - 나. 수술 후 치유된 경우 - 다. 수술 후 합병증이 있는 경우 | - 가: 7 | - 가: 7                                                                                                  | - 가: 7                                                                                                  | ???                |      |
| - 154. 서혜부 탈장 - 가. 현재 증상이 있는 경우 - 나. 수술 후 치유된 경우 - 다. 수술 후 합병증이 있는 경우 | - 나: 3 - 다: 4 | - 나: 3 - 다: 4                                                                                          | - 나: 1 - 다: 3                                                                                          | ???                |      |
| - 155. 복벽, 대퇴부 그 밖의 탈장 - 가. 현재 증상이 있는 경우 - 나. 수술 후 치유된 경우 - 다. 치유가 불가능한 경우 - 라. 수술 후 합병증이 있는 경우(해당 부분에서 판정) | - 가: 7 | - 가: 7                                                                                                  | - 가: 7                                                                                                  | ???                |      |
| - 155. 복벽, 대퇴부 그 밖의 탈장 - 가. 현재 증상이 있는 경우 - 나. 수술 후 치유된 경우 - 다. 치유가 불가능한 경우 - 라. 수술 후 합병증이 있는 경우(해당 부분에서 판정) | - 나: 3 - 다: 5 | - 나: 3 - 다: 5                                                                                          | - 나: 2 - 다: 4                                                                                          | ???                |      |
| - 155. 복벽, 대퇴부 그 밖의 탈장 - 가. 현재 증상이 있는 경우 - 나. 수술 후 치유된 경우 - 다. 치유가 불가능한 경우 - 라. 수술 후 합병증이 있는 경우(해당 부분에서 판정) | - 라: 해당 부분에서 판정 | | | ???                |      |
| - 156. 간수술을 한 경우 - 가. 구역(Segment)절제술 미만(단순봉합술을 포함) - 나. 구역(Segment)절제술 이상 - 다. 간엽(Lobe)절제술(3개 이상의 구역절제술을 포함한다) - 라. 간이식수술 - 1) 기증자 - 3) 피이식자 | - 가: 3 - 나: 4 - 다: 5 - 라 - 1): 5 - 2): 6 | - 가: 3 - 나: 4 - 다: 5 - 라 - 1): 5 - 2): 6                                                             | - 가: 3 - 나: 4 - 다: 5 - 라 - 1): 5 - 2): 6                                                             | ????               |      |
| - 157. 간농양 및 간혈종 - 가. 약물치료, 배액술 등으로 치유된 경우 - 나. 수술한 경우에는 제156호를 적용 | - 가: 3 - 나: 해당 부분에서 판정 | - 가: 3 - 나: 해당 부분에서 판정                                                                         | - 가: 3 - 나: 해당 부분에서 판정                                                                         | ????               |      |
| - 158. 문맥고혈압에 대한 수술조작 | - 6 | - 6 | - 6 | ????               |      |
| - 159. 담낭 및 담도수술을 한 경우 - 가. 담낭절제술(복강경수술을 시행한 경우를 포함) - 나. 담낭절제술과 담도절개술을 동시에 받은 경우 - 다. 총수담관 협착이나 폐쇄 또는 이에 대한 교정수술을 한 경우 - 라. 간내결석에 대한 수술을 한 경우 - 마. 담도낭종에 대한 낭종절제술 및 담도-장 누공술을 한 경우 - 바. 수술 후 재말한 경우 - 사. 합병증이 있는 경우(해당 부분에서 판정) | - 가: 4 - 나: 4 | - 가: 4 - 나: 4                                                                                          | - 가: 3 - 나: 3                                                                                          | ????               |      |
| - 159. 담낭 및 담도수술을 한 경우 - 가. 담낭절제술(복강경수술을 시행한 경우를 포함) - 나. 담낭절제술과 담도절개술을 동시에 받은 경우 - 다. 총수담관 협착이나 폐쇄 또는 이에 대한 교정수술을 한 경우 - 라. 간내결석에 대한 수술을 한 경우 - 마. 담도낭종에 대한 낭종절제술 및 담도-장 누공술을 한 경우 - 바. 수술 후 재말한 경우 - 사. 합병증이 있는 경우(해당 부분에서 판정) | - 다: 5 | | | ????               |      |
| - 159. 담낭 및 담도수술을 한 경우 - 가. 담낭절제술(복강경수술을 시행한 경우를 포함) - 나. 담낭절제술과 담도절개술을 동시에 받은 경우 - 다. 총수담관 협착이나 폐쇄 또는 이에 대한 교정수술을 한 경우 - 라. 간내결석에 대한 수술을 한 경우 - 마. 담도낭종에 대한 낭종절제술 및 담도-장 누공술을 한 경우 - 바. 수술 후 재말한 경우 - 사. 합병증이 있는 경우(해당 부분에서 판정) | - 라: 5 | - 라: 5                                                                                                  | - 라: 4                                                                                                  | ????               |      |
| - 159. 담낭 및 담도수술을 한 경우 - 가. 담낭절제술(복강경수술을 시행한 경우를 포함) - 나. 담낭절제술과 담도절개술을 동시에 받은 경우 - 다. 총수담관 협착이나 폐쇄 또는 이에 대한 교정수술을 한 경우 - 라. 간내결석에 대한 수술을 한 경우 - 마. 담도낭종에 대한 낭종절제술 및 담도-장 누공술을 한 경우 - 바. 수술 후 재말한 경우 - 사. 합병증이 있는 경우(해당 부분에서 판정) | - 마: 5 - 바: 6 - 사: 해당 부분에서 판정 | | | ????               |      |
| - 160. 췌장수술을 한 경우 - 가. 단순 배액술 - 1) 치유된 경우 - 2) 합병증이 있는 경우 - 나. 부분절제술 - 다. 췌-공장문합술 또는 췌-위문합술 - 라. 십이지장게실화 또는 삼대루형성술(Triple ostomy) - 마. 위플씨(Whipple)수술 - 바. 췌장 이식 수술을 받은 경우 | - 가 - 1): 4 - 2): 5 - 나: 5 - 다: 5 - 라: 6 - 마: 6 - 바: 6 | - 가 - 1): 4 - 2): 5 - 나: 5 - 다: 5 - 라: 6 - 마: 6 - 바: 6                                             | - 가 - 1): 4 - 2): 5 - 나: 5 - 다: 5 - 라: 6 - 마: 6 - 바: 6                                             | ????               |      |
| - 161. 여성형 유방(원인불명인 경우에 한함) - 가. 경도 - 나. 중등도 이상 | - 가: 2 - 나: 3 | - 가: 2 - 나: 3                                                                                          | - 가: 1 - 나: 2                                                                                          | - 여성형유방증     |      |
| - 162. 선천성 위장관 기형 - 가. 합병증이 없는 경우 - 나. 합병증이 있는 경우(해당 부분에서 판정) | - 가: 3 - 나: 해당 부분에 판정 | - 가: 3 - 나: 해당 부분에 판정                                                                           | - 가: 3 - 나: 해당 부분에 판정                                                                           | ????               |      |
| - 163. 화상 - 주: 경부 및 안면부 화상은 10% 미만의 범위에 발생하여도 추형이 있는 경우 제274호를 적용 - 가. 2도 화상이 전체 피부면적의 10% 미만 - 나. 2도 화상이 전체 피부면적의 10% 이상 30% 미만 - 다. 2도 화상이 전체 피부면적의 30% 이상 - 라. 3도 화상이 전체 피부면적의 10% 이상 | - 가: 2 | - 가: 2                                                                                                  | - 가: 1                                                                                                  | - 화상             |      |
| - 163. 화상 - 주: 경부 및 안면부 화상은 10% 미만의 범위에 발생하여도 추형이 있는 경우 제274호를 적용 - 가. 2도 화상이 전체 피부면적의 10% 미만 - 나. 2도 화상이 전체 피부면적의 10% 이상 30% 미만 - 다. 2도 화상이 전체 피부면적의 30% 이상 - 라. 3도 화상이 전체 피부면적의 10% 이상 | - 나: 4 - 다: 5 - 라: 5 | | | - 화상             |      |
| - 164. 동상(현증) - 가. 1도 또는 2도 동상 - 나. 입영신체검사 시기가 동절기인 경우에는 1도 또는 2도 동상 - 다. 3도 동상이 전체 피부면적의 10% 이상 | - 가: 1 - 나: 7 - 다: 5 | - 가: 1 - 나: 7 - 다: 5                                                                                  | - 가: 1 - 나: 7 - 다: 5                                                                                  | ????               |      |
| - 165. 동맥질환 - 가. 폐쇄성 동맥질환 - 1) 방사선검사로 확진된 경우 - 2) 수술 후 그 경과가 양호한 경우 - 3) 수술 후 합병증(재발·절단·장기기능 부전·근위축·피부궤양 등)이 있는 경우 - 4) 방사선검사로 확진된 경우 - 나. 협착성 동맥질환 및 기타 동맥질환 - 1) 경도(임상적으로 확진된 경우) - 2) 중재적 시술(풍선확장술, 혈전제거술 등) 후 경과가 양호한 경우 - 3) 중재적 시술 후 재발하여 추가적인 수술 또는 시술이 필요한 경우 - 4) 스텐트 삽입술 또는 수술(혈관우회술, 혈관 치환술 등)을 받은 경우 - 5) 합병증이 있는 경우(해당 부분에서 판정) - 다. 버거씨병 - 1) 합병증이 없는 경우 - 2) 합병증이 있는 경우(피부궤양·근위축·마비·절단 등) - 라. 레이노드씨병 또는 레이노드 증후군 - 1) 경도(경미한 증상은 있으나 검사에서 이상소견이 없는 경우) - 2) 중등도(최근 1년 이내에 6개월 이상의 치료 병력이 인정되는 경우) - 3) 고도(피부궤양·조갑위축·근위축·마비·절단 등의 합병증이 있는 경우) - 마. 영상의학적으로 확인된 동맥질환으로 지속적인 항응고 치료가 필요한 경우 | - 가 - 1): 5 - 2): 5 - 3): 6 | - 가 - 1): 5 - 2): 5 - 3): 6                                                                             | - 가 - 1): 4 - 2): 4 - 3): 6                                                                             | ??????             |      |
| - 165. 동맥질환 - 가. 폐쇄성 동맥질환 - 1) 방사선검사로 확진된 경우 - 2) 수술 후 그 경과가 양호한 경우 - 3) 수술 후 합병증(재발·절단·장기기능 부전·근위축·피부궤양 등)이 있는 경우 - 4) 방사선검사로 확진된 경우 - 나. 협착성 동맥질환 및 기타 동맥질환 - 1) 경도(임상적으로 확진된 경우) - 2) 중재적 시술(풍선확장술, 혈전제거술 등) 후 경과가 양호한 경우 - 3) 중재적 시술 후 재발하여 추가적인 수술 또는 시술이 필요한 경우 - 4) 스텐트 삽입술 또는 수술(혈관우회술, 혈관 치환술 등)을 받은 경우 - 5) 합병증이 있는 경우(해당 부분에서 판정) - 다. 버거씨병 - 1) 합병증이 없는 경우 - 2) 합병증이 있는 경우(피부궤양·근위축·마비·절단 등) - 라. 레이노드씨병 또는 레이노드 증후군 - 1) 경도(경미한 증상은 있으나 검사에서 이상소견이 없는 경우) - 2) 중등도(최근 1년 이내에 6개월 이상의 치료 병력이 인정되는 경우) - 3) 고도(피부궤양·조갑위축·근위축·마비·절단 등의 합병증이 있는 경우) - 마. 영상의학적으로 확인된 동맥질환으로 지속적인 항응고 치료가 필요한 경우 | - 나 - 1): 3 - 2): 4 - 3): 5 - 4): 5 - 5): 5 - 다 - 1): 5 - 2): 6 - 라 - 1): 3 - 2): 4 - 3): 5 - 마: 5                                                                     | | | ??????             |      |
| - 166. 동맥류 - 가. 사지에 있는 경우 - 1) 동맥류가 확진된 경우 - 2) 수술 후 경과가 불량한 경우(합병증에 따라 해당 부분에서 판정) - 나. 대혈관에 있는 경우 - 1) 복부대혈관에 있는 경우 - 2) 흉부대혈관에 있는 경우(흉부외과 부분에서 판단) | - 가 - 1): 3 - 2): 해당 부분에서 판정 - 나 - 1): 5 - 2): 해당 부분에서 판단                                                                                                | - 가 - 1): 3 - 2): 해당 부분에서 판정 - 나 - 1): 5 - 2): 해당 부분에서 판단                              | - 가 - 1): 3 - 2): 해당 부분에서 판정 - 나 - 1): 5 - 2): 해당 부분에서 판단                              | ????               |      |
| - 167. 외상성 동맥 손상 - 가. 복부대혈관 손상으로 인한 수술후유증이 있거나 재파열의 가능성이 있는 경우 - 나. 혈관이식 - 1): 복부대혈관에 손상이 있고 수술 후 경과가 양호한 경우 - 2): 복부대혈관에 손상이 있고 수술 후 후유증이 있거나 재파열 가능성이 있는 경우 - 3): 사지혈관에 손상이 있고 수술 후 경과가 양호한 경우 - 4): 사지혈관에 손상이 있고 수술 후 합병증이 있는 경우 - 다. 색전술을 시행한 경우 | - 가: 6 - 나 - 1): 5 - 2): 6 - 3): 4 - 4): 5 | - 가: 6 - 나 - 1): 5 - 2): 6 - 3): 4 - 4): 5                                                             | - 가: 6 - 나 - 1): 5 - 2): 6 - 3): 4 - 4): 5                                                             | ?????              |      |
| - 167. 외상성 동맥 손상 - 가. 복부대혈관 손상으로 인한 수술후유증이 있거나 재파열의 가능성이 있는 경우 - 나. 혈관이식 - 1): 복부대혈관에 손상이 있고 수술 후 경과가 양호한 경우 - 2): 복부대혈관에 손상이 있고 수술 후 후유증이 있거나 재파열 가능성이 있는 경우 - 3): 사지혈관에 손상이 있고 수술 후 경과가 양호한 경우 - 4): 사지혈관에 손상이 있고 수술 후 합병증이 있는 경우 - 다. 색전술을 시행한 경우 | - 다: 4 | - 다: 4                                                                                                  | - 다: 3                                                                                                  | ?????              |      |
| - 168. 심부정맥질환 등 - 가. 치유된 경우 - 나. 최근 1년 이내 6개월 이상 치료병력이 인정되는 경우 - 다. 지속적인 항응고제 치료가 필요하거나 재발한 경우 | - 가: 3 - 나: 4 - 다: 5 | - 가: 3 - 나: 4 - 다: 5                                                                                  | - 가: 3 - 나: 4 - 다: 5                                                                                  | ????               |      |
| - 169. 정맥류로 진단된 경우 - 가. 치유된 경우 - 나. 최근 1년 이내 6개월 이상 치료병력이 인정되는 경우 - 다. 지속적인 항응고제 치료가 필요하거나 재발한 경우 | - 가: 2 - 나: 4 | - 가: 2 - 나: 4                                                                                          | - 가: 2 - 나: 4                                                                                          | ?????              |      |
| - 169. 정맥류로 진단된 경우 - 가. 치유된 경우 - 나. 최근 1년 이내 6개월 이상 치료병력이 인정되는 경우 - 다. 지속적인 항응고제 치료가 필요하거나 재발한 경우 | - 다: 5 | - 다: 5                                                                                                  | - 다: 4                                                                                                  | ?????              |      |
| - 169. 정맥류로 진단된 경우 - 가. 치유된 경우 - 나. 최근 1년 이내 6개월 이상 치료병력이 인정되는 경우 - 다. 지속적인 항응고제 치료가 필요하거나 재발한 경우 | - 라: 3 - 마: 5 | | | ?????              |      |
| - 170. 혈전성 정맥염 | - 7 | - 7 | - 7 | ????               |      |
| - 171. 임파관계 질환 - 가. 증상이 경미하거나 수술로 호전되어 상태가 양호한 경우 - 나. 보존적·수술적 치료에도 불구하고 호전되지 않거나 계속적인 재발이 되는 경우 - 다. 심각한 합병증이 있는 경우 | - 가: 3 - 나: 5 | - 가: 3 - 나: 5                                                                                          | - 가: 2 - 나: 4                                                                                          | ??????             |      |
| - 171. 임파관계 질환 - 가. 증상이 경미하거나 수술로 호전되어 상태가 양호한 경우 - 나. 보존적·수술적 치료에도 불구하고 호전되지 않거나 계속적인 재발이 되는 경우 - 다. 심각한 합병증이 있는 경우 | - 다: 6 | | | ??????             |      |
| - 172. 혈관기형 - 가. 증상이 경미한 경우 - 나. 수술 후 합병증이 없는 경우 - 다. 수술 후 합병증이 있는 경우(피부궤양·마비·절단 등) - 라. 수술적 치료가 어렵고 병변이 광범위한 경우 - 1) 근육·장기 등의 침범이 없는 경우 - 2) 기능장애가 있거나 근육·장기 등의 침범이 있는 경우 | - 가: 2 - 나: 3 - 다: 6 - 라 - 1): 4 - 2): 5 | - 가: 2 - 나: 3 - 다: 6 - 라 - 1): 4 - 2): 5                                                             | - 가: 2 - 나: 3 - 다: 6 - 라 - 1): 4 - 2): 5                                                             | ????               |      |
| - 173. 부신 절제술 - 가. 한쪽 절제술 - 1) 수술 후 기능장애가 없는 경우 - 2) 수술 후 기능장애가 있는 경우 | - 가 - 1): 3 - 2): 5 - 나: 6 | - 가 - 1): 3 - 2): 5 - 나: 6                                                                             | - 가 - 1): 3 - 2): 5 - 나: 6                                                                             | ????               |      |

#### 정형외과
| 검사규칙에 의한 질병 및 심신장애 | 평가등급 | 평가등급 | 평가등급 | 해당질환 또는 장애                   | 비고 |
| 검사규칙에 의한 질병 및 심신장애 | 병역 | 전역 | 전시 | 해당질환 또는 장애                   | 비고 |
| --- | --- | --- | --- | ------------------------------------ | ---- |
| - 174. 골절(골반 및 대퇴골두 피로골절, 척수골 골절은 각각 제218호, 제219호에서 판정) - 가. 치료 중인 골절 - 나. 진구성 또는 최근의 골절로서 치유되어 기능장애가 없는 경우 - 1) 체중부하와 관계없는 골절 - 2) 체중부하와 관계있는 골절 - 다. 골절 후 골유합은 되었으나 재골절의 위험성이 높은 경우 | - 가: 7 - 나 - 1): 1 - 2): 2 - 다: 4 | - 가: 7 - 나 - 1): 1 - 2): 2 - 다: 4 | - 가: 7 - 나 - 1): 1 - 2): 2 - 다: 4 | - 골절                               |      |
| - 175. 골절후유증(정상측과 비교하여 각도의 차이가 존재하는 경우) - 가. 전완부, 하퇴부, 대퇴부 각변형 - 1) 변형치유 10˚ 초과 ~ 20˚ 이하 - 2) 변형치유 20˚ 초과 - 나. 상완골 각변형 - 1) 변형치유 10˚ 이하 - 2) 변형치유 10˚ 초과 ~ 20˚ 이하 - 3) 변형치유 20˚ 초과 ~ 30˚ 이하 - 4) 변형치유 30˚ 초과 - 다. 주관절부 각변형(내번주·외번주 포함) - 1) 변형치유 20˚ 이하 - 2) 변형치유 20˚ 초과 ~ 40˚ 이하 - 3) 변형치유 40˚ 초과 - 4) 변형치유된 사람으로서 신경증상 및 기능장애가 있는 경우 또는 수술 후 후유증이 있는 경우(해당 부분에서 판정) - 라. 기능상 문제가 있는 골절로 수술한 경우(요골두 절제술·쇄골 원위부 제거술·checkrein 변형이 발생한 경우 등) - 마. 가관절 형성(불유합을 포함) - 1) 장관골에 생긴 경우(요골, 척골 및 비골은 제외) - 가) 방사선 검사상 불유합이 확인된 경우 - 나) 가)를 만족하고, 불유합으로 유합수술 후 최소 6개월 이상 경과하여도 방사선 검사상 불유합이 지속되는 경우 - 2) 그 밖의 골(요골, 척골, 수족지골, 비골, 주상골 등)에 생긴 경우 주: 요골, 척골, 간부 불유합은 1)을 준용한다. - 가) 방사선 검사상 불유합이 확인된 경우 - 나) 가)를 만족하고, 불유합으로 유입수술 후 최소 6개월 이상 경과하여도 방사선 검사상 불유합이 지속되는 경우 - 3) 후유증이 있는 경우(해당 부분에서 판정) | - 가 - 1): 4 - 2): 5 | - 가 - 1): 4 - 2): 5 | - 가 - 1): 3 - 2): 4 | ????                                 |      |
| - 175. 골절후유증(정상측과 비교하여 각도의 차이가 존재하는 경우) - 가. 전완부, 하퇴부, 대퇴부 각변형 - 1) 변형치유 10˚ 초과 ~ 20˚ 이하 - 2) 변형치유 20˚ 초과 - 나. 상완골 각변형 - 1) 변형치유 10˚ 이하 - 2) 변형치유 10˚ 초과 ~ 20˚ 이하 - 3) 변형치유 20˚ 초과 ~ 30˚ 이하 - 4) 변형치유 30˚ 초과 - 다. 주관절부 각변형(내번주·외번주 포함) - 1) 변형치유 20˚ 이하 - 2) 변형치유 20˚ 초과 ~ 40˚ 이하 - 3) 변형치유 40˚ 초과 - 4) 변형치유된 사람으로서 신경증상 및 기능장애가 있는 경우 또는 수술 후 후유증이 있는 경우(해당 부분에서 판정) - 라. 기능상 문제가 있는 골절로 수술한 경우(요골두 절제술·쇄골 원위부 제거술·checkrein 변형이 발생한 경우 등) - 마. 가관절 형성(불유합을 포함) - 1) 장관골에 생긴 경우(요골, 척골 및 비골은 제외) - 가) 방사선 검사상 불유합이 확인된 경우 - 나) 가)를 만족하고, 불유합으로 유합수술 후 최소 6개월 이상 경과하여도 방사선 검사상 불유합이 지속되는 경우 - 2) 그 밖의 골(요골, 척골, 수족지골, 비골, 주상골 등)에 생긴 경우 주: 요골, 척골, 간부 불유합은 1)을 준용한다. - 가) 방사선 검사상 불유합이 확인된 경우 - 나) 가)를 만족하고, 불유합으로 유입수술 후 최소 6개월 이상 경과하여도 방사선 검사상 불유합이 지속되는 경우 - 3) 후유증이 있는 경우(해당 부분에서 판정) | - 나 - 1): 2 - 2): 3 - 3): 4 - 4): 5 - 다 - 1): 2 - 2): 4 - 3):5 - 4): 해당 부분에서 판정 - 라: 4 - 마 - 1) - 가): 4 - 나): 5 - 2) - 가): 3 - 나): 4 - 3): 해당 부분에서 판정       | | | ????                                 |      |
| - 176. 건손상 - 주: 영상의학적 검사 상 건손상(완전파열)이 확인된 경우에 한정 - 가. 치료 중인 경우 - 나. 아킬레스건 손상 - 1) 재파열이 없는 경우 - 2) 재파열이 있는 경우 - 다. 그 밖의 부위(아킬레스건을 제외한 부위)의 건파열 - 라. 후유증이 있는 경우 | - 가: 7 | - 가: 7 | - 가: 4 | ????                                 |      |
| - 176. 건손상 - 주: 영상의학적 검사 상 건손상(완전파열)이 확인된 경우에 한정 - 가. 치료 중인 경우 - 나. 아킬레스건 손상 - 1) 재파열이 없는 경우 - 2) 재파열이 있는 경우 - 다. 그 밖의 부위(아킬레스건을 제외한 부위)의 건파열 - 라. 후유증이 있는 경우 | - 나 - 1): 3 - 2): 4 - 다: 3 - 라: 해당 부분에서 판정 | | | ????                                 |      |
| - 177. 인대손상 - 주: 영상의학적 검사 상 인대손상이 확인된 경우 - 가. 치료 중인 경우 - 나. 진구성 및 수술 후 후유증이 있는 경우(후유증에 따라 해당 부분에서 판정) - 다. 치료 후 상태가 양호한 경우 | - 가: 7 - 나: 해당 부분에서 판정 - 다: 2 | - 가: 7 - 나: 해당 부분에서 판정 - 다: 2 | - 가: 7 - 나: 해당 부분에서 판정 - 다: 2 | ????                                 |      |
| - 178. 불안정성 대관절 - 가. 불안정성 무릎관절 - 1) 경도[인대 손상이 MRI 검사에서 확인되고 이학적 검사상 경도의 불안정성이 있는 경우 또는 이러한 손상으로 수술(전·후방십자인대 재건술은 제외)한 경우] - 2) 중등도[인대 손상이 MRI 검사에서 확인되고 이학적 검사상 중등도의 불안정성이 있는 경우 또는 이러한 손상으로 수술(전·후방십자인대 재건술은 제외)한 경우] - 3) 고도(십자인대손상이 MRI검사에서 확인되고, 이학적 검사상 고도의 불안정성이 있으며, 관절경 소견상 십자인대손상이 확인되어 인대재건술을 시행한 경우 또는 신체검사 당시 십자인대손상이 MRI 검사에서 확인되고, 이학적 검사상 고도의 불안정성이 있는 경우) - 나. 후외측 회전성 불안정성 무릎관절 - 1) 인대손상이 MRI 검사에서 확인되고, 보존적 치료가 필요하거나 봉합술을 시행한 경우 - 2) 인대손상이 MRI 검사에서 확인되고, 재건술을 시행한 경우 - 다. 불안정성 발목관절 - 1) 경도 - 2) 중등도 - 가) 15˚ 미만의 거골경사각이 있는 경우 - 나) 15˚ 이상의 거골경사각이 있는 경우 - 라. 불안정성 손목관절 및 주관절 - 1) 삼각섬유유연복합체(TFCC)의 파열이 MRI상 확인되나 TFCC 봉합술을 시행하지 않은 경우 - 2) 삼각섬유유연복합체(TFCC)의 파열이 MRI상 확인되어 TFCC 봉합술을 시행한 경우 - 3) 원위 요척관절의 불안정성이 방사선학적으로 확인되고, 이로 인하여 인대재건술을 시행한 경우 - 4) 주관절 측부인대 손상이 MRI와 이학적 검사상 확인된 경우 - 5) 월상-주상골 간 불안정 - 가) 이에 대해 고정술 및 봉합술을 시행한 경우 - 나) 인대재건술을 시행한 경우 - 다) 수술 후 합병증 및 후유증(수술 후 불안정성 지속, 관절염, 관절운동제한 등)이 발생한 경우 - 6) 수술 후 후유증이 있는 경우(후유증에 따라 해당 부분에서 판정) | - 가 - 1): 3 - 2): 4 - 3): 5 | - 가 - 1): 3 - 2): 4 - 3): 5 | - 가 - 1): 3 - 2): 4 - 3): 4 | ????                                 |      |
| - 178. 불안정성 대관절 - 가. 불안정성 무릎관절 - 1) 경도[인대 손상이 MRI 검사에서 확인되고 이학적 검사상 경도의 불안정성이 있는 경우 또는 이러한 손상으로 수술(전·후방십자인대 재건술은 제외)한 경우] - 2) 중등도[인대 손상이 MRI 검사에서 확인되고 이학적 검사상 중등도의 불안정성이 있는 경우 또는 이러한 손상으로 수술(전·후방십자인대 재건술은 제외)한 경우] - 3) 고도(십자인대손상이 MRI검사에서 확인되고, 이학적 검사상 고도의 불안정성이 있으며, 관절경 소견상 십자인대손상이 확인되어 인대재건술을 시행한 경우 또는 신체검사 당시 십자인대손상이 MRI 검사에서 확인되고, 이학적 검사상 고도의 불안정성이 있는 경우) - 나. 후외측 회전성 불안정성 무릎관절 - 1) 인대손상이 MRI 검사에서 확인되고, 보존적 치료가 필요하거나 봉합술을 시행한 경우 - 2) 인대손상이 MRI 검사에서 확인되고, 재건술을 시행한 경우 - 다. 불안정성 발목관절 - 1) 경도 - 2) 중등도 - 가) 15˚ 미만의 거골경사각이 있는 경우 - 나) 15˚ 이상의 거골경사각이 있는 경우 - 라. 불안정성 손목관절 및 주관절 - 1) 삼각섬유유연복합체(TFCC)의 파열이 MRI상 확인되나 TFCC 봉합술을 시행하지 않은 경우 - 2) 삼각섬유유연복합체(TFCC)의 파열이 MRI상 확인되어 TFCC 봉합술을 시행한 경우 - 3) 원위 요척관절의 불안정성이 방사선학적으로 확인되고, 이로 인하여 인대재건술을 시행한 경우 - 4) 주관절 측부인대 손상이 MRI와 이학적 검사상 확인된 경우 - 5) 월상-주상골 간 불안정 - 가) 이에 대해 고정술 및 봉합술을 시행한 경우 - 나) 인대재건술을 시행한 경우 - 다) 수술 후 합병증 및 후유증(수술 후 불안정성 지속, 관절염, 관절운동제한 등)이 발생한 경우 - 6) 수술 후 후유증이 있는 경우(후유증에 따라 해당 부분에서 판정) | - 나 - 1): 3 - 2): 5 - 다 - 1): 2 - 2) - 가): 3 - 나): 4 - 라 - 1): 3 - 2): 4 - 3): 4 - 4): 4 - 5) - 가): 3 - 나): 4 - 다): 5 - 6): 해당 부분에서 판정                              | | | ????                                 |      |
| - 179. 골수염 - 가. 장관골 - 1) 급성 및 아급성 골수염 - 2) 만성 골수염(사골이 확인되거나 부골이 형성된 경우 또는 골수염이 2회 이상 재발된 경우로서 현재 증상이 없는 경우) - 3) 만성 골수염(사골이 확인되거나 부골이 형성된 경우 또는 골수염이 2회 이상 재발된 경우로서 6주 이상 항생제 치료 후에도 골수염이 완치되지 않는 경우) - 4) 국소적 골농양 - 나. 그 밖의 골(장관골 외의 골) - 1) 급성 및 아급성 - 2) 만성(사골이 확인되거나 부골이 형성된 경우 또는 골수염이 2회 이상 재발된 경우) - 가) 기능장애가 없는 부위 - 나) 기능장애가 있는 부위 - 다. 과거력이 있는 경우 | - 가 - 1): 7 - 2): 4 - 3): 5 - 4): 5 - 나 - 1): 7 - 2) - 가): 4 - 나): 5 - 다: 3 | - 가 - 1): 7 - 2): 4 - 3): 5 - 4): 5 - 나 - 1): 7 - 2) - 가): 4 - 나): 5 - 다: 3 | - 가 - 1): 7 - 2): 4 - 3): 5 - 4): 4 - 나 - 1): 7 - 2) - 가): 3 - 나): 5 - 다: 2 |                                      |      |
| - 180. 척추 또는 상·하지 대관절에 발생한 결핵이 확진된 경우 | - 5 | - 5 | - 5 |                                      |      |
| - 181. 활액낭염 및 건초염 - 가. 급성 - 나. 경도(일상생활이 가능한 경우) - 다. 중등도 이상 - 1) MRI 등의 영상검사로 확인된 경우 또는 이로 인한 수술적 치료를 시행한 경우 - 2) 면역질환으로 인한 다발성 관절이 침범된 경우 | - 가: 7 - 나: 2 - 다 - 1): 3 - 2): 4 | - 가: 7 - 나: 2 - 다 - 1): 3 - 2): 4 | - 가: 7 - 나: 2 - 다 - 1): 3 - 2): 4 |                                      |      |
| - 181-2. 족저근막염 - 가. 족저근막염으로 보존적 치료를 한 경우 - 나. 족저근막염이 MRI에서 확인되고 이에 대해 수술적 치료를 한 경우 | - 가: 2 - 나: 3 | - 가: 2 - 나: 3 | - 가: 2 - 나: 3 |                                      |      |
| - 182. 퇴행성, 화농성 외상성 관절염 및 그 밖의 관절염 - 주: 상지·하지 대관절(손목, 팔꿈치, 어깨, 발목, 무플, 언덩관절) 또는 체중부하 관절(족근중족관절을 포함한 하지의 근위부간절)만 해당 - 가. 경도(X-선상 초기 소견으로 골변화가 경미하고 이학적 소견상 징후 등이 명백한 경우) - 나. 중등도(X-선상 중등도의 관절 파괴 또는 퇴행성 변화가 있는 경우) - 나. 고도(X-선상 고도의 관절 파괴 또는 퇴행성 변화가 심한 경우) | - 가: 4 - 나: 5 - 다: 6 | - 가: 4 - 나: 5 - 다: 6 | - 가: 4 - 나: 5 - 다: 6 |                                      |      |
| - 183. 정형외과적 선천성 기형 - 주: 연축성 사경은 선천성 사경을 준용 - 가. 경도(1분절의 선천성 경추 및 요추결합, 반월상 연골판 저형성 등) - 나. 중등도(슬개골의 재발성 이탈구, 요골두 탈구, 후유증 장애가 가벼운 시경 및 상위 견갑골, 불완전유합된 존근골 결합) - 다. 고도 - 1) 2분절 이상의 선천성 경추 및 요추 결합, 완전골유합된 족근골 결합, 사경, 선천성 기형에 의한 왜소증, 아킬레스건 단축(슬관절 굴곡 상태에서 족관절을 수동적으로 배굴 시 0이하인 경우 등을 말한다) 등 - 2) 후유장애가 심한 선천성 상위 견갑골이나 선천성 슬개골 탈구로 현재 탈구된 상태 등 | - 가: 3 - 나: 4 - 다 - 1): 5 - 2): 6 | - 가: 3 - 나: 4 - 다 - 1): 5 - 2): 6 | - 가: 2 - 나: 3 - 다 - 1): 3 - 2): 6 | ????                                 |      |
| - 184. 수부 또는 족부의 무혈성 괴사 - 가. 족부 중족골두의 무혈성 괴사 - 나. 수부 월상골의 무혈성 괴사로 기능장애가 있는 경우 - 1) Lichtman 분류 stage 1, 2 - 2) Lichtman 분류 stage 3 이상인 경우 - 다. 족부 거골의 무혈성 괴사 - 라. 그 밖에 무혈성 괴사로 후유증이 있는 경우(해당 부분에서 판정) | - 가: 4 | - 가: 4 | - 가: 3 | ????                                 |      |
| - 184. 수부 또는 족부의 무혈성 괴사 - 가. 족부 중족골두의 무혈성 괴사 - 나. 수부 월상골의 무혈성 괴사로 기능장애가 있는 경우 - 1) Lichtman 분류 stage 1, 2 - 2) Lichtman 분류 stage 3 이상인 경우 - 다. 족부 거골의 무혈성 괴사 - 라. 그 밖에 무혈성 괴사로 후유증이 있는 경우(해당 부분에서 판정) | - 나 - 1): 4 - 2): 5 - 다: 5 - 라: 해당 부분에서 판정 | | | ????                                 |      |
| - 185. 근육손실(결손) 및 위축 - 주: 근위축 여부는 이학적 육안검사 또는 MRI상 근육량의 감소확인을 통하여 판정 - 가. 전신 또는 국부병변 없이 근육손실 또는 결손이 있으나 기능에 지장이 없는 경우 - 나. 중등도의 근육손실 또는 결손이 있어 경도의 기능장애가 있는 경우[근력평가에서 Good(75%) 이상] - 다. 고도의 근육손실 또는 결손이 있어 현저한 기능장애가 있는 경우[근력평가에서 Fair(50%) 이하] | - 가: 2 - 나: 4 | - 가: 2 - 나: 4 | - 가: 1 - 나: 3 | ????                                 |      |
| - 185. 근육손실(결손) 및 위축 - 주: 근위축 여부는 이학적 육안검사 또는 MRI상 근육량의 감소확인을 통하여 판정 - 가. 전신 또는 국부병변 없이 근육손실 또는 결손이 있으나 기능에 지장이 없는 경우 - 나. 중등도의 근육손실 또는 결손이 있어 경도의 기능장애가 있는 경우[근력평가에서 Good(75%) 이상] - 다. 고도의 근육손실 또는 결손이 있어 현저한 기능장애가 있는 경우[근력평가에서 Fair(50%) 이하] | - 다: 5 | | | ????                                 |      |
| - 186. 종양 - 가. 양성 - 1) 조직학적으로 악성 가능성이 없고 재발가능성이 낮은 양성종양 - 2) 기능장애가 있는 경우 - 가) 경도 - 나) 재발성이 큰 양성종양(PVNS 등)이나 장관골 간부를 침범하여 임박골절이 예상되는 경우 - 다) 중등도 이상[공격적 성향의 양성 골종양(거대세포종·연골모세포종 등)이 상지 대관절의 관절면 1/4 이상 침범하거나 하지 대관절의 골단부를 침범한 경우 또는 이에 대한 수술을 시행한 경우] - 나. 악성 - 다. 양성 또는 악성의 미확인(조직검사가 요구되는 경우) | - 가 - 1): 2 - 2) - 가): 3 - 나): 4 - 다): 5 - 라): 5 | - 가 - 1): 2 - 2) - 가): 3 - 나): 4 - 다): 5 - 라): 5 | - 가 - 1): 1 - 2) - 가): 3 - 나): 4 - 다): 5 - 라): 4 | - 색소 융모 결절성 활액막염 - 골육종 |      |
| - 186. 종양 - 가. 양성 - 1) 조직학적으로 악성 가능성이 없고 재발가능성이 낮은 양성종양 - 2) 기능장애가 있는 경우 - 가) 경도 - 나) 재발성이 큰 양성종양(PVNS 등)이나 장관골 간부를 침범하여 임박골절이 예상되는 경우 - 다) 중등도 이상[공격적 성향의 양성 골종양(거대세포종·연골모세포종 등)이 상지 대관절의 관절면 1/4 이상 침범하거나 하지 대관절의 골단부를 침범한 경우 또는 이에 대한 수술을 시행한 경우] - 나. 악성 - 다. 양성 또는 악성의 미확인(조직검사가 요구되는 경우) | - 나: 6 | | | - 색소 융모 결절성 활액막염 - 골육종 |      |
| - 186. 종양 - 가. 양성 - 1) 조직학적으로 악성 가능성이 없고 재발가능성이 낮은 양성종양 - 2) 기능장애가 있는 경우 - 가) 경도 - 나) 재발성이 큰 양성종양(PVNS 등)이나 장관골 간부를 침범하여 임박골절이 예상되는 경우 - 다) 중등도 이상[공격적 성향의 양성 골종양(거대세포종·연골모세포종 등)이 상지 대관절의 관절면 1/4 이상 침범하거나 하지 대관절의 골단부를 침범한 경우 또는 이에 대한 수술을 시행한 경우] - 나. 악성 - 다. 양성 또는 악성의 미확인(조직검사가 요구되는 경우) | - 다: 7 | - 다: 7 | - 다: 4 | - 색소 융모 결절성 활액막염 - 골육종 |      |
| - 186-2. 혈관종 - 가. 혈관종이 경피하 조직에 국한된 경우 - 나. 혈관종이 근육내에 위치한 경우 - 다. 혈관종이 장관골 내부에 있어 골절위험이 있는 경우 - 라. 혈관종 제거수술 후 재발하여 중등도의 기능 장애가 초래되는 경우 | - 가: 2 - 나: 3 - 다: 4 - 라: 4 | - 가: 2 - 나: 3 - 다: 4 - 라: 4 | - 가: 2 - 나: 3 - 다: 4 - 라: 4 | ????                                 |      |
| - 187. 대관절강직 - 가. 손목관절 또는 주관절 - 나. 어깨관절·족관절·고관절 또는 슬관절 | - 가: 5 - 나: 6 | - 가: 5 - 나: 6 | - 가: 5 - 나: 6 | ????                                 |      |
| - 188. 대관절의 진구성 미정복(성지 또는 하지의 3대 관절을 포함) | - 6 | - 6 | - 6 | ????                                 |      |
| - 189. 어깨관절의 불안정성 - 주: 주된 병변을 기준으로 하여 판정하고 가목·나목·다목은 서로 합산하지 아니함 - 가. 외상성 전방 불안정성 - 1) 과거력만 있고 이학적 검사상 음성이며, 특수검사(CT 또는 MRI)상 해부학적 병변(Bankart 또는 Hill-Sachs)이 없는 경우 - 2) 과거력만 있고 이학적 검사상 양성이나 특수검사상 해부학적 병변(Bankart 또는 Hill-Sachs)이 없는 경우 - 3) 과거력만 있고 이학적 검사상 양성이나 특수검사상 해부학적 병변(Bankart 또는 Hill-Sachs)이 확인된 경우 또는 확인된 해부학적 병변을 수술한 경우 - 4) 3)에 따라 해부학적 병변을 수술한 후 어깨관절의 완전탈구에 의한 도수정복이 확인된 경우 - 5) 해부학적 병변(Bankart 또는 Hill-Sachs)이 MRI상 최근에 발생한 것으로 판단되는 경우 또는 수술 후 경과관찰이 필요한 경우 - 나. 다방향성 어깨관절 불안정성(MDI) - 주1: X-선 부하검사상 정상 관절면의 2/3 이상 아탈구 소견이 있는 경우 양성으로 판정 - 주2: X-선 부하검사는 5 ~ 7Kg의 중량을 수근관절부에 달아 매고 실시 - 주3: 특수검사상 해부학적 병변(Bankart 또는 Hill-Sachs)이 관찰되어 관절경하 Bankart repair를 시행한 경우 가목에 준하여 판정 - 주4: 1년 이상의 과거력과 6개월 이상의 치료 의무기록을 제출한 경우에 한정 - 1) 이학적 검사상 양성이나, X-선 부하검사상 음성인 경우 - 2) 이학적 검사 및 X-선 부하검사상 양성인 경우 - 3) 이학적 검사 및 X선 부하검사상 양성이며 이에 의하여 복원술을 시행한 경우 - 4) 3)에 따라 복원술 후 재발소견(이학적 검사 및 X-선 부하검사상 양성)이 확인되어 재복원술을 시행한 경우 - 다. SLAP 병변이 있는 경우 - 1) 특수검사상 해당 병변으로 의심은 되나 관절경 검사로 확인되지 아니한 경우 - 2) 특수검사와 관절경 검사로 Type II 미만으로 확인되고, 이틀 소견으로 수술한 경우 - 3) 특수검사와 관절경 검사로 Type II 이상으로 확인되고, 이들 소견으로 확인된 해부학적 병변의 복원술을 시행한 경우 - 라. 견봉-쇄골 관절탈구 - 1) 경도(과거력이 있고, 방사선 검사 소견상 경도의 이개(stage I, II)) - 2) 중등도(과거력이 있고, 방사선 검사 소견상 중등도의 이개(stage III)) - 3) 고도[과거력이 있고, 방사선 검사 소견상 고도의 이개(stage IV, V, VI)] - 주: stage는 Rockwood classification에 따름 - 마. 어깨관절의 습관성 탈구로 합병증이 있는 경우(해당 부분에서 판정) | - 가 - 1): 1 - 2): 2 - 3): 4 - 4): 5 - 5): 7 - 나 - 1): 2 - 2): 2 - 3): 3 - 다 - 1): 1 - 2): 2 - 3): 3 - 라 - 1): 2 - 2): 3 - 3): 5 - 마: 해당 부분에서 판정                        | - 가 - 1): 1 - 2): 2 - 3): 4 - 4): 5 - 5): 7 - 나 - 1): 2 - 2): 2 - 3): 3 - 다 - 1): 1 - 2): 2 - 3): 3 - 라 - 1): 2 - 2): 3 - 3): 5 - 마: 해당 부분에서 판정                        | - 가 - 1): 1 - 2): 2 - 3): 4 - 4): 5 - 5): 7 - 나 - 1): 2 - 2): 2 - 3): 3 - 다 - 1): 1 - 2): 2 - 3): 3 - 라 - 1): 2 - 2): 3 - 3): 5 - 마: 해당 부분에서 판정                        | ????                                 |      |
| - 190. 손가락과다증 - 가. 기능장애가 없는 경우 - 나. 기능장애가 있는 경우 | - 가: 3 - 나: 4 | - 가: 3 - 나: 4 | - 가: 3 - 나: 4 | ????                                 |      |
| - 191. 유착된 손가락 - 가. 기능장애가 없는 경우(각 손가락의 관절 운동 범위가 정상 범위의 1/2 이상인 경우) - 나. 기능장애가 있는 경우(각 손가락의 관절 운동 범위가 정상 범위의 1/2 미만인 경우) | - 가: 3 - 나: 5 | - 가: 3 - 나: 5 | - 가: 2 - 나: 4 | ????                                 |      |
| - 192. 손가락강직(원위지절) - 주: 3개월 이상 재활치료 후에도 수부관절에서 운동 범위가 정상 범위의 1/3 이하인 경우 강직으로 보며, 운동 범위는 수동적 검사 소견을 따른다. - 가. 1개 손가락 - 1) 집게손가락 - 2) 제3지·제4지 또는 제5지 - 나. 2개 손가락 이상 | - 가 - 1): 4 - 2): 3 - 나: 4 | - 가 - 1): 4 - 2): 3 - 나: 4 | - 가 - 1): 3 - 2): 2 - 나: 3 | ????                                 |      |
| - 193. 손가락강직(근위지절) - 주: 3개월 이상 재활치료 후에도 수부관절에서 운동 범위가 정상 범위의 1/3 이하인 경우 강직으로 보며, 운동 범위는 수동적 검사 소견을 따른다. - 가. 엄지손가락 또는 집게손가락 - 나. 제3지·제4지 또는 제5지 - 다. 2개 손가락 이상 강직 | - 가: 5 - 나: 4 - 다: 5 | - 가: 5 - 나: 4 - 다: 5 | - 가: 4 - 나: 3 - 다: 4 | ????                                 |      |
| - 194. 손가락강직(수장수지관절) - 가. 1개 손가락의 강직 - 1) 엄지손가락 또는 집게손가락 - 2) 제3지·제4지 또는 제5지 - 나. 2개 손가락 이상 | - 가 - 1): 5 - 2): 4 - 나: 5 | - 가 - 1): 5 - 2): 4 - 나: 5 | - 가 - 1): 4 - 2): 3 - 나: 4 | ????                                 |      |
| - 195. 운동제한 - 주: 운동 범위는 수동적 검사 소견에 의함. - 가. 어깨관절 - 1) 외전거상 또는 전방굴곡이 150˚까지 제한된 경우(운동 범위 0˚ ~ 150˚) - 2) 외전거상 또는 전방굴곡이 120˚까지 제한된 경우(운동 범위 0˚ ~ 120˚) - 2) 외전거상 또는 전방굴곡이 90˚까지 제한된 경우(운동 범위 0˚ ~ 90˚) - 나. 주관절 - 주: 완전신전 0˚로 하고, 정상 범위를 0˚ ~ 145˚로 한다. - 1) 0˚ 신전위에서 전방으로 110˚까지 굴곡할 수 있는 경우(운동 범위 0˚ ~ 110˚) - 2) 0˚ 신전위에서 전방으로 75˚까지 굴곡할 수 있는 경우(운동 범위 0˚ ~ 75˚) - 3) 20˚ 이상의 신전이 불가능한 경우(운동 범위 20˚ ~ 145˚) - 4) 45˚ 이상의 신전이 불가능한 경우(운동 범위 45˚ ~ 145˚) - 5) 회내·회의 운동제한(중립위를 0˚로 하고 회내·회외 각도를 측정) - 가) 10˚ 이상 30˚ 미만 - 나) 0˚ 이상 10˚ 미만 - 다) fusion에 의해 비가역적인 경우 - 다. 손목관절 - 주: 배굴 70˚, 굴곡 80˚를 정상 범위로 한다. - 1) 30˚ 이하로 배굴 또는 굴곡이 제한된 경우 - 2) 10˚ 이하로 배굴 또는 굴곡이 제한된 경우 | - 나 - 1): 4 - 2): 5 - 3): 4 - 4): 5 - 5) - 가): 3 - 나): 5 - 다): 5 - 다: 5 | - 나 - 1): 4 - 2): 5 - 3): 4 - 4): 5 - 5) - 가): 3 - 나): 5 - 다): 5 - 다: 5 | - 나 - 1): 4 - 2): 5 - 3): 4 - 4): 5 - 5) - 가): 3 - 나): 5 - 다): 5 - 다: 5 | ?????                                |      |
| - 195. 운동제한 - 주: 운동 범위는 수동적 검사 소견에 의함. - 가. 어깨관절 - 1) 외전거상 또는 전방굴곡이 150˚까지 제한된 경우(운동 범위 0˚ ~ 150˚) - 2) 외전거상 또는 전방굴곡이 120˚까지 제한된 경우(운동 범위 0˚ ~ 120˚) - 2) 외전거상 또는 전방굴곡이 90˚까지 제한된 경우(운동 범위 0˚ ~ 90˚) - 나. 주관절 - 주: 완전신전 0˚로 하고, 정상 범위를 0˚ ~ 145˚로 한다. - 1) 0˚ 신전위에서 전방으로 110˚까지 굴곡할 수 있는 경우(운동 범위 0˚ ~ 110˚) - 2) 0˚ 신전위에서 전방으로 75˚까지 굴곡할 수 있는 경우(운동 범위 0˚ ~ 75˚) - 3) 20˚ 이상의 신전이 불가능한 경우(운동 범위 20˚ ~ 145˚) - 4) 45˚ 이상의 신전이 불가능한 경우(운동 범위 45˚ ~ 145˚) - 5) 회내·회의 운동제한(중립위를 0˚로 하고 회내·회외 각도를 측정) - 가) 10˚ 이상 30˚ 미만 - 나) 0˚ 이상 10˚ 미만 - 다) fusion에 의해 비가역적인 경우 - 다. 손목관절 - 주: 배굴 70˚, 굴곡 80˚를 정상 범위로 한다. - 1) 30˚ 이하로 배굴 또는 굴곡이 제한된 경우 - 2) 10˚ 이하로 배굴 또는 굴곡이 제한된 경우 | - 나 - 1): 4 - 2): 5 - 3): 4 - 4): 5 - 5) - 가): 3 - 나): 5 - 다): 5 - 다 - 1): 4 - 2): 5                                                                                           | - 나 - 1): 4 - 2): 5 - 3): 4 - 4): 5 - 5) - 가): 3 - 나): 5 - 다): 5 - 다 - 1): 4 - 2): 5                                                                                           | - 나 - 1): 3 - 2): 4 - 3): 3 - 4): 4 - 5) - 가): 3 - 나): 4 - 다): 5 - 다 - 1): 4 - 2): 5                                                                                           | ?????                                |      |
| - 196. 손가락 결손(원위지절 및 지절 원위부) - 주: 원위지절의 1/2 이상 결손된 것을 견손으로 본다. - 가. 1개 손가락 - 1) 집게손가락 - 가) 지절 - 나) 지절 원위부 - 2) 제3지·제4지·제5지 - 가) 지절 - 나) 지절 원위부 - 나. 2개 손가락인 경우 - 다. 3개 손가락 이상 | - 가 - 1) - 가): 4 - 나): 4 - 2) - 가): 4 - 나): 3 | - 가 - 1) - 가): 4 - 나): 4 - 2) - 가): 4 - 나): 3 | - 가 - 1) - 가): 3 - 나): 3 - 2) - 가): 3 - 나): 2 | ????                                 |      |
| - 196. 손가락 결손(원위지절 및 지절 원위부) - 주: 원위지절의 1/2 이상 결손된 것을 견손으로 본다. - 가. 1개 손가락 - 1) 집게손가락 - 가) 지절 - 나) 지절 원위부 - 2) 제3지·제4지·제5지 - 가) 지절 - 나) 지절 원위부 - 나. 2개 손가락인 경우 - 다. 3개 손가락 이상 | - 나: 4 - 다: 5 | | | ????                                 |      |
| - 197. 손가락 결손(근위지절) - 가. 1개 손가락 - 1) 엄지손가락 - 가) 모지절(母肢節) - 나) 모지절 원위부 - 1) 1/2(손톱부위) 이상이 남은 경우 - 2) 1/2(손톱부위) 미만이 남은 경우 - 2) 집게손가락 - 가): 5 - 나): 지절 원위부 - 1) 1/2 이상이 남은 경우 - 2) 1/2 미만이 남은 경우 - 3) 제3지·제4지·제5지 - 가) 지절 원위부 - 나) 지절 - 나. 2개 손가락 이상 | - 가 - 1) - 가): 5 - 나) - 1): 4 - 2): 4 - 2) - 가): 5 - 나) - 1): 4 - 2): 5 - 3) - 가): 4 - 나): 4 - 나: 5                                                                         | - 가 - 1) - 가): 5 - 나) - 1): 4 - 2): 4 - 2) - 가): 5 - 나) - 1): 4 - 2): 5 - 3) - 가): 4 - 나): 4 - 나: 5                                                                         | - 가 - 1) - 가): 4 - 나) - 1): 3 - 2): 4 - 2) - 가): 4 - 나) - 1): 4 - 2): 4 - 3) - 가): 3 - 나): 4 - 나: 4                                                                         | ????                                 |      |
| - 198. 손가락 결손(수장수지관절) - 가. 1개 손가락 결손 - 1) 제3지·제4지·제5지 - 2) 엄지손가락 또는 집게손가락 - 나. 2개 손가락 - 1) 엄지손가락을 포함하지 아니하는 경우 - 2) 엄지손가락을 포함한 경우 - 다. 3개 손가락 이상 | - 가 - 1): 5 - 2): 5 - 나 - 1): 5 - 2): 6 | - 가 - 1): 5 - 2): 5 - 나 - 1): 5 - 2): 6 | - 가 - 1): 4 - 2): 4 - 나 - 1): 4 - 2): 6 | ????                                 |      |
| - 198. 손가락 결손(수장수지관절) - 가. 1개 손가락 결손 - 1) 제3지·제4지·제5지 - 2) 엄지손가락 또는 집게손가락 - 나. 2개 손가락 - 1) 엄지손가락을 포함하지 아니하는 경우 - 2) 엄지손가락을 포함한 경우 - 다. 3개 손가락 이상 | - 다: 6 | | | ????                                 |      |
| - 199. 수장관절 원위부 결손(전부) | - 6 | - 6 | - 6 |                                      |      |
| - 200. 손목관절 결손 | - 6 | - 6 | - 6 |                                      |      |
| - 201. 상지 1/3 결손(전박상 1/3 원위부 결손) | - 6 | - 6 | - 6 |                                      |      |
| - 202. 상박부 결손 - 가. 상박부상 1/3 원위부 결손 - 나. 상박부 완전결손 및 어깨관절 이단 | - 가: 6 - 나: 6 | - 가: 6 - 나: 6 | - 가: 6 - 나: 6 |                                      |      |
| - 203. 편평족·외반족·내반족·만곡족·요족·첨족·중족 등 - 주: 방사선 사진의 경우 병무청 또는 군병원에서 촬영한 사진으로 판정 - 가. 경도(보행과 군화착용에 지장이 없는 경우 또는 편평족, 요족인 경우 체중부하 시 단순방사선 측면사진상 거골-제1중족골 각도 6˚ 이상 15˚ 미만) - 나. 중등도 이상(편평족, 요족인 경우 체중부하 시 단순방사선 측면사진상 거골-제1중족골 각도 15˚ 이상 또는 중골경사각(중골피치각)이 10˚ 미만이거나 30˚ 이상) - 다. 경축성 비근을 가진 강성형 편평족의 경우(유연성 편평족이 아닌 경우를 포함) 및 소아마비 등의 중추신경 원인에 의한 강직성 변형의 경우 - 라. 후유증 병발 시 해당 부분에서 판정 | - 가: 3 - 나: 4 - 다: 5 - 라: 해당 부분에서 판정 | - 가: 3 - 나: 4 - 다: 5 - 라: 해당 부분에서 판정 | - 가: 3 - 나: 4 - 다: 5 - 라: 해당 부분에서 판정 | ?????                                |      |
| - 204. 전체 발가락이 추상지(한쪽)로서 군화착용에 지장이 있는 경우 | - 4 | - 4 | - 4 | ?????                                |      |
| - 205. 발가락 과다증 - 가. 군화착용에 지장이 없는 경우 - 나. 군화착용에 지장이 있는 경우 | - 가: 3 - 나: 4 | - 가: 3 - 나: 4 | - 가: 2 - 나: 3 | ????                                 |      |
| - 206. 유착된 발가락 - 가. 제1지·제2지 사이 - 나. 제2지·제3지 사이 - 다. 제3지·제4지 사이 또는 제4지·제5지 사이 | - 가: 4 - 나: 3 - 다: 2 | - 가: 4 - 나: 3 - 다: 2 | - 가: 4 - 나: 3 - 다: 2 | ?????                                |      |
| - 207. 발가락강직 - 가. 중족지 관절 - 1) 1개 발가락 - 가) 엄지발가락 - 나) 그 밖의 발가락 - 2) 2개 발가락 이상 - 나. 근위족지관절 또는 원위부 - 1) 1개 발가락 - 가) 엄지발가락 - 나) 그 밖의 발가락 - 2) 2개 발가락 이상 | - 가 - 1) - 가): 5 - 나): 3 - 2): 5 - 나 - 1) - 가): 4 - 나): 2 - 2): 4 | - 가 - 1) - 가): 5 - 나): 3 - 2): 5 - 나 - 1) - 가): 4 - 나): 2 - 2): 4 | - 가 - 1) - 가): 4 - 나): 3 - 2): 4 - 나 - 1) - 가): 3 - 나): 1 - 2): 4 | ????                                 |      |
| - 208. 하지의 운동제한 - 주: 운동 범위는 수동적 검사 소견에 의한다. - 가. 무릎관절(정상 운동 범위: 0˚ ~ 135˚) - 1) 굴곡제한 - 가) 신전위(0)에서 120까지 굴곡이 가능한 경우(운동 범위: 0˚ ~ 120˚) - 나) 신전위(0)에서 100까지 굴곡이 가능한 경우(운동 범위: 0˚ ~ 100˚) - 다) <2015년 10월 19일 삭제> - 2) 신전제한 - 가) 굴곡제한 없이 20 이상의 신전이 불가능한 경우(운동 범위 20˚ ~ 135˚) - 나) 굴곡제한 없이 30 이상의 신전이 불가능한 경우(운동 범위 30˚ ~ 135˚) - 나. 발목관절(정상위를 0˚로 한다) - 주: 무릎을 완전히 굴곡한 상태에서 발목 움직임을 수동적으로 측정한 것을 기준으로 한다. - 1) 발등쪽 굴곡제한 - 가) 경도(10˚ 이하) - 나) 중등도(0˚ 이하) - 2) 발바닥쪽 굴곡제한 - 가) 경도(10˚ 이하) - 나) 중등도(0˚ 이하) - 다. 거골하관절(유합술을 포함) - 라. 고관절(정상 운동 범위 0˚ ~ 120˚) - 1) 앙와위(supine position)에서 무릎관절이 굴곡하고 고관절 굴곡이 전방으로 90˚ 이상 불가능한 경우(운동 범위: 0˚ ~ 90˚) - 2) 앙와위에서 무릎관절이 굴곡하고 고관절 굴곡이 전방으로 70 이상 불가능한 경우(운동 범위: 0˚ ~ 70˚) | - 가 - 1) - 가): 3 - 나): 5 - 다): (삭제) - 2) - 가): 4 - 나): 5 - 나 - 1) - 가): 4 - 나): 5 - 2) - 가): 4 - 나): 5                                                                 | - 가 - 1) - 가): 3 - 나): 5 - 다): (삭제) - 2) - 가): 4 - 나): 5 - 나 - 1) - 가): 4 - 나): 5 - 2) - 가): 4 - 나): 5                                                                 | - 가 - 1) - 가): 2 - 나): 4 - 다): (삭제) - 2) - 가): 3 - 나): 4 - 나 - 1) - 가): 3 - 나): 4 - 2) - 가): 3 - 나): 4                                                                 | ????                                 |      |
| - 208. 하지의 운동제한 - 주: 운동 범위는 수동적 검사 소견에 의한다. - 가. 무릎관절(정상 운동 범위: 0˚ ~ 135˚) - 1) 굴곡제한 - 가) 신전위(0)에서 120까지 굴곡이 가능한 경우(운동 범위: 0˚ ~ 120˚) - 나) 신전위(0)에서 100까지 굴곡이 가능한 경우(운동 범위: 0˚ ~ 100˚) - 다) <2015년 10월 19일 삭제> - 2) 신전제한 - 가) 굴곡제한 없이 20 이상의 신전이 불가능한 경우(운동 범위 20˚ ~ 135˚) - 나) 굴곡제한 없이 30 이상의 신전이 불가능한 경우(운동 범위 30˚ ~ 135˚) - 나. 발목관절(정상위를 0˚로 한다) - 주: 무릎을 완전히 굴곡한 상태에서 발목 움직임을 수동적으로 측정한 것을 기준으로 한다. - 1) 발등쪽 굴곡제한 - 가) 경도(10˚ 이하) - 나) 중등도(0˚ 이하) - 2) 발바닥쪽 굴곡제한 - 가) 경도(10˚ 이하) - 나) 중등도(0˚ 이하) - 다. 거골하관절(유합술을 포함) - 라. 고관절(정상 운동 범위 0˚ ~ 120˚) - 1) 앙와위(supine position)에서 무릎관절이 굴곡하고 고관절 굴곡이 전방으로 90˚ 이상 불가능한 경우(운동 범위: 0˚ ~ 90˚) - 2) 앙와위에서 무릎관절이 굴곡하고 고관절 굴곡이 전방으로 70 이상 불가능한 경우(운동 범위: 0˚ ~ 70˚) | - 다: 5 | | | ????                                 |      |
| - 208. 하지의 운동제한 - 주: 운동 범위는 수동적 검사 소견에 의한다. - 가. 무릎관절(정상 운동 범위: 0˚ ~ 135˚) - 1) 굴곡제한 - 가) 신전위(0)에서 120까지 굴곡이 가능한 경우(운동 범위: 0˚ ~ 120˚) - 나) 신전위(0)에서 100까지 굴곡이 가능한 경우(운동 범위: 0˚ ~ 100˚) - 다) <2015년 10월 19일 삭제> - 2) 신전제한 - 가) 굴곡제한 없이 20 이상의 신전이 불가능한 경우(운동 범위 20˚ ~ 135˚) - 나) 굴곡제한 없이 30 이상의 신전이 불가능한 경우(운동 범위 30˚ ~ 135˚) - 나. 발목관절(정상위를 0˚로 한다) - 주: 무릎을 완전히 굴곡한 상태에서 발목 움직임을 수동적으로 측정한 것을 기준으로 한다. - 1) 발등쪽 굴곡제한 - 가) 경도(10˚ 이하) - 나) 중등도(0˚ 이하) - 2) 발바닥쪽 굴곡제한 - 가) 경도(10˚ 이하) - 나) 중등도(0˚ 이하) - 다. 거골하관절(유합술을 포함) - 라. 고관절(정상 운동 범위 0˚ ~ 120˚) - 1) 앙와위(supine position)에서 무릎관절이 굴곡하고 고관절 굴곡이 전방으로 90˚ 이상 불가능한 경우(운동 범위: 0˚ ~ 90˚) - 2) 앙와위에서 무릎관절이 굴곡하고 고관절 굴곡이 전방으로 70 이상 불가능한 경우(운동 범위: 0˚ ~ 70˚) | - 라 - 1): 4 - 2): 5 | - 라 - 1): 4 - 2): 5 | - 라 - 1): 3 - 2): 4 | ????                                 |      |
| - 209. 하지의 결손 - 가. 발가락의 결손 - 1) 중족골의 결손이 없는 한 쪽 전체 발가락 - 2) 한 쪽 엄지발가락 - 가) 지절 이상 - 나) 지절 미만 - 3) 1개 발가락(엄지발가락은 제외) - 가) 근위지절 제2지 또는 제3지 - 나) 근위지절 제4지 또는 제5지 - 다) 근위지절 제2지 또는 제3지 - 라) 근위지절 제4지 또는 제5지 - 4) 2개 발가락 이상(엄지발가락은 제외) - 가) 근위지절 - 나) 원위지절 - 5) 중족지관절 - 가) 1개 발가락 - 1) 엄지발가락 - 2) 그 밖의 발가락 - 나) 2개 발가락 이상 - 1) 엄지발가락을 포함하지 아니하는 경우 - 2) 엄지발가락을 포함한 경우 - 6) 중족골결손 - 가) 제1중족골 제외한 1개의 중족골 결손 - 나) 제1중족골 결손 또는 2개 이상의 중족골결손 - 7) 족근골결손 - 나. 하퇴부의 결손 - 다. 대퇴부의 결손 | - 가 - 1): 5 - 2) - 가): 5 - 나): 4 - 3) - 가): 4 - 나): 3 - 다): 3 - 라): 2 - 4) - 가): 5 - 나): 4 - 5) - 가) - 1): 5 - 2): 4 - 나) - 1): 5 - 2): 6 - 6) - 가): 5 - 나): 6 - 7): 6 | - 가 - 1): 5 - 2) - 가): 5 - 나): 4 - 3) - 가): 4 - 나): 3 - 다): 3 - 라): 2 - 4) - 가): 5 - 나): 4 - 5) - 가) - 1): 5 - 2): 4 - 나) - 1): 5 - 2): 6 - 6) - 가): 5 - 나): 6 - 7): 6 | - 가 - 1): 5 - 2) - 가): 4 - 나): 3 - 3) - 가): 3 - 나): 2 - 다): 2 - 라): 1 - 4) - 가): 4 - 나): 3 - 5) - 가) - 1): 5 - 2): 4 - 나) - 1): 5 - 2): 6 - 6) - 가): 5 - 나): 6 - 7): 6 | ????                                 |      |
| - 209. 하지의 결손 - 가. 발가락의 결손 - 1) 중족골의 결손이 없는 한 쪽 전체 발가락 - 2) 한 쪽 엄지발가락 - 가) 지절 이상 - 나) 지절 미만 - 3) 1개 발가락(엄지발가락은 제외) - 가) 근위지절 제2지 또는 제3지 - 나) 근위지절 제4지 또는 제5지 - 다) 근위지절 제2지 또는 제3지 - 라) 근위지절 제4지 또는 제5지 - 4) 2개 발가락 이상(엄지발가락은 제외) - 가) 근위지절 - 나) 원위지절 - 5) 중족지관절 - 가) 1개 발가락 - 1) 엄지발가락 - 2) 그 밖의 발가락 - 나) 2개 발가락 이상 - 1) 엄지발가락을 포함하지 아니하는 경우 - 2) 엄지발가락을 포함한 경우 - 6) 중족골결손 - 가) 제1중족골 제외한 1개의 중족골 결손 - 나) 제1중족골 결손 또는 2개 이상의 중족골결손 - 7) 족근골결손 - 나. 하퇴부의 결손 - 다. 대퇴부의 결손 | - 나: 6 - 다: 6 | | | ????                                 |      |
| - 210. 안짱다리 - 주: 바로 누워서 측정한 거리를 말한다. - 가. 경도(무릎관절 간격이 2.5cm 미만) - 나. 중등도(무릎관절 간격이 2.5cm 이상, 7.5cm 미만) - 다. 고도(무릎관절 간격이 7.5cm 이상) - 라. 관절염 등 후유장애 동반시 해당 부분에서 판정 - 마. 외반슬, 전반슬은 선천성기형에서 판정 | - 가: 2 - 나: 3 - 다: 4 - 라: 해당 부분에서 판정 - 마: 해당 부분에서 판정 | - 가: 2 - 나: 3 - 다: 4 - 라: 해당 부분에서 판정 - 마: 해당 부분에서 판정 | - 가: 2 - 나: 3 - 다: 4 - 라: 해당 부분에서 판정 - 마: 해당 부분에서 판정 | ?????                                |      |
| - 211. 무릎관절 반월상 연골판 질환 - 가. 이학적 소견 및 특수검사로 확진된 경우 - 1) 치료 중인 자 - 2) 고식적인 치료로 치유된 사람 - 나. 관절경하 또는 관혈적 수술을 받은 경우 - 주1: MRI로 남은 연골판을 확인한 경우에만 해당 - 주2: 한 슬관절의 양측 연골판을 절제한 경우에는 절제 범위가 넓은 부위를 기준으로 판정 - 1) 한 슬관절의 편측 연골판을 1/3 미만 절제한 경우 - 2) 한 슬관절의 편측 연골판을 1/3 이상 2/3 미만 절제한 경우 - 3) 2)에 해당되고 남아있는 연골판의 전위가 확실한 경우 - 4) 한 슬관절의 편측 연골판을 2/3 이상 절제한 경우(연골판 치환술을 시행한 경우를 포함) - 5) 그 밖의 수술을 받은 경우 - 가) 치료 중인 경우 - 나) 객관적인 후유증 없이 치유된 경우 - 다) 객관적인 후유증이 있는 경우(해당 부분에서 판정) | - 가 - 1): 7 - 2): 2 | - 가 - 1): 7 - 2): 2 | - 가 - 1): 7 - 2): 2 | ???                                  |      |
| - 211. 무릎관절 반월상 연골판 질환 - 가. 이학적 소견 및 특수검사로 확진된 경우 - 1) 치료 중인 자 - 2) 고식적인 치료로 치유된 사람 - 나. 관절경하 또는 관혈적 수술을 받은 경우 - 주1: MRI로 남은 연골판을 확인한 경우에만 해당 - 주2: 한 슬관절의 양측 연골판을 절제한 경우에는 절제 범위가 넓은 부위를 기준으로 판정 - 1) 한 슬관절의 편측 연골판을 1/3 미만 절제한 경우 - 2) 한 슬관절의 편측 연골판을 1/3 이상 2/3 미만 절제한 경우 - 3) 2)에 해당되고 남아있는 연골판의 전위가 확실한 경우 - 4) 한 슬관절의 편측 연골판을 2/3 이상 절제한 경우(연골판 치환술을 시행한 경우를 포함) - 5) 그 밖의 수술을 받은 경우 - 가) 치료 중인 경우 - 나) 객관적인 후유증 없이 치유된 경우 - 다) 객관적인 후유증이 있는 경우(해당 부분에서 판정) | - 나 - 1): 3 - 2): 4 - 3): 5 - 4): 5 - 5) - 가): 7 - 나): 3 - 다): 해당 부분에서 판정                                                                                               | - 나 - 1): 3 - 2): 4 - 3): 5 - 4): 5 - 5) - 가): 7 - 나): 3 - 다): 해당 부분에서 판정                                                                                               | - 나 - 1): 3 - 2): 4 - 3): 5 - 4): 5 - 5) - 가): 7 - 나): 2 - 다): 해당 부분에서 판정                                                                                               | ???                                  |      |
| - 212. 박리성 골연골염 - 주: MRI로 체중부하 관절면의 침범을 확인 경우만 해당하며, 슬개대퇴관절면은 제외. - 가. 경도(체중부하 관절면의 1/5 미만을 침범한 경우) - 나. 중등도 이상(체중부하 관절면의 1/5 이상을 침범한 경우) | - 가: 4 - 나: 5 | - 가: 4 - 나: 5 | - 가: 3 - 나: 4 | ????                                 |      |
| - 213. 슬개골 연골연화증 - 가. 이학적 소견이 명백한 경우 - 나. 특수촬영(CT 또는 MRI)으로 확인된 경우 - 1) 경도(관절연골의 연하소견만 있는 경우 - 2) 중등도 이상(관절연골의 균열 이상의 병변이 있는 경우) - 다. 단순 X-선상 변화를 보이는 경우(해당 부분에서 판정) | - 가: 7 | - 가: 7 | - 가: 7 | ???                                  |      |
| - 213. 슬개골 연골연화증 - 가. 이학적 소견이 명백한 경우 - 나. 특수촬영(CT 또는 MRI)으로 확인된 경우 - 1) 경도(관절연골의 연하소견만 있는 경우 - 2) 중등도 이상(관절연골의 균열 이상의 병변이 있는 경우) - 다. 단순 X-선상 변화를 보이는 경우(해당 부분에서 판정) | - 나 - 1): 3 - 2): 4 | - 나 - 1): 3 - 2): 4 | - 나 - 1): 2 - 2): 3 | ???                                  |      |
| - 213. 슬개골 연골연화증 - 가. 이학적 소견이 명백한 경우 - 나. 특수촬영(CT 또는 MRI)으로 확인된 경우 - 1) 경도(관절연골의 연하소견만 있는 경우 - 2) 중등도 이상(관절연골의 균열 이상의 병변이 있는 경우) - 다. 단순 X-선상 변화를 보이는 경우(해당 부분에서 판정) | - 라: 해당 부분에서 판정 | | | ???                                  |      |
| - 214. 오스굳씨병 - 가. 경도 - 나. 중등도 이상 - 1) 영상검사상 확인되고, 점액낭염 등의 합병증이 없는 경우 - 2) 골편전위가 확실한 경우로 점액낭염 등의 합병증이 동반되어 수술적 치료를 시행한 경우 또는 신체검사 당시 골편전위가 확실하고 점액낭염 등의 합병증이 확인되는 경우 | - 가: 1 - 나 - 1): 2 - 2): 4 | - 가: 1 - 나 - 1): 2 - 2): 4 | - 가: 1 - 나 - 1): 2 - 2): 4 | ?????                                |      |
| - 215. 고관절 무혈성 괴사 - 가. 한쪽 - 나. 양쪽 | - 가: 5 - 나: 6 | - 가: 5 - 나: 6 | - 가: 5 - 나: 6 | ?????                                |      |
| - 216. 레그 깔베 피데스씨병(Legg-Calve-Perthes disease) 및 비구이형성증 - 가. 경도의 골두변형만 있는 경우(LCP의 경우 coxa magna 만 있는 경우) - 나. 골두변형이 심하거나 비구변형이 심한 경우로써 운동제한이 있는 경우(LCP의 경우 coxa breva, coxa plana가 있는 경우) - 다. 대퇴부·비구의 회전절골술을 시행한 경우 | - 가: 4 - 나: 5 - 다: 5 | - 가: 4 - 나: 5 - 다: 5 | - 가: 4 - 나: 5 - 다: 5 | ?????                                |      |
| - 216-2. 대퇴 비구 충돌 증후군(Cam Type, Pincer Type) 및 비구관절와순 파열 - 가. 이학적 검사상 양성이고, 영상의학적 검사로 확인된 경우 - 나. 가에 해당하고 수술을 시행한 경우(다만, 변연절제술 등의 수술은 제외) - 다. 수술 여부와 관계없이 합병증이 발생한 경우(해당부분에서 판정) | - 가: 3 - 나: 4 - 다: 해당 부분에서 판정 | - 가: 3 - 나: 4 - 다: 해당 부분에서 판정 | - 가: 3 - 나: 4 - 다: 해당 부분에서 판정 | ?????                                |      |
| - 217. 하지의 단축 - 주: 방사선학적으로 측정한 길이를 말함 - 가. 1.5cm 이상 ~ 2.0cm 미만 - 나. 2.0cm 이상 ~ 4.0cm 미만 - 다. 4.0cm 이상 ~ 5.0cm 미만 - 라. 5.0cm 이상 | - 가: 3 - 나: 4 - 다: 5 - 라: 6 | - 가: 3 - 나: 4 - 다: 5 - 라: 6 | - 가: 3 - 나: 4 - 다: 5 - 라: 6 | ?????                                |      |
| - 218. 골반 및 대퇴골두 골절 - 가. 골반골절(변형치유) - 1) 경도(전위없는 골절) - 2) 중등도(천장관절 침범한 골절) - 3) 고도(천장관절에 방사선적으로 전위 또는 관절염 소견이 심한 경우) - 나. 대퇴골두 피로골절 - 1) 연골하 붕괴 등 합병증이 없는 경우 및 현증, 치료 중인 골절(제174호에서 판정) - 2) 연골하 붕괴로 인해 보존적 치료가 필요한 경우 - 3) 연골하 붕괴가 심해 수술적 치료가 필요한 경우 | - 가 - 1): 2 - 2): 4 - 3): 6 - 나 - 1): 해당 부분에서 판정 - 2): 3 - 3): 5 | - 가 - 1): 2 - 2): 4 - 3): 6 - 나 - 1): 해당 부분에서 판정 - 2): 3 - 3): 5 | - 가 - 1): 2 - 2): 4 - 3): 6 - 나 - 1): 해당 부분에서 판정 - 2): 3 - 3): 5 | ?????                                |      |
| - 219. 척추골 골절(흉·요추부) - 가. 경도(20% 미만의 흉·요추 압박골절) - 나. 중등도(40% 미만의 흉·요추 압박골절 또는 30% 이상의 2개 이상 척추체 압박골절 또는 후방인대군의 파열이 동반된 압박골절 또는 불안정성 방출성 골절) - 다. 고도(40% 이상의 흉·요추 압박골절 또는 30% 이상의 2개 이상 척추체 압박골절 또는 후방인대군의 파열이 동반된 압박골절 또는 불안정성 방출성 골절) - 라. 하반신 마비증상이 동반되는 경우 | - 가: 3 - 나: 4 - 다: 5 - 라: 6 | - 가: 3 - 나: 4 - 다: 5 - 라: 6 | - 가: 3 - 나: 4 - 다: 5 - 라: 6 | ?????                                |      |
| - 220. 척추측만증 - 주: 코브스씨 측정법에 의하여 골반형 동반이 확인된 경우를 말함 - 가. 10˚이상 ~ 20˚미만 - 나. 20˚이상 ~ 40˚미만 - 다. 40˚이상 | - 가: 3 - 나: 4 - 다: 5 | - 가: 3 - 나: 4 - 다: 5 | - 가: 2 - 나: 3 - 다: 4 | ????                                 |      |
| - 221. 척추전굴증 또는 척추후굴증 - 주: 결핵성척추병 등 선행 질환이 있는 경우에 한정. - 가. 경도 척추시상면의 중심축 (SVA < 4cm) - 나. 중등도 척추시상면의 중심축 (4cm ≤ SVS ≤ 9.5cm) - 다. 고도 척추시상면의 중심축 (SVA > 9.5cm) | - 가: 2 - 나: 4 - 다: 5 | - 가: 2 - 나: 4 - 다: 5 | - 가: 1 - 나: 3 - 다: 4 | ????                                 |      |
| - 222. 척추의 고도 운동제한·강직 - 주: 척추유합술(fusion)은 영상의학적 검사 결과 골유합을 위한 골이식술을 시행한 것으로 인정되는 수술을 말하며, 척추고정술(fixation)은 골이식은 하지 아니하고, 척추경 나사(pedicle screw)와 같은 고정 기계(instrument)를 삽입한 수술을 말한다. - 가. 척추 1개 분절의 고정술을 한 경우 - 나. 척추 2개 분절 이상의 고정술을 하거나 척추 1개 분절 이상의 유합술을 한 경우 | - 가: 4 - 나: 5 | - 가: 4 - 나: 5 | - 가: 4 - 나: 5 | ?????                                |      |
| - 223. 척추분리증 - 가. 1개 분절의 척추가 이환된 경우 - 나. 2개 분절 이상의 척추가 이환된 경우 - 다. 신경증상이 동반된 경우(해당 부분에서 판정) - 라. <2015년 10월 19일 삭제> | - 가: 3 | - 가: 3 | - 가: 3 | ???                                  |      |
| - 223. 척추분리증 - 가. 1개 분절의 척추가 이환된 경우 - 나. 2개 분절 이상의 척추가 이환된 경우 - 다. 신경증상이 동반된 경우(해당 부분에서 판정) - 라. <2015년 10월 19일 삭제> | - 나: 4 | - 나: 4 | - 나: 3 | ???                                  |      |
| - 223. 척추분리증 - 가. 1개 분절의 척추가 이환된 경우 - 나. 2개 분절 이상의 척추가 이환된 경우 - 다. 신경증상이 동반된 경우(해당 부분에서 판정) - 라. <2015년 10월 19일 삭제> | - 다: 해당 부분에서 판정 - 라: (삭제) | | | ???                                  |      |
| - 224. 척추골 전 또는 후 전위증(굴곡-신전 VIEW가 아닌 단순 기립 측면 방사선소견상 전위가 있는 경우) - 가. 전위정도가 5% 미만 - 나. 전위정도가 5% 이상 25% 미만인 경우 - 1) 유합술을 시행하지 아니한 경우 - 2) 유합술을 시행한 경우(수술 전 신경학적 증상이 동반되었거나 굴곡-신전 VIEW상 불안정성이 심한 경우) - 다. 전위정도가 25% 이상인 경우 | - 가: 3 | - 가: 3 | - 가: 3 | ???                                  |      |
| - 224. 척추골 전 또는 후 전위증(굴곡-신전 VIEW가 아닌 단순 기립 측면 방사선소견상 전위가 있는 경우) - 가. 전위정도가 5% 미만 - 나. 전위정도가 5% 이상 25% 미만인 경우 - 1) 유합술을 시행하지 아니한 경우 - 2) 유합술을 시행한 경우(수술 전 신경학적 증상이 동반되었거나 굴곡-신전 VIEW상 불안정성이 심한 경우) - 다. 전위정도가 25% 이상인 경우 | - 나: 4 | - 나: 4 | - 나: 3 | ???                                  |      |
| - 224. 척추골 전 또는 후 전위증(굴곡-신전 VIEW가 아닌 단순 기립 측면 방사선소견상 전위가 있는 경우) - 가. 전위정도가 5% 미만 - 나. 전위정도가 5% 이상 25% 미만인 경우 - 1) 유합술을 시행하지 아니한 경우 - 2) 유합술을 시행한 경우(수술 전 신경학적 증상이 동반되었거나 굴곡-신전 VIEW상 불안정성이 심한 경우) - 다. 전위정도가 25% 이상인 경우 | - 다: 해당 부분에서 판정 - 라: (삭제) | | | ???                                  |      |
| - 225. 척추이분증 - 가. 후유증이 있는 경우 - 나. 후유증이 없는 경우(근전도검사상 신경증상이 있는 경우) - 다. 신경증상이 심한 경우(해당 부분에서 판정) | - 가: 1 - 나: 3 - 다: 해당 부분에서 판정 | - 가: 1 - 나: 3 - 다: 해당 부분에서 판정 | - 가: 1 - 나: 3 - 다: 해당 부분에서 판정 | ?????                                |      |
| - 226. 요추화 또는 천주화 - 가. 후유증이 있는 경우 - 나. 후유증이 없는 경우(근전도검사상 신경증상이 있는 경우) | - 가: 1 - 나: 3 | - 가: 1 - 나: 3 | - 가: 1 - 나: 3 | ?????                                |      |
| - 227. 상박신경총 및 요천추신경총 마비(신경근전도검사 및 이학적 검사로 판정) - 주: 근위축 여부는 이학적 육안검사 또는 MRI상 근육량의 감소 확인을 통하여 판정 - 가. 불완전 마비 - 1) 최근에 발생한 경우(6개월 이내) - 2) 발병 6개월 이후에도 신경의 완전 회복이 이루어지지 아니함이 근전도 검사로 확진된 경우 - 가) 근 위축이 없는 경우 - 나) 근 위축이 있는 경우 - 1) 근력이 정상의 75% 이상인 경우(Grade IV+) - 2) 근력이 정상의 50% 초과 ~ 75%미만인 경우(Grade III+~IV-) - 3) 근력이 정상의 50% 이하인 경우(Grade II ~ III) - 나. 완전마비 | - 가 - 1): 7 - 2) - 가): 3 - 나) - 1): 4 - 2): 5 - 3): 6 - 나: 6 | - 가 - 1): 7 - 2) - 가): 3 - 나) - 1): 4 - 2): 5 - 3): 6 - 나: 6 | - 가 - 1): 7 - 2) - 가): 3 - 나) - 1): 4 - 2): 5 - 3): 6 - 나: 6 | ?????                                |      |
| - 228. 말초신경장애(신경근전도 및 이학적 검사상 요골신경·정중신경·척골신경·대퇴신경·좌골신경·경골신경 및 총비골신경에만 한정) - 주: 근위축 여부는 이학적 육안검사 또는 MRI상 근육량의 감소 확인을 통하여 판정 - 가. 불완전 마비 - 1) 최근에 발생한 경우(6개월 이내) - 2) 발병 6개월 이후에도 신경의 완전 회복이 이루어지지 아니함이 근전도 검사로 확진된 경우 - 가) 근 위축이 없는 경우 - 나) 근 위축이 있는 경우 - 1) 근력이 정상의 75% 이상인 경우(Grade IV+) - 2) 근력이 정상의 50% 초과 ~ 75%미만인 경우(Grade III+~IV-) - 3) 근력이 정상의 50% 이하인 경우(Grade II ~ III) - 나. 완전마비 | - 가 - 1): 7 - 2) - 가): 2 - 나) - 1): 3 - 2): 4 - 3): 5 - 나: 6 | - 가 - 1): 7 - 2) - 가): 2 - 나) - 1): 3 - 2): 4 - 3): 5 - 나: 6 | - 가 - 1): 7 - 2) - 가): 2 - 나) - 1): 3 - 2): 4 - 3): 5 - 나: 6 | ?????                                |      |
| - 229. 그 밖의 수지, 족지, 신경, 경피 요골 신경 등의 말초신경장애 | - 3 | - 3 | - 2 | ????                                 |      |
| - 230. 정형외과 관찰 결과 경과관찰이 필요한 경우(괄호 안에 병명을 기재하여 관리한다) | - 7 | - 7 | - 7 | ?????                                |      |

#### 신경외과
| 검사규칙에 의한 질병 및 심신장애 | 평가등급 | 평가등급 | 평가등급 | 해당질환 또는 장애 | 비고 |
| 검사규칙에 의한 질병 및 심신장애 | 병역 | 전역 | 전시 | 해당질환 또는 장애 | 비고 |
| --- | --- | --- | --- | ------------------ | ---- |
| - 231. 두부손상 - 주: "신경학적 장애"란 의식변화, 뇌신경마비, 사지의 완전 또는 부분마비, 감각이상, 실조 및 평형기능 이상, 뇌전증 발작, 실어증, 배뇨 및 의학적으로 추정 가능한 자각증상 또는 인격변화, 기억력장애, 수면장애, 신행동장애 등을 말한다. - 가. 최근 외상으로 발생한 신경학적 장애가 없는 일과성 손상 - 나. 두개골 골절은 있으나 개두술을 시행하지 아니한 경우 - 다. 최근 발생한 중등도 이상의 두부손상으로 의식장애·기억력장애·인격변화 또는 의학적으로 추정 가능한 신경학적 증상을 동반하여 관찰을 요하는 경우 - 라. 두부손상이 방사선소견으로 명백하나, 신경학적 장애가 없는 경우(방사선적 이상소견은 상이를 입은 지 6개월 후에 방사선적으로 남은 소견이 객관적으로 증명되고, 이에 대하여 보편적으로 인정되는 의학적인 근거가 있는 경우에 한한다. 외상성 지주막하출혈과 같은 일과적 소견은 포함하지 아니한다) - 마. 두부손상으로 인하여 신경학적 장애가 현증으로 존재하는 경우(제241호에서 판정) - 주: 증상이 없으나 군복무 기간 중 항경련제 투여가 불가피하다고 객관적으로 증명되고, 이에 대해서 보편적으로 인정되는 의학적인 근거가 있는 경우에는 현증으로 인정한다. - 바. 두부손상으로 개두술을 시행한 경우(원인 미상의 개두술 및 인공뼈 두개골 성형술을 포함하되, 골편직경이 2.5cm 미만인 경우로 골유합이 완성된 경우는 가목을 적용) - 사. 두부손상으로 개두술 시행 후 골편 불안정성이 있는 경우                                                         | - 가: 1 - 나: 2 - 다: 7 - 라: 4 - 마: 해당 부분에서 판정 - 바: 4 - 사: 5                                                 | - 가: 1 - 나: 2 - 다: 7 - 라: 4 - 마: 해당 부분에서 판정 - 바: 4 - 사: 5                                                 | - 가: 1 - 나: 2 - 다: 7 - 라: 4 - 마: 해당 부분에서 판정 - 바: 4 - 사: 5                                                 | - 두부손상         |      |
| - 232. 신경계통질환과 관계있는 선천성 중추신경계 이상(낭종성 병변은 제외) | - 5 | - 5 | - 5 | ????               |      |
| - 233. 중추신경계 낭종 - 가. 단순 경과관찰 외에 내·외과적 치료가 필요하지 않은 우연히 발견된 낭종 및 양성종양(뇌하수체에 생기는 1cm 미만의 낭종, 비기능성 종양, 송과체, 해마, 맥락막 열구, 두개강내 및 척수의 지방종, 척수공동증 - 나. 신경학적 장애가 없는 경우 - 다. 신경학적 장애가 있는 경우 - 주: "신경학적 장애"란 의식변화, 사지의 완전 또는 부분마비, 실조 및 평형기능 이상, 경련발작, 실어증, 배뇨장애를 말하며, 뇌신경마비는 해당 부분에서 판정하고 인격변화, 기억력장애, 행동장애 등의 장애는 정신과에서 판정 | - 가: 2 - 나: 4 - 다: 5                                                                                                  | - 가: 2 - 나: 4 - 다: 5                                                                                                  | - 가: 2 - 나: 4 - 다: 5                                                                                                  | ????               |      |
| - 234. 두개골 결손이 있는 경우 - 가. 두개골 겨손의 직경이 2.5cm 미만 - 나. 두개골 결손이 직경이 2.5cm 이상(완전 골유합된 경우에는 정상으로 판정) - 1) 결손이 두개골의 전두골, 측두골, 두정골, 후두골 중 한 부분에 국한된 경우 - 2) 결손이 두개골의 전두골, 측두골, 두정골, 후두골 중 두 부분 이상에 있는 경우 | - 가: 2 - 나 - 1): 4 - 2): 5                                                                                             | - 가: 2 - 나 - 1): 4 - 2): 5                                                                                             | - 가: 2 - 나 - 1): 4 - 2): 5                                                                                             | ????               |      |
| - 235. 두개골 및 두부 연부조직 종양 - 가. 양성 - 1) 경도의 두개골 변형 - 2) 중등도의 두개골 변형(외관상 추형이 뚜렷한 경우) - 3) 고도의 두개골 변형(전투모, 방탄모를 쓰는 데 지장이 뚜렷한 경우) - 나. 임상적 악성(수술로 완전 제거가 어려워 신경학적 장애가 남아 있거나 수년 내에 재발의 위험이 의학적으로 증명된 경우 또는 수술 시 심각한 장애가 발생할 위험이 커 수술이 불가능한 경우를 말한다) - 다. 악성 | - 가 - 1): 2 - 2): 4 - 3): 5 - 나: 5 - 다: 6                                                                             | - 가 - 1): 2 - 2): 4 - 3): 5 - 나: 5 - 다: 6                                                                             | - 가 - 1): 2 - 2): 4 - 3): 5 - 나: 5 - 다: 6                                                                             | ????               |      |
| - 236. 불인통(삼차신경통·설인인후통 등을 포함) - 가. 불인통이 있으나 교감신경절제술 또는 중추신경계의 수술을 받지 아니한 경우 - 나. 불인통으로 교감신경절제술 또는 중추신경계의 수술을 받은 경우 - 1) 불인통이 소실된 경우 - 2) 불인통이 지속되는 경우(6개월 미만의 경우) - 3) 수술 후 6개월 이상의 약물치료에도 불인통이 지속되는 경우 - 가) 일상생활 유지가 가능한 경미한 기능장애가 있는 경우 - 나) 일상생활 유지가 어려울 정도의 기능장애가 있는 경우 - 다. 중추신경장애를 보이는 경우(해당 분야에서 판정) | - 가: 3 - 나 - 1): 3 - 2): 4 - 3) - 가): 4 - 나): 5 - 다: 해당 분야에서 판정                                             | - 가: 3 - 나 - 1): 3 - 2): 4 - 3) - 가): 4 - 나): 5 - 다: 해당 분야에서 판정                                             | - 가: 3 - 나 - 1): 3 - 2): 4 - 3) - 가): 4 - 나): 5 - 다: 해당 분야에서 판정                                             | ????               |      |
| - 237. 수두증 - 가. 정지성 수두증(비기능상 단락술을 포함) - 1) 진구성(뇌 내압이 정상이나 방사선학적으로 뇌압 상승의 소견 없이 뇌실 확장만 있는 경우) - 2) 신경학적 장애가 있는 경우에는 중추신경장애 부분에서 판정 - 나. 진행성 수두증 - 다. 수두증으로 수술을 시행한 경우 | - 가 - 1): 4 - 2): 해당 부분에서 판정 - 나: 5 - 다: 5                                                                    | - 가 - 1): 4 - 2): 해당 부분에서 판정 - 나: 5 - 다: 5                                                                    | - 가 - 1): 4 - 2): 해당 부분에서 판정 - 나: 5 - 다: 5                                                                    | ????               |      |
| - 238. 뇌신경기능 장애 - 주: 안면 경련 등 기능항진에 의한 장애를 포함하고, 후각신경장애는 포함하지 아니하며, 안면근 마비, 시력·안구운동·청력·전정기능·연하 기능ㅈ아애는 해당 부분에서 판정 - 가. 최근 6개월 이내 발생한 경우 - 나. 일상생활 유지가 가능한 경미한 기능장애가 있는 경우(수술 여부와 무관) - 다. 일상생활 유지가 어려울 정도의 기능장애가 있는 경우(수술 여부와 무관) | - 가: 7 - 나: 4 - 다: 5                                                                                                  | - 가: 7 - 나: 4 - 다: 5                                                                                                  | - 가: 7 - 나: 3 - 다: 5                                                                                                  | ?????              |      |
| - 238. 뇌신경기능 장애 - 주: 안면 경련 등 기능항진에 의한 장애를 포함하고, 후각신경장애는 포함하지 아니하며, 안면근 마비, 시력·안구운동·청력·전정기능·연하 기능ㅈ아애는 해당 부분에서 판정 - 가. 최근 6개월 이내 발생한 경우 - 나. 일상생활 유지가 가능한 경미한 기능장애가 있는 경우(수술 여부와 무관) - 다. 일상생활 유지가 어려울 정도의 기능장애가 있는 경우(수술 여부와 무관) | - 나: 5 | | | ?????              |      |
| - 239. 뇌척수 혈관 질환이 방사선적으로 확인된 경우 - 가. 단순정맥기형 - 나. 해면상 혈관기형 - 1) 증상이 없고 치료가 필요하지 않은 ㄱ여우 - 2) 출혈을 동반하거나, 신경학적 장애가 있는 경우로 수술을 했거나 치료가 필요한 경우 - 다. 모야모야병(수술 여부와 무관), 동정맥기형, 뇌동맥류 | - 가: 2 - 나 - 1): 4 - 2): 5 - 다: 5                                                                                     | - 가: 2 - 나 - 1): 4 - 2): 5 - 다: 5                                                                                     | - 가: 2 - 나 - 1): 4 - 2): 5 - 다: 5                                                                                     | - 모야모야병       |      |
| - 240. 중추신경계 종양(뇌·척수) - 주1: 조직학적으로 신경계 기원이거나 뇌·척수신경을 침범한 종양으로 위치상 사지 및 피부는 제외 - 주2: "임상적 약성"이란 수술로 완전 제거가 어려워 신경학적으로 장애가 남아 있거나 수년 내에 재발의 위험이 의학적으로 증명된 경우 또는 수술 시 심각한 장애가 발생할 위험이 커 수술이 불가능한 경우를 말함 - 가. 양성(뇌하수체에 생기는 1cm 미만의 비기능성 종양과 두개강내 및 척수의 지방종은 제233호에서 판정) - 나. 악성(임상적 악성을 포함하며, 종양부위가 의학적 수술이 어렵다고 판단되는 경우 방사선소견과 치료기록에 의하여 판정할 수 있다) | - 가: 5 - 나: 6 | - 가: 5 - 나: 6 | - 가: 5 - 나: 6 | ????               |      |
| - 241. 중추신경장애 - 가. 경도 - 1) 최근 3개월 이내에 발생한 경우 - 2) 일상생활 유지가 가능한 경미한 장애가 있는 경우 - 3) 항경련제 투여의 불가피성이 객관적으로 증명되고, 이에 대하여 보편적으로 인정되는 의학적인 근거가 있는 경우(경련의 병력이 있고 치료목적의 항경련제를 복용하는 경우를 말한다. 다만, 경련의 병력은 없으나 예방적인 목적으로 항경련제를 복용하는 경우는 제외한다.) - 나. 중등도 이상의 장애로 군복무에 지장이 있는 경우(편측마비·언어장애·의식장애·보행장애·배뇨장애·하지마비·사지마비·기능장애·시야장애·시각장애 등을 말하며, 진구성 장애를 포함) | - 가 - - 1): 7 - 2): 4 - 3): 5 - 나: 6                                                                                   | - 가 - - 1): 7 - 2): 4 - 3): 5 - 나: 6                                                                                   | - 가 - - 1): 7 - 2): 4 - 3): 5 - 나: 6                                                                                   | ????               |      |
| - 242. 척추질환 - 가. 경추(경추골절을 포함) - 주: 경추부 불안정증은 시상면에서 11˚ 이상 각형성 또는 3.5mm 이상 이동의 소견이 있고, 신경학적 증상 및 징후가 있는 경우로서 방사선과 및 신경외과에서 동일한 판독이 있는 경우에 한함. - 1) 골절이 방사선학적으로 확인되나 통증만 존재하고 불안정성이 없는 경우 - 2) 방사선학적으로 불안정성이 있는 경우 - 3) 방사선 소견을 포함한 객관적 검사로 확인된 척수병증 - 가) 근력약화·근육위축·대소변 장애 등의 증상을 확인하기 위한 신경유발검사 또는 근전도 검사에서 이상소견이 없는 경우 - 나) 가)의 검사에서 이상소견이 있는 경우 - 나. 수핵탈출층(경추·흉추·요추 수핵탈출증을 포함하며 수술 여부와 무관) - 1) 신경학적 검사상 수핵탈출증이 의심되나 방사선검사로 확진되지 않은 경우 - 2) 수핵팽륜·디스크 퇴행성 변화(염좌를 포함) - 3) 수핵돌출형 - 가) 돌출형이면서 척수, 마미총, 신경근의 부분 압박이 없는 경우 - 나) 돌출형이면서 척수, 마미총, 산경근의 부분 압박이 있는 경우 - 다) 나)에 해당되면서 신경학적 응급상황(cauda equina, food drop 등)으로 인하여 디스크제거술을 시행한 경우로서 적어도 수술 후 6개월 이상 경과한 후 현재에도 신경학적 장애(motor grade III 이하)가 남아있는 경우 - 4) 수핵탈출에 인한 척추강 협착이 50% 이상이고 신경학적 징후가 있는 경우 - 5) 척추경을 포함하는 시상면 MRI 영상에서 신경근 주위 조직 신호가 보이지 않으면서 신경학적 징후가 있는 경우 - 다. 인공 디스크 치환술을 시행한 경우 | - 가 - 1): 4 - 2): 5 - 3) - 가): 4 - 나): 5 - 나 - 1): 7 - 2): 2 - 3) - 가): 3 - 나): 4 - 다): 5 - 4): 5 - 5): 5 - 다: 4 | - 가 - 1): 4 - 2): 5 - 3) - 가): 4 - 나): 5 - 나 - 1): 7 - 2): 2 - 3) - 가): 3 - 나): 4 - 다): 5 - 4): 5 - 5): 5 - 다: 4 | - 가 - 1): 4 - 2): 5 - 3) - 가): 4 - 나): 5 - 나 - 1): 7 - 2): 2 - 3) - 가): 3 - 나): 4 - 다): 5 - 4): 5 - 5): 5 - 다: 4 | ????               |      |
| - 243. 척추궁 결손(수핵탈출용으로 수술한 경우는 제외) - 가. 척추궁 결손(1 level) - 나. 척추궁 결손(2 level 이상) | - 가: 3 - 나: 5 | - 가: 3 - 나: 5 | - 가: 3 - 나: 5 | ????               |      |
| - 244. 수막류나 수막척수류 - 가. 현재 신경학적 장애가 없는 경우 - 나. 현재 신경학적 장애가 있는 경우 | - 가: 4 - 나: 5 | - 가: 4 - 나: 5 | - 가: 4 - 나: 5 | ????               |      |
| - 245. 척추종양 - 가. 척추체 양성종양 - 1) 신경학적 자애가 없는 경우 - 2) 신경학적 장애가 있는 경우 또는 병적 골절의 위험이 높은 경우 - 나. 척추체 악성종양 - 다. 척축아 내 종양(제240호에서 판정) | - 가 - 1): 4 - 2): 6 - 나: 6 - 다: 해당 부분에서 판정                                                                    | - 가 - 1): 4 - 2): 6 - 나: 6 - 다: 해당 부분에서 판정                                                                    | - 가 - 1): 4 - 2): 6 - 나: 6 - 다: 해당 부분에서 판정                                                                    | ????               |      |
| - 247. 신경외과 관찰 결과 경과관찰이 필요한 경우(괄호 안에 병명을 기재하여 관리한다) | - 7 | - 7 | - 7 | ????               |      |

#### 흉부외과
| 검사규칙에 의한 질병 및 심신장애 | 평가등급 | 평가등급 | 평가등급 | 해당질환 또는 장애 | 비고 |
| 검사규칙에 의한 질병 및 심신장애 | 병역 | 전역 | 전시 | 해당질환 또는 장애 | 비고 |
| --- | --- | --- | --- | ------------------ | ---- |
| - 248. 흉부외과 관찰 결과 경과관찰이 필요한 경우(괄호 안에 병명을 기재하여 관리한다) | - 7 | - 7 | - 7 | ????               |      |
| - 249. 늑골결핵 또는 결색성 늑골주위 종양 - 가. 현증 - 1) 단순 현증인 경우 - 2) 수술 후 재발한 현증인 경우 - 나. 수술 후 완치된 경우 - 다. 수술 후 피부누공 등의 합병증이 있는 경우 | - 가 - 1): 7 - 2): 5 - 나: 3 - 다: 5 | - 가 - 1): 7 - 2): 5 - 나: 3 - 다: 5 | - 가 - 1): 7 - 2): 4 - 나: 2 - 다: 4 | ????               |      |
| - 250. 유미흉 - 가. 현증 - 나. 수술적·비수술적 치료 후 합병증이 없는 경우 - 다. 합병증이 있는 경우(해당 부분에서 판정) | - 가: 7 - 나: 3 - 다: 해당 부분에서 판정 | - 가: 7 - 나: 3 - 다: 해당 부분에서 판정 | - 가: 7 - 나: 3 - 다: 해당 부분에서 판정 | ????               |      |
| - 251. 흉부의 급성염증(흉곽감염·종격동에 의한 염증을 포함) - 가. 현증 - 나. 완치된 경우 - 다. 2회이상 재발 및 합병증이 있어 치료한 경우 - 라. 심부조직 결손 등의 합병증이 있는 경우(단순 피부 결손만 있는 경우는 제외) | - 가: 7 | - 가: 7 | - 가: 7 | ????               |      |
| - 251. 흉부의 급성염증(흉곽감염·종격동에 의한 염증을 포함) - 가. 현증 - 나. 완치된 경우 - 다. 2회이상 재발 및 합병증이 있어 치료한 경우 - 라. 심부조직 결손 등의 합병증이 있는 경우(단순 피부 결손만 있는 경우는 제외) | - 나: 3 | - 나: 3 | - 나: 1 | ????               |      |
| - 251. 흉부의 급성염증(흉곽감염·종격동에 의한 염증을 포함) - 가. 현증 - 나. 완치된 경우 - 다. 2회이상 재발 및 합병증이 있어 치료한 경우 - 라. 심부조직 결손 등의 합병증이 있는 경우(단순 피부 결손만 있는 경우는 제외) | - 다: 4 - 라: 5 | | | ????               |      |
| - 252. 폐농양으로 수술한 경우에는 제256호에서 판정 | - 해당 부분에서 판정 | - 해당 부분에서 판정 | - 해당 부분에서 판정 | ????               |      |
| - 253. 농흉으로 수술적 치료를 한 경우 - 가. 수술(흉강경 수술 및 개흉술을 포함) 후 합병증이 없는 경우 - 나. 합병증이 있거나 흉곽성형술을 시행한 경우 | - 가: 4 - 나: 5 | - 가: 4 - 나: 5 | - 가: 4 - 나: 5 | ????               |      |
| - 254. 난치성 기관지 늑막루 | - 6 | - 6 | - 6 | ????               |      |
| - 255. 기흉 또는 혈흉(자연성 및 외상성을 포함) - 가. 현증 또는 경과관찰이 필요한 경우 - 나. 보존적 치료나 수술(흉관 삽관술을 포함)을 한 경우 - 다. 양측 흉부에 자발성 기흉의 병력이 있거나, 폐쐐기 절제술 후 재발한 경우(동측일 경우에 한하며, 폐 쐐기절제술 후 합병증으로 발생한 공기누출에 의한 재수술은 기흉 수술로 인정하지아니한다) - 라. 양측 흉부에 폐쐐기 절제술을 한 경우(예방적 수술은 제외한다. 다만, 이전에 기흉의 병력이 있었던 경우는 예방적 수술로 보지 않는다) - 마. 폐쐐기 절제술 후 합병증이 있는 경우(해당 부분에서 판정) - 바. 원발성 기종격동(2차성 기종격동은 해당 부분에서 판정) | - 가: 7 - 나: 3 - 다: 4 - 라: 4 - 마: 해당 부분에서 판정 - 바: 3 | - 가: 7 - 나: 3 - 다: 4 - 라: 4 - 마: 해당 부분에서 판정 - 바: 3 | - 가: 7 - 나: 3 - 다: 4 - 라: 4 - 마: 해당 부분에서 판정 - 바: 3 | - 기흉             |      |
| - 256. 폐절제술을 한 경우 - 가. 기낭절제술·쐐기절제술 - 나. 폐소엽절제술 - 다. 폐엽절제술을 한 경우 또는 수술 후 폐기능 장애(수술 후 6개월이 지난 뒤 폐기능검사상 최대노력호흡령 또는 강제폐활량이 60% 미만인 경우를 말한다)가 있는 경우 - 라. 전폐절제술 | - 가: 3 - 나: 4 - 다: 5 - 라: 6 | - 가: 3 - 나: 4 - 다: 5 - 라: 6 | - 가: 3 - 나: 4 - 다: 5 - 라: 6 | ????               |      |
| - 257. 기관 및 기관지협착증 - 가. 현증 - 나. 경도(기관지내시경 등으로 치료가 가능한 경우) - 다. 단단문합술 이상의 수술을 요하거나 실시한 경우 - 라. 수술 후 재발하였거나 합병증이 발생한 경우 | - 가: 7 - 나: 4 - 다: 5 - 라: 6 | - 가: 7 - 나: 4 - 다: 5 - 라: 6 | - 가: 7 - 나: 4 - 다: 5 - 라: 6 | ????               |      |
| - 258. 흉곽출구 증후군 - 가. 물리치료 및 약물치료로 가능한 경우 - 나. 수술한 경우 - 다. 수술 후 합병증이 있는 경우(해당 부분에서 판정) | - 가: 3 - 나: 4 - 다: 해당 부분에서 판정 | - 가: 3 - 나: 4 - 다: 해당 부분에서 판정 | - 가: 3 - 나: 4 - 다: 해당 부분에서 판정 | ????               |      |
| - 259. 다한증(교감신경절제술 후의 상태를 말한다) - 가. 합병증이 없는 경우 - 나. 보상성 다한증 - 다. 합병증이 있는 경우(합병증에 따라 해당 부분에서 판정) | - 가: 1 - 나: 3 - 다: 해당 부분에서 판정 | - 가: 1 - 나: 3 - 다: 해당 부분에서 판정 | - 가: 1 - 나: 3 - 다: 해당 부분에서 판정 | ????               |      |
| - 260. 흉곽기형(선천성 또는 후천성) - 가. 단순 흉곽기형 - 나. 오목가슴(수술을 시행하지 않은 경우) - 1) CWCI<4.2이고, CWAI<1.2 - 2) 4.2≦CWCI<12.0 또는 1.2≦CWAI<1.4 - 3) CWCI≧12.0 또는 CWAI≧1.4 - 다. 오목가슴(너스수술을 시행한 경우) - 1) CWCI<3.4이고, CWAI<1.15 - 2) 3.4≦CWCI<8.0 또는 1.15≦CWAI<1.3 - 3) CWCI≧8.0 또는 CWAI≧1.3 - 라. 그 밖의 흉곽기형 - 1) 외관상 뚜렷한 불균형이 있으면서 폐기능 검사상 강제폐활량이 60% 이상 70% 미만인 경우 - 2) 외관상 뚜렷한 불균형이 있으면서 폐기능 검사상 강제폐활량이 60% 미만인 경우 - 마. 폴란드씨증후군(Poland's Syndrome) - 1) 대흉근 등의 흉곽근의 일부 결손 및 위축만 있는 경우 - 2) 대흉근 등의 흉곽근 결손이 50% 이상이면서 외관상 현저한 기형이 있는 경우 - 3) 흉벽 기능부전 등으로 흉곽 재건술을 받은 경우 - 4) 동반기형이나 합병증이 있는 경우(해당 부분에서 판정) - 바. 심초음파 검사상 심장기능 저하(구출률이 50% 이하인 경우를 말한다) - 사. 라비츠(Ravitch) 또는 와다(Wada) 수술한 경우 - 1) 수술 후에도 경과가 양호한 경우 - 2) 수술 후에도 CWCI≧8.0 또는 CWAI≧1.3이거나 그 밖에 심각한 흉곽 불안정성이 있는 경우 - 아. 너스수술을 받은 후, 바(Bar)를 제거하지 않은 경우 | - 가: 2 - 나 - 1): 3 - 2): 4 - 3): 5 - 다 - 1): 3 - 2): 4 - 3): 5 - 라 - 1): 4 - 2): 5 - 마 - 1): 2 - 2): 4 - 3): 5 - 4): 해당 부분에서 판정 - 바: 5 - 사 - 1): 4 - 2): 5 - 아: 7 | - 가: 2 - 나 - 1): 3 - 2): 4 - 3): 5 - 다 - 1): 3 - 2): 4 - 3): 5 - 라 - 1): 4 - 2): 5 - 마 - 1): 2 - 2): 4 - 3): 5 - 4): 해당 부분에서 판정 - 바: 5 - 사 - 1): 4 - 2): 5 - 아: 7 | - 가: 2 - 나 - 1): 3 - 2): 4 - 3): 5 - 다 - 1): 3 - 2): 4 - 3): 5 - 라 - 1): 4 - 2): 5 - 마 - 1): 2 - 2): 4 - 3): 5 - 4): 해당 부분에서 판정 - 바: 5 - 사 - 1): 4 - 2): 5 - 아: 7 | ????               |      |
| - 261. 횡격막 질환 또는 허니아 - 가. 수술이 필요하지 아니한 경우 - 나. 수술을 한 경우 - 1) 완치된 경우 - 2) 재발한 경우나 합병증이 있는 경우 | - 가: 3 - 나 - 1): 4 - 2): 5 | - 가: 3 - 나 - 1): 4 - 2): 5 | - 가: 3 - 나 - 1): 4 - 2): 5 | ????               |      |
| - 262. 흉부장기손상 후유증이나 이물질이 있는 경우 - 가. 치유된 경우(수술로 치료된 경우는 해당 부분에서 판정) - 나. 수술이 불가능한 경우 또는 재발한 경우 - 다. 수술 후 합병증 및 후유증이 있는 경우(해당 부분에서 판정) | - 가: 3 - 나: 5 - 다: 해당 부분에서 판정 | - 가: 3 - 나: 5 - 다: 해당 부분에서 판정 | - 가: 3 - 나: 5 - 다: 해당 부분에서 판정 | ????               |      |
| - 263. 흉곽손상(늑골골절·늑골절제·흉골골절 등) - 가. 보존적 치료만 한 경우 - 나. 보존적 치료 이상의 치료를 한 경우(수술 또는 기계호흡 이상의 치료를 포함) - 다. 수술 후 심각한 합병증이 발생한 경우 | - 가: 2 - 나: 4 - 다: 5 | - 가: 2 - 나: 4 - 다: 5 | - 가: 2 - 나: 4 - 다: 5 | ????               |      |
| - 264. 식도수술 - 가. 식도폐쇄증(기관지-식도 누공 동반 포함), 위식도역류, 이완불능증, 식도게실, 식도양성종양 등으로 수술한 경우 - 1) 합병증이 없는 경우 - 2) 합병증이 있는 경우(식도누출 등) - 나. 식도누공형성술 후 상태 - 다. 식도재건술을 한 경우 - 라. 악성종양 또는 정상적인 식사가 불가능한 식도협착인 경우 | - 가 - 1): 4 - 2): 5 - 나: 6 - 다: 6 - 라: 6 | - 가 - 1): 4 - 2): 5 - 나: 6 - 다: 6 - 라: 6 | - 가 - 1): 4 - 2): 5 - 나: 6 - 다: 6 - 라: 6 | ????               |      |
| - 265. 흉벽종양 또는 낭종(늑골종양을 포함) - 가. 양성종양 - 1) 수술로 치유된 경우 - 2) 수술 후 흉곽의 변형이 심하거나 병변으로 인한 호흡기 계통의 기능장애가 있는 합병증이 생긴 경우 - 나. 악성종양 | - 가 - 1): 3 - 2): 5 - 나: 6 | - 가 - 1): 3 - 2): 5 - 나: 6 | - 가 - 1): 3 - 2): 5 - 나: 6 | ????               |      |
| - 266. 종격동 종양 - 가. 양성종양 - 1) 수술을 요하는 경우 - 2) 수술 후 완치된 경우 또는 수술 하지 않고 1년간 종양의 크기가 변화하지 않는 경우 - 3) 재발한 경우 - 4) 합병증이나 후유증이 있는 경우(해당 부분에서 판정) - 나. 악성종양(수술 전 또는 수술 후에 항암치료한 경우도 동일하게 판정) | - 가 - 1): 7 - 2): 4 - 3): 5 - 4): 해당 부분에서 판정 - 나: 6 | - 가 - 1): 7 - 2): 4 - 3): 5 - 4): 해당 부분에서 판정 - 나: 6 | - 가 - 1): 7 - 2): 4 - 3): 5 - 4): 해당 부분에서 판정 - 나: 6 | ????               |      |
| - 267. 기관 및 폐내 종양 - 가. 양성종양 - 1) 수술이 필요하지 않은 경우 - 2) 수술이 필요한 경우로서 수술을 하지 않은 경우 - 3) 수술을 시행한 경우(제256호에 따라 판정) - 나. 악성종양 | - 가 - 1): 3 - 2): 4 - 3): 해당 부분에서 판정 - 나: 6 | - 가 - 1): 3 - 2): 4 - 3): 해당 부분에서 판정 - 나: 6 | - 가 - 1): 3 - 2): 4 - 3): 해당 부분에서 판정 - 나: 6 | - 폐암             |      |
| - 268. 심장질환 수술 - 가. 선천성 심장질환 - 1) 동맥관개존증 수술 후 후유증이 없는 경우 - 2) 단순 심기형 중 수술이나 시술을 받은 후 경과가 양호한 경우 - 3) 단순 심기형 중 수술이나 시술을 받은 후 심부전, 판막기능부전, 악성 부정맥, 폐동맥 고혈압, 잔존 심기형 등이 있는 경우나 복잡 심기형 중 수술을 받은 후 경과가 양호한 경우 - 4) 복잡 심기형 중 수술을 받은 후 심부전, 판막기능부전, 악성 부정맥, 폐동맥 고혈압, 잔존 심기형 등이 있거나 재수술이 필요한 경우 - 5) 심폐기를 이용한 개심술을 2회 이상 받은 경우나 수술 후 지속적인 항응고제 복용이 필요한 경우 - 나. 후천성 심장질환 - 1) 수술을 받은 후 경과가 양호한 경우 - 2) 수술을 받은 후 심부전, 판막기능부전, 악성 부정맥, 폐동맥 고혈압, 잔존 심기형 등이 있거나 재수술이 필요한 ㄱ여우 - 3) 심폐기를 이용한 개심술을 2회 이상 받은 경우나 수술 후 지속적인 항응고제 복용이 필요한 경우 - 다. 외상성 심장질환 - 1) 심폐기를 이용하지 아니한 상태로 수술한 경우 - 2) 심폐기를 이용하여 수술한 경우 - 3) 합병증이 있는 경우 | - 가 - 1): 3 - 2): 4 - 3): 5 - 4): 6 - 5): 6 - 나 - 1): 5 - 2): 6 - 3): 6 - 다 - 1): 5 - 2): 6 - 3): 6                                                                            | - 가 - 1): 3 - 2): 4 - 3): 5 - 4): 6 - 5): 6 - 나 - 1): 5 - 2): 6 - 3): 6 - 다 - 1): 5 - 2): 6 - 3): 6                                                                            | - 가 - 1): 3 - 2): 4 - 3): 5 - 4): 6 - 5): 6 - 나 - 1): 5 - 2): 6 - 3): 6 - 다 - 1): 5 - 2): 6 - 3): 6                                                                            | ????               |      |
| - 269. 심장종양 - 가. 양성 - 나. 악성 | - 가: 5 - 나: 6 | - 가: 5 - 나: 6 | - 가: 5 - 나: 6 | - 심장암           |      |
| - 270. 심장질환수술을 한 경우 - 가. 수술(조직검사·심낭루조성술 및 심낭종양 제거술 등) 후 경과가 양호한 경우 - 나. 심낭제거술 등의 수술 후 경과가 양호한 경우 - 다. 수술 후 심부전증, 제한성 심낭염 또는 심근경색 등의 합병증이 생긴 경우 | - 가: 4 - 나: 5 - 다: 6 | - 가: 4 - 나: 5 - 다: 6 | - 가: 4 - 나: 5 - 다: 6 | ?????              |      |
| - 271. 흉고가대혈관 질환 및 손상 - 가. 수술적 치료가 필요하지 않은 경우 - 나. 수술적 치료가 필요한 경우로서 수술 후 완치 또는 중재적 수술로 치유된 경우(인공혈관 이식을 포함) - 다. 수술 후 후유증이 있거나 재파열의 가능성이 있는 경우 - 라. 폐동맥 색전증 또는 폐동맥 고혈압을 동반한 경우 - 마. 동맥류 및 박리가 확진된 경우 - 바. 말판 증후군으로 확진된 경우 | - 가: 4 - 나: 5 - 다: 6 - 라: 6 - 마: 5 - 바: 5 | - 가: 4 - 나: 5 - 다: 6 - 라: 6 - 마: 5 - 바: 5 | - 가: 4 - 나: 5 - 다: 6 - 라: 6 - 마: 5 - 바: 5 | - 마르팡 증후군    |      |

#### 성형외과
| 검사규칙에 의한 질병 및 심신장애 | 평가등급                                                                                      | 평가등급                                                                                      | 평가등급                                                                                      | 해당질환 또는 장애 | 비고 |
| 검사규칙에 의한 질병 및 심신장애 | 병역                                                                                          | 전역                                                                                          | 전시                                                                                          | 해당질환 또는 장애 | 비고 |
| --- | --------------------------------------------------------------------------------------------- | --------------------------------------------------------------------------------------------- | --------------------------------------------------------------------------------------------- | ------------------ | ---- |
| - 272. 수지 접합술 후 상태(제192호부터 제194호까지 및 제196호부터 제198호까지를 준용하여 판정) | - 해당 부분에서 판정                                                                          | - 해당 부분에서 판정                                                                          | - 해당 부분에서 판정                                                                          | ????               |      |
| - 273. 연부조직 결손 - 가. 두피 - 1) 경도(일차적 봉합술로 회복가능한 경우 또는 국소피판술 및 피부확장기 사용으로 회복이 가능한 경우 - 2) 중등도(국소피판술로 회복된 경우) - 3) 고도(원위피판술 및 유리피판술로 회복되고, 탈모·추형 또는 감각이상 등이 있는 경우) - 나. 안면부 및 경부 - 1) 경도 - 2) 중등도 이상(피판술 시행 후 추형·기능장애가 유발된 경우) - 다. 수지부·족부 및 관절 부위(기능장애는 정형외과 부분에서 판정) - 1) 경도 - 2) 중등도[피판술로 회복되고, 피판의 크기가 수(족)장부나 수(족)배부 면적의 1/3 이상인 경우] - 3) 고도(피판술로 회복되었으나 감각이 없고, 파지 및 보행장애가 있는 경우) - 가) 중고도(피판술로 회복이 되었으나 감각능력이 떨어지고, 파지 또는 보행장애가 있으나 그 정도가 경한 경우) - 나) 고도(피판술로 회복이 되었으나 감각능력이 떨어지고, 파지 또는 보행장애의 정도가 중한 경우를 말한다. 이 경우 정형외과와 협의하여 판정) - 라. 그 밖의 부위<2015년 1월 21일 삭제>                                                                             | - 가 - 1): 1 - 2): 2 - 3): 5 - 나 - 1): 2 - 2): 5 - 다 - 1): 3 - 2): 4 - 3) - 가): 5 - 나): 6 | - 가 - 1): 1 - 2): 2 - 3): 5 - 나 - 1): 2 - 2): 5 - 다 - 1): 3 - 2): 4 - 3) - 가): 5 - 나): 6 | - 가 - 1): 1 - 2): 2 - 3): 5 - 나 - 1): 2 - 2): 5 - 다 - 1): 3 - 2): 4 - 3) - 가): 5 - 나): 6 | ????               |      |
| - 273. 연부조직 결손 - 가. 두피 - 1) 경도(일차적 봉합술로 회복가능한 경우 또는 국소피판술 및 피부확장기 사용으로 회복이 가능한 경우 - 2) 중등도(국소피판술로 회복된 경우) - 3) 고도(원위피판술 및 유리피판술로 회복되고, 탈모·추형 또는 감각이상 등이 있는 경우) - 나. 안면부 및 경부 - 1) 경도 - 2) 중등도 이상(피판술 시행 후 추형·기능장애가 유발된 경우) - 다. 수지부·족부 및 관절 부위(기능장애는 정형외과 부분에서 판정) - 1) 경도 - 2) 중등도[피판술로 회복되고, 피판의 크기가 수(족)장부나 수(족)배부 면적의 1/3 이상인 경우] - 3) 고도(피판술로 회복되었으나 감각이 없고, 파지 및 보행장애가 있는 경우) - 가) 중고도(피판술로 회복이 되었으나 감각능력이 떨어지고, 파지 또는 보행장애가 있으나 그 정도가 경한 경우) - 나) 고도(피판술로 회복이 되었으나 감각능력이 떨어지고, 파지 또는 보행장애의 정도가 중한 경우를 말한다. 이 경우 정형외과와 협의하여 판정) - 라. 그 밖의 부위<2015년 1월 21일 삭제>                                                                             | - 라: (삭제)                                                                                  |                                                                                               |                                                                                               | ????               |      |
| - 274. 각종 피부질환·화상·외상 등에 의한 추형[피부 공여부(공여부 부위와는 상관없다)는 추형면적 계산에 추가한다] - 가. 악안면부 및 경부 - 1) 경도(중등도 이상이 아닌 경우 - 2) 중등도 이상(윗눈꺼풀, 아랫눈꺼풀, 윗입술, 아랫입술 또는 귓바퀴 등의 추형으로 다른 사람에게 불쾌감을 주는 경우) - 3) 고도 - 가) 안면 1/3 이상의 추형이 있는 경우 - 나) 안면 1/2 이상의 추형이 있는 경우 - 나. 수부·족부 및 관절부위(기능장애는 정형외과 부분에서 판정) - 1) 경도(중등도 또는 고도가 아닌 경우) - 2) 중등도(비후, 균열 또는 구축이 있는 경우) - 3) 고도(파지 및 보행장애가 있는 경우) - 4) 구축으로 치료가 필요한 경우 - 다. 그 밖의 부위의 추형 - 1) 경도 - 2) 중등도(기능장애는 정형외과에서 판정) - 주: - 가) 비후 또는 구축성 반흔의 크기가 5% 이상 10% 미만에 해당되는 경우 - 나) 색소성 병변의 크기가 30% 이상 50% 미만에 해당되는 경우 - 3) 고도(기능장애를 포함) - 주: - 가) 비후 또는 구축성 반흔의 크기가 10% 이상에 해당되는 경우 - 나) 색소성 병변의 크기가 50% 이상에 해당되는 경우 | - 가 - 1): 2 - 2): 4 - 3) - 가): 5 - 나): 6 - 나 - 1): 2 - 2): 4 - 3): 6 - 4): 7              | - 가 - 1): 2 - 2): 4 - 3) - 가): 5 - 나): 6 - 나 - 1): 2 - 2): 4 - 3): 6 - 4): 7              | - 가 - 1): 1 - 2): 3 - 3) - 가): 4 - 나): 5 - 나 - 1): 1 - 2): 3 - 3): 5 - 4): 7              | ????               |      |
| - 274. 각종 피부질환·화상·외상 등에 의한 추형[피부 공여부(공여부 부위와는 상관없다)는 추형면적 계산에 추가한다] - 가. 악안면부 및 경부 - 1) 경도(중등도 이상이 아닌 경우 - 2) 중등도 이상(윗눈꺼풀, 아랫눈꺼풀, 윗입술, 아랫입술 또는 귓바퀴 등의 추형으로 다른 사람에게 불쾌감을 주는 경우) - 3) 고도 - 가) 안면 1/3 이상의 추형이 있는 경우 - 나) 안면 1/2 이상의 추형이 있는 경우 - 나. 수부·족부 및 관절부위(기능장애는 정형외과 부분에서 판정) - 1) 경도(중등도 또는 고도가 아닌 경우) - 2) 중등도(비후, 균열 또는 구축이 있는 경우) - 3) 고도(파지 및 보행장애가 있는 경우) - 4) 구축으로 치료가 필요한 경우 - 다. 그 밖의 부위의 추형 - 1) 경도 - 2) 중등도(기능장애는 정형외과에서 판정) - 주: - 가) 비후 또는 구축성 반흔의 크기가 5% 이상 10% 미만에 해당되는 경우 - 나) 색소성 병변의 크기가 30% 이상 50% 미만에 해당되는 경우 - 3) 고도(기능장애를 포함) - 주: - 가) 비후 또는 구축성 반흔의 크기가 10% 이상에 해당되는 경우 - 나) 색소성 병변의 크기가 50% 이상에 해당되는 경우 | - 다 - 1): 1 - 2): 4 - 3): 5                                                                  |                                                                                               |                                                                                               | ????               |      |

#### 안과
| 검사규칙에 의한 질병 및 심신장애 | 평가등급 | 평가등급 | 평가등급 | 해당질환 또는 장애 | 비고 |
| 검사규칙에 의한 질병 및 심신장애 | 병역 | 전역 | 전시 | 해당질환 또는 장애 | 비고 |
| --- | --- | --- | --- | ------------------ | ---- |
| - 275. 망막염 또는 망막출혈 - 가. 현증인 경우 - 나. 합병증 또는 후유증이 있는 경우(제285호에서 판정) | - 가: 7 - 나: 해당 부분에서 판정                                                                                                | - 가: 7 - 나: 해당 부분에서 판정                                                                                                | - 가: 7 - 나: 해당 부분에서 판정                                                                                                | ????               |      |
| - 276. 망막박리(과거력이 있는 경우를 포함한다. 다만, 주변부 망막박리로 레이저치료를 한 경우에는 망막변성에 준하여 판정한다) - 주: 레이저치료나 가스 주입술은 망박박리 수술에서 제외한다. - 가. 현증 - 나. 치료 후 합병증이 없는 경우 - 다. 단안 망막박리수술 후 재발한 경우 또는 단안 망막박리수술 후 망막박리가 3개월 이상 지속되는 경우 - 라. 양안 망막박리수술을 한 경우 - 마. 망막박리 및 망막박리수술로 인한 합병증으로 2회 이상 수술한 경우(망막전막벗김술, 실리콘 기름제거술, 백내장 수술 및 단순시술 제외) - 바. 시력장애 후유증이 있는 경우(해당 부분에서 판정) | - 가: 7 - 나: 4 - 다: 5 - 라: 5 - 마: 5 - 바: 해당 부분에서 판정                                                                | - 가: 7 - 나: 4 - 다: 5 - 라: 5 - 마: 5 - 바: 해당 부분에서 판정                                                                | - 가: 7 - 나: 4 - 다: 5 - 라: 5 - 마: 5 - 바: 해당 부분에서 판정                                                                | ????               |      |
| - 277. 망막변성 - 주: 전체 망막에 대한 면적 비율로 판정 - 가. 망막적도부위를 넘어서지 아니하는 부분적 변성 - 나. 망막적도부를 넘어선 부분의 부분적 망막의 변성(1/4 미만) - 다. 망막적도부를 넘어선 부분의 망막의 변성(1/4 이상 1/2 미만) - 라. 망막적도부를 넘어선 부분의 전반적 망막의 변성(1/2 이상) - 마. 황반부를 포함한 후극부 변성(비녹내장성 시야장애 또는 시력장애 부분에서 판정) | - 가: 2 - 나: 3 - 다: 4 - 라: 5                                                                                                 | - 가: 2 - 나: 3 - 다: 4 - 라: 5                                                                                                 | - 가: 2 - 나: 3 - 다: 4 - 라: 5                                                                                                 | ?????              |      |
| - 277. 망막변성 - 주: 전체 망막에 대한 면적 비율로 판정 - 가. 망막적도부위를 넘어서지 아니하는 부분적 변성 - 나. 망막적도부를 넘어선 부분의 부분적 망막의 변성(1/4 미만) - 다. 망막적도부를 넘어선 부분의 망막의 변성(1/4 이상 1/2 미만) - 라. 망막적도부를 넘어선 부분의 전반적 망막의 변성(1/2 이상) - 마. 황반부를 포함한 후극부 변성(비녹내장성 시야장애 또는 시력장애 부분에서 판정) | - 마: 해당 부분에서 판정 | | | ?????              |      |
| - 278. 망막 이영양증 - 주: 망막전위도검사상 현저한 이상이 있는 경우를 말함 | - 5 | - 5 | - 5 | ????               |      |
| - 279. 황반변성 또는 황반원공(제285호에서 판정) | - 제285호에서 판정 | - 제285호에서 판정 | - 제285호에서 판정 | ????               |      |
| - 280. 포도막염 - 가. 급성 - 1) 현증 - 2) 치료 후 상태가 양호한 경우 - 나. 만성(3개월 이상 지속된 경우)적이거나 연 4회 이상 재발한 적이 있는 경우 - 다. 불완전형 베체트씨병으로 폐쇄성 망막혈관병증이 확인된 경우 - 라. 합병증 또는 후유증이 있는 경우(해당 부분에서 판정) | - 가 - 1): 7 - 2): 1 | - 가 - 1): 7 - 2): 1 | - 가 - 1): 7 - 2): 1 | - 포도막염         |      |
| - 280. 포도막염 - 가. 급성 - 1) 현증 - 2) 치료 후 상태가 양호한 경우 - 나. 만성(3개월 이상 지속된 경우)적이거나 연 4회 이상 재발한 적이 있는 경우 - 다. 불완전형 베체트씨병으로 폐쇄성 망막혈관병증이 확인된 경우 - 라. 합병증 또는 후유증이 있는 경우(해당 부분에서 판정) | - 나: 4 | - 나: 4 | - 나: 3 | - 포도막염         |      |
| - 280. 포도막염 - 가. 급성 - 1) 현증 - 2) 치료 후 상태가 양호한 경우 - 나. 만성(3개월 이상 지속된 경우)적이거나 연 4회 이상 재발한 적이 있는 경우 - 다. 불완전형 베체트씨병으로 폐쇄성 망막혈관병증이 확인된 경우 - 라. 합병증 또는 후유증이 있는 경우(해당 부분에서 판정) | - 다: 5 - 라: 해당 부분에서 판정                                                                                                | | | - 포도막염         |      |
| - 281. 전방출혈 - 가. 현증 - 나. 치료 후 상태가 양호한 경우 | - 가: 7 - 나: 1 | - 가: 7 - 나: 1 | - 가: 7 - 나: 1 | ????               |      |
| - 282. 유리체 이상 - 가. 유리체 출혈·유리체 혼탁 - 1) 일시적 - 2) 치료 후 상태가 양호한 경우 - 3) 영구적(시력 및 예후 부분에 따라 판정) - 나. 유리체 전절제술을 한 경우 - 1) 외상성 안구파열로 인해 수술을 시행한 경우 - 2) 그 외의 경우(수술 후 3개월 이상 경과 후 시력장애 부분에서 판정) | - 가 - 1): 7 - 2): 1 - 3): 해당 부분에서 판정 - 나 - 1): 5 - 2) 해당 부분에서 판정 - 다: 해당 부분에서 판정                     | - 가 - 1): 7 - 2): 1 - 3): 해당 부분에서 판정 - 나 - 1): 5 - 2) 해당 부분에서 판정 - 다: 해당 부분에서 판정                     | - 가 - 1): 7 - 2): 1 - 3): 해당 부분에서 판정 - 나 - 1): 5 - 2) 해당 부분에서 판정 - 다: 해당 부분에서 판정                     | ????               |      |
| - 283. 녹내장 - 가. 고안압증(시야 장애와 시신경 변화가 없는 경우) - 1) 치료경력이 없거나 추적관찰기간이 3개월 미만인 경우 - 2) 치료경력이 있고, 추적관찰기간이 3개월 이상인 경우 - 나. 시야 장애 전 녹내장(시야 장애는 없으나 시신경 유두부나 시신경 유두 주위 망막신경섬유층 촬영을 2개월 이상의 간격으로 3회 촬영한 결과 병변이 진행 중이거나 일관된 이상 소견이 확인된 경우) - 다. 시신경 유두부나 시신경 유두 주위 망막신경섬유층에 녹내장성 변화가 있으면서 이에 합당한 시야 이상이 동반된 다음과 같은 녹내장의 경우 - 주1: 중심 시야 검사(Central 30 - 2 또는 24 - 2 V/F test)를 2개월 간격으로 3회 이상 시행하여 녹내장성 시야 장애가 진행 중이거나 일관된 녹내장 시야 장애를 보이는 것으로 확인된 경우 - 주2: 중심 시야 검사(2주 이상의 간격으로 3회 이상)에서 녹내장성 시야장애를 보이고 이와 일치되는 시신경의 손상이 객관적으로 증명되는 경우(현역병으로 복무 중인 경우로 한정함) - 라. 녹내장 수술을 한 경우 - 1) 레이저수술이나 홍체절제술의 경우 - 2) 섬유주절제술이나 밸브삽입술의 경우(심부공막절개술과 섬유주절개술을 시행한 경우를 포함) | - 가 - 1): 7 - 2): 3 - 나: 3 - 다: 5 - 라 - 1): 3 - 2): 5                                                                       | - 가 - 1): 7 - 2): 3 - 나: 3 - 다: 5 - 라 - 1): 3 - 2): 5                                                                       | - 가 - 1): 7 - 2): 3 - 나: 3 - 다: 5 - 라 - 1): 3 - 2): 5                                                                       | - 녹내장           |      |
| - 284. 비녹내장성 시야장애(녹내장 외의 질환으로 발생한 시야장애를 말함) - 주: 중심시야검사를 2개월 간격으로 3회 이상 시행하여 가목과 나목 중 어느 하나가 일관되게 측정된 경우에 한정한다. - 가. 중심시야 30˚ 이내에 1/4맹 미만의 경우 - 나. 중심시야 30˚ 이내에 1/4맹 이상의 경우 - 다. 두 눈의 시야가 각각 주시점에서 10˚ 이하로 남은 경우 | - 가: 4 | - 가: 4 | - 가: 3 | ?????              |      |
| - 284. 비녹내장성 시야장애(녹내장 외의 질환으로 발생한 시야장애를 말함) - 주: 중심시야검사를 2개월 간격으로 3회 이상 시행하여 가목과 나목 중 어느 하나가 일관되게 측정된 경우에 한정한다. - 가. 중심시야 30˚ 이내에 1/4맹 미만의 경우 - 나. 중심시야 30˚ 이내에 1/4맹 이상의 경우 - 다. 두 눈의 시야가 각각 주시점에서 10˚ 이하로 남은 경우 | - 나: 5 - 다: 5 | | | ?????              |      |
| - 285. 시력장애 - 주1: 최대 교정시력으로 판정하고, 의사의 객관적 소견을 첨부한 경우에 한한다. - 주2: 약시와 관련된 자료는 16세 이전까지의 기록을 말한다. - 가. 한 눈의 시력이 0.6 이하(≤0.6) - 나. 한 눈의 시력이 0.1 이하(≤0.1) - 다. 좋은 눈의 시력이 0.2 이하 | - 가: 4 - 나: 5 - 다: 5 | - 가: 4 - 나: 5 - 다: 5 | - 가: 4 - 나: 5 - 다: 5 | ?????              |      |
| - 286. 굴절이상 - 주1: 근시·원시는 난시의 평균 구면 대응치를 적용 - 주2: 판정은 병무청 또는 군 병원에서 측정한 값을 기준으로 한다. - 주3: 굴절률을 변화시키기 위한 모든 시술 및 처치(굴절교정수술, 안내렌즈 삽입술 및 드림렌즈 등)를 한 경우 3개월 경과 후 판정 할 수 있다. - 가. 근시 - 1) 0 이상 ~ -5.00D 미만 - 2) -5.00D 이상 ~ -8.00D 미만 - 3) -8.00D 이상 ~ -11.00D 미만 - 4) -11.00D 이상 - 나. 원시 - 1) 0 이상 ~ +1.75D 미만 - 2) +1.75D 이상 ~ +2.50D 미만 - 3) +2.50D 이상 ~ +4.00D 미만 - 4) +4.00D 이상 - 다. 난시 - 1) 수평 수직 굴절률의 차이가 3.00D 미만 - 2) 수평 수직 굴절률의 차이가 3.00D 이상 ~ 5.00D 미만 - 3) 수평 수직 굴절률의 차이가 5.00D 이상 - 라. 굴절 이상에 따른 시력 장애 및 망막 이상(해당 부분에서 판정) | - 가 - 1): 1 - 2): 2 - 3): 3 - 4): 4 - 나 - 1): 1 - 2): 2 - 3): 3 - 4): 4 - 다 - 1): 1 - 2): 3 - 3): 4 - 라: 해당 부분에서 판정 | - 가 - 1): 1 - 2): 2 - 3): 3 - 4): 4 - 나 - 1): 1 - 2): 2 - 3): 3 - 4): 4 - 다 - 1): 1 - 2): 3 - 3): 4 - 라: 해당 부분에서 판정 | - 가 - 1): 1 - 2): 2 - 3): 3 - 4): 4 - 나 - 1): 1 - 2): 2 - 3): 3 - 4): 4 - 다 - 1): 1 - 2): 3 - 3): 4 - 라: 해당 부분에서 판정 | ?????              |      |
| - 287. 부동시 - 주1: 난시가 합병된 경우에는 평균 구면 대응치를 적용(판정은 병무청 또는 군 병원에서 측정한 값을 기준으로 한다) - 주2: 가목에 해당하는 사람은 두 눈의 치료가 모두 끝나고나서 판정하고, 한쪽 눈을 시술한 후 일정개간(6개월)이 지나고 나서 반대편을 시술하지 않은 때에는 시술하지 않은 눈을 굴절이상 항목에서 판정 - 가. 굴절 이상을 치료할 목적으로 한쪽 눈을 시술하여 부동시가 생긴 경우 - 나. 2.00D ~ 5.00D 미만 - 다. 5.00D 이상 | - 가: 7 - 나: 3 - 다: 4 | - 가: 7 - 나: 3 - 다: 4 | - 가: 7 - 나: 3 - 다: 4 | - 부동시           |      |
| - 288. 각막염 및 각막궤양 - 가. 현증 - 나. 치료 후 상태가 양호한 경우 - 다. 6개월 이상 실 모양 각막염이 지속되는 경우 | - 가: 7 - 나: 1 - 다: 4 | - 가: 7 - 나: 1 - 다: 4 | - 가: 7 - 나: 1 - 다: 4 | - 각막염           |      |
| - 289. 각막반흔 또는 혼탁 - 가. 질환·수술·외상 등으로 인한 일시적인 각막혼탁 - 나. 시력장애가 없는 경우 - 다. 시력장애가 있는 경우 | - 가: 7 | - 가: 7 | - 가: 7 | ????               |      |
| - 289. 각막반흔 또는 혼탁 - 가. 질환·수술·외상 등으로 인한 일시적인 각막혼탁 - 나. 시력장애가 없는 경우 - 다. 시력장애가 있는 경우 | - 나: 2 | - 나: 2 | - 나: 2 | ????               |      |
| - 289. 각막반흔 또는 혼탁 - 가. 질환·수술·외상 등으로 인한 일시적인 각막혼탁 - 나. 시력장애가 없는 경우 - 다. 시력장애가 있는 경우 | - 다: 해당 부분에서 판정 | | | ????               |      |
| - 290. 각막이식 - 가. 전층 - 나. 부분층 각막이식 - 1) 부분층 각막이식을 받은 경우 - 2) 부분층 각막이식 후 3개월 이상 경과 후 교정시력이 0.6 이하인 경우 | - 가: 5 - 나 - 1): 4 - 2): 5 | - 가: 5 - 나 - 1): 4 - 2): 5 | - 가: 5 - 나 - 1): 4 - 2): 5 | ????               |      |
| - 291. 원추각막 - 주1: 세극등 검사와 각막지형도를 포함한 객관적 검사에서 원추 각막이 확인되어야 하고, 일정기간 지속적인 시력 장애와 원추각막의 진행 정도를 확인한 후 판정 - 주2: 콘택트렌즈를 1개월 이상 착용하지 않고 측정한 안경교정시력 및 굴절검사에 따라 제285호 또는 제286호를 적용하여 판정 - 가. 원추각막 교정술을 시행한 경우 | - 가: 4 | - 가: 4 | - 가: 4 | ????               |      |
| - 292. 결막염 - 가. 급성 결막염(현증) - 1) 2주 미만의 치료가 필요한 경우(치료 후 상태가 양호한 경우를 포함) - 2) 2주 이상의 치료가 필요하거나 입영신체검사 시 전염성 결막염인 경우 - 나. 만성 결막염(알레르기성 결막염·춘계 결막염 등) - 1) 경도 - 2) 중등도(월 2회 이상 발생하거나 연중 3개월 이상 지속되는 때) - 다. 안구건조증(합병증이 있는 경우에는 해당 부분에서 판정) | - 가 - 1): 1 - 2): 7 - 나 - 1): 1 - 2): 2 - 다: 해당 부분에서 판정                                                              | - 가 - 1): 1 - 2): 7 - 나 - 1): 1 - 2): 2 - 다: 해당 부분에서 판정                                                              | - 가 - 1): 1 - 2): 7 - 나 - 1): 1 - 2): 2 - 다: 해당 부분에서 판정                                                              | ????               |      |
| - 293. 익상편 - 가. 시력장애가 없는 경우 - 나. 시력장애가 있거나 안구운동장애가 있는 경우(수술 후 상태를 기준으로 하여 해당 부분에서 판정) | - 가: 2 | - 가: 2 | - 가: 1 | - 익상편           |      |
| - 293. 익상편 - 가. 시력장애가 없는 경우 - 나. 시력장애가 있거나 안구운동장애가 있는 경우(수술 후 상태를 기준으로 하여 해당 부분에서 판정) | - 나: 해당 부분에서 판정 | | | - 익상편           |      |
| - 294. 눈꺼풀처짐(중등 근무력증에 의한 것은 제외) - 가. 현증 - 나. 6개월 이상 눈꺼풀처짐이 지속하는 경우 - 1) 시력장애가 없는 경우(눈꺼풀각막반사거리) - 가) 경도(정면을 주시할 때 동공을 완전히 가리지 아니하는 경우) - 나) 중등도(정면을 주시할 때 동공을 완전히 가리나 시력장애가 없는 경우) - 2) 시력장애가 있거나 안구운동장애가 있는 경우(해당 부분에서 판정) | - 가: 7 | - 가: 7 | - 가: 7 | ?????              |      |
| - 294. 눈꺼풀처짐(중등 근무력증에 의한 것은 제외) - 가. 현증 - 나. 6개월 이상 눈꺼풀처짐이 지속하는 경우 - 1) 시력장애가 없는 경우(눈꺼풀각막반사거리) - 가) 경도(정면을 주시할 때 동공을 완전히 가리지 아니하는 경우) - 나) 중등도(정면을 주시할 때 동공을 완전히 가리나 시력장애가 없는 경우) - 2) 시력장애가 있거나 안구운동장애가 있는 경우(해당 부분에서 판정) | - 나 - 1) - 가): 2 - 나): 4 - 2): 해당 부분에서 판정                                                                            | - 나 - 1) - 가): 2 - 나): 4 - 2): 해당 부분에서 판정                                                                            | - 나 - 1) - 가): 2 - 나): 3 - 2): 해당 부분에서 판정                                                                            | ?????              |      |
| - 295. 속눈썹증·눈꺼풀속말림 또는 눈꺼풀겉말림 - 가. 합병증이 없는 경우 - 나. 합병증이 있는 경우(해당 부분에서 판정) | - 가: 2 | - 가: 2 | - 가: 1 | ?????              |      |
| - 295. 속눈썹증·눈꺼풀속말림 또는 눈꺼풀겉말림 - 가. 합병증이 없는 경우 - 나. 합병증이 있는 경우(해당 부분에서 판정) | - 나: 해당 부분에서 판정 | | | ?????              |      |
| - 296. 눈꺼풀조직의 선천적인 이상, 결손 또는 반흔 등으로 눈꺼풀이 안구를 충분이 보호하지 못하여 합병증을 유발한 경우(해당 부분에서 판정) | - 해당 부분에서 판정 | - 해당 부분에서 판정 | - 해당 부분에서 판정 | ????               |      |
| - 297. 비루관 협착 - 가. 누낭비강 문합술 - 1) 기능을 하는 경우 - 2) 기능을 못하는 경우 - 나. 비루관 폐쇄(DCG 상 확인된 경우) | - 가 - 1): 3 - 2): 4 | - 가 - 1): 3 - 2): 4 | - 가 - 1): 2 - 2): 4 | ?????              |      |
| - 297. 비루관 협착 - 가. 누낭비강 문합술 - 1) 기능을 하는 경우 - 2) 기능을 못하는 경우 - 나. 비루관 폐쇄(DCG 상 확인된 경우) | - 나: 4 | | | ?????              |      |
| - 298. 누낭염 - 가. 급성 - 1) 현증 - 2) 치료 후 상태가 양호한 경우 - 나. 만성 | - 가 - 1): 7 - 2): 7 - 나: 4 | - 가 - 1): 7 - 2): 7 - 나: 4 | - 가 - 1): 7 - 2): 7 - 나: 4 | ????               |      |
| - 299. 안구돌출 - 가. 합병증이 없는 경우 - 나. 합병증이 있는 경우(시력 및 예후 부분에 따라 판정) | - 가: 3 - 나: 해당 부분에서 판정                                                                                                | - 가: 3 - 나: 해당 부분에서 판정                                                                                                | - 가: 3 - 나: 해당 부분에서 판정                                                                                                | ????               |      |
| - 300. 안구함몰 - 가. 양안차가 3mm 미만 - 나. 양안차가 3mm 이상 - 다. 양안차가 3mm 이상이며 안와파열골절 등으로 안구함몰이 발생한 경우 견인검사상 양성이고 복시가 중심 시야 30˚이내에 있는 경우 | - 가: 2 | - 가: 2 | - 가: 1 | ?????              |      |
| - 300. 안구함몰 - 가. 양안차가 3mm 미만 - 나. 양안차가 3mm 이상 - 다. 양안차가 3mm 이상이며 안와파열골절 등으로 안구함몰이 발생한 경우 견인검사상 양성이고 복시가 중심 시야 30˚이내에 있는 경우 | - 나: 3 - 다: 5 | | | ?????              |      |
| - 301. 시신경염 - 가. 현증 - 나. 치료 후 상태가 양호한 경우 - 다. 시력장애 등 합병증이 있는 경우(해당 부분에서 판정) | - 가: 7 - 나: 1 - 다: 해당 부분에서 판정                                                                                        | - 가: 7 - 나: 1 - 다: 해당 부분에서 판정                                                                                        | - 가: 7 - 나: 1 - 다: 해당 부분에서 판정                                                                                        | ????               |      |
| - 302. 시신경위축(시력 및 시야장애 부분에서 판정) | - 해당 부분에서 판정 | - 해당 부분에서 판정 | - 해당 부분에서 판정 | ????               |      |
| - 303. 사위 및 사시 - 가. 사위 - 1) 20프리즘 미만 - 2) 20프리즘 이상 - 나. 수평사시 - 1) 10프리즘 미만 - 2) 10프리즘 이상 20프리즘 미만 - 3) 20프리즘 이상 50프리즘 미만 - 4) 50프리즘 이상 - 다. 수직사시 - 1) 6프리즘 이상 15프리즘 미만 - 2) 15프리즘 이상 - 라. 중심 외 주시(제285호에서 판정) | - 가 - 1): 1 - 2): 2 - 나 - 1): 1 - 2): 2 - 3): 3 - 4): 4                                                                       | - 가 - 1): 1 - 2): 2 - 나 - 1): 1 - 2): 2 - 3): 3 - 4): 4                                                                       | - 가 - 1): 1 - 2): 2 - 나 - 1): 1 - 2): 2 - 3): 3 - 4): 4                                                                       | - 사시             |      |
| - 303. 사위 및 사시 - 가. 사위 - 1) 20프리즘 미만 - 2) 20프리즘 이상 - 나. 수평사시 - 1) 10프리즘 미만 - 2) 10프리즘 이상 20프리즘 미만 - 3) 20프리즘 이상 50프리즘 미만 - 4) 50프리즘 이상 - 다. 수직사시 - 1) 6프리즘 이상 15프리즘 미만 - 2) 15프리즘 이상 - 라. 중심 외 주시(제285호에서 판정) | - 다 - 1): 3 - 2): 5 | - 다 - 1): 3 - 2): 5 | - 다 - 1): 3 - 2): 4 | - 사시             |      |
| - 303. 사위 및 사시 - 가. 사위 - 1) 20프리즘 미만 - 2) 20프리즘 이상 - 나. 수평사시 - 1) 10프리즘 미만 - 2) 10프리즘 이상 20프리즘 미만 - 3) 20프리즘 이상 50프리즘 미만 - 4) 50프리즘 이상 - 다. 수직사시 - 1) 6프리즘 이상 15프리즘 미만 - 2) 15프리즘 이상 - 라. 중심 외 주시(제285호에서 판정) | - 라: 해당 부분에서 판정 | | | - 사시             |      |
| - 304. 안구운동장애 - 주1: 2개월 간격으로 3회 이상 시행한 복시시야검사(Goldmann 수동시야검사계 등)에서 객관적인 안구운동장애와 일치하는 경우에 한한다. 이 경우 과주시로 인한 운동장애는 제외한다.) - 주2: 2개월 간격으로 3회 이상 시행한 Hess Screen 검사 또는 Lancaster 검사 등 객관적 검사에서 안구운동장애가 확인된 경우에 한한다. - 주3: 주1과 주2를 모두 충족하여야 한다. - 가. 일시적 - 1) 현증 - 2) 치료 후 상태가 양호한 경우 - 나. 영구적(6개월 이상인 경우) - 1) 정면과 하방주시를 제외한 주시 방향에서의 안구운동장애 또는 복시 - 2) 정면주시 또는 하방주시 시 복시 | - 가 - 1): 7 - 2): 1 | - 가 - 1): 7 - 2): 1 | - 가 - 1): 7 - 2): 1 | ?????              |      |
| - 304. 안구운동장애 - 주1: 2개월 간격으로 3회 이상 시행한 복시시야검사(Goldmann 수동시야검사계 등)에서 객관적인 안구운동장애와 일치하는 경우에 한한다. 이 경우 과주시로 인한 운동장애는 제외한다.) - 주2: 2개월 간격으로 3회 이상 시행한 Hess Screen 검사 또는 Lancaster 검사 등 객관적 검사에서 안구운동장애가 확인된 경우에 한한다. - 주3: 주1과 주2를 모두 충족하여야 한다. - 가. 일시적 - 1) 현증 - 2) 치료 후 상태가 양호한 경우 - 나. 영구적(6개월 이상인 경우) - 1) 정면과 하방주시를 제외한 주시 방향에서의 안구운동장애 또는 복시 - 2) 정면주시 또는 하방주시 시 복시 | - 나 - 1): 4 - 2): 5 | - 나 - 1): 4 - 2): 5 | - 다 - 1): 3 - 2): 4 | ?????              |      |
| - 305. 동공운동장애 - 가. 일시적 - 1) 현증 - 2) 치료 후 상태가 양호한 경우 - 나. 영구적 - 1) 3개월 이상 동공운동장애가 지속되는 경우 - 2) 홍채의 선천성 결손, 외상 또는 수술 등에 의해 1/3 이상, 2/3 미만의 홍채 손실이 발생한 경우 - 3) 홍채의 선천성 결손, 외상 또는 수술 등에 의해 2/3 이상의 홍채 손실이 발생한 경우 | - 가 - 1): 7 - 2): 1 - 나 - 1): 4 - 2): 5 - 3): 5                                                                               | - 가 - 1): 7 - 2): 1 - 나 - 1): 4 - 2): 5 - 3): 5                                                                               | - 가 - 1): 7 - 2): 1 - 나 - 1): 4 - 2): 5 - 3): 5                                                                               | ????               |      |
| - 306. 공막염 - 가. 현증 - 나. 치료 후 상태가 양호한 경우 | - 가: 7 - 나: 1 | - 가: 7 - 나: 1 | - 가: 7 - 나: 1 | ????               |      |
| - 307. 공막천공 또는 공막연화증(시력 및 예후에 따라 판정) | - 예후에 따라 판정 | - 예후에 따라 판정 | - 예후에 따라 판정 | ????               |      |
| - 308. 수정체 편위(제285호에서 판정) | - 해당 부분에서 판정 | - 해당 부분에서 판정 | - 해당 부분에서 판정 | ????               |      |
| - 309. 무수정체안 또는 인공수정체안 - 가. 유수정체안의 안내 렌즈 삽입술 경우 - 나. 단안 인공수정체안 - 1) 시력장애가 없는 경우 - 2) 시력장애가 있는 경우(제285호에서 판정) - 다. 양안 인공수정체안 - 라. 무수정체안 | - 가: 3 - 나 - 1): 4 - 2): 해당 부분에서 판정 - 다: 5 - 라: 5                                                                   | - 가: 3 - 나 - 1): 4 - 2): 해당 부분에서 판정 - 다: 5 - 라: 5                                                                   | - 가: 3 - 나 - 1): 4 - 2): 해당 부분에서 판정 - 다: 5 - 라: 5                                                                   | ????               |      |
| - 310. 안구진탕 | - 가. 잠복 안진의 경우 - 나. 현성 안진의 경우 - 다. 시력장애가 있는 경우(제285호에서 판정)                                      | - 가. 잠복 안진의 경우 - 나. 현성 안진의 경우 - 다. 시력장애가 있는 경우(제285호에서 판정)                                      | - 가. 잠복 안진의 경우 - 나. 현성 안진의 경우 - 다. 시력장애가 있는 경우(제285호에서 판정)                                      | ????               |      |
| - 311. 조절장애 - 가. 일시적 - 1) 현증 - 2) 치료 후 상태가 양호한 경우 - 나. 영구적(6개월 이상 지속되어 회복이 불가능한 경우) - 1) 해부학적 또는 신경학적 원인이 확인되지 않은 경우 - 2) 해부학적 또는 신경학적 원인이 확인된 경우 | - 가 - 1): 7 - 2): 1 - 나 - 1): 3 - 2): 4                                                                                       | - 가 - 1): 7 - 2): 1 - 나 - 1): 3 - 2): 4                                                                                       | - 가 - 1): 7 - 2): 1 - 나 - 1): 3 - 2): 4                                                                                       | ????               |      |
| - 312. 동공잔류막(제285호에서 판정) | - 해당 부분에서 판정 | - 해당 부분에서 판정 | - 해당 부분에서 판정 | ????               |      |
| - 313. 안구내 기생충증 - 가. 현증 - 나. 치료 후 상태가 양호한 경우 - 다. 기왕증(제285호에서 판정) | - 가: 7 - 나: 1 - 다: 해당 부분에서 판정                                                                                        | - 가: 7 - 나: 1 - 다: 해당 부분에서 판정                                                                                        | - 가: 7 - 나: 1 - 다: 해당 부분에서 판정                                                                                        | ????               |      |
| - 314. 포도막 종양 - 가. 양성 - 나. 악성 | - 가: 4 | - 가: 4 | - 가: 3 | ?????              |      |
| - 314. 포도막 종양 - 가. 양성 - 나. 악성 | - 나: 5 | | | ?????              |      |
| - 315. 안과 영역의 종양 또는 낭종 - 가. 양성(일상생활에 지장을 주는 경우 - 1) 수술로써 치료가 가능한 경우 - 가) 수술 후 치유가간이 2주 이상인 경우 - 나) 수술 후 치유기간이 2주 미만인 경우 - 2) 수술로써 치료가 불가능한 경우 - 나. 악성 | - 가 - 1) - 가): 7 - 나): 3 - 2): 해당 부분에서 판정 - 나: 6                                                                    | - 가 - 1) - 가): 7 - 나): 3 - 2): 해당 부분에서 판정 - 나: 6                                                                    | - 가 - 1) - 가): 7 - 나): 3 - 2): 해당 부분에서 판정 - 나: 6                                                                    | ????               |      |
| - 316. 무안구 또는 안구로(한쪽) | - 6 | - 6 | - 6 | ????               |      |
| - 317. 실명 또는 광각만 있는 경우 - 가. 한쪽 눈 - 나. 양쪽 눈 | - 가: 5 - 나: 6 | - 가: 5 - 나: 6 | - 가: 5 - 나: 6 | ????               |      |
| - 318. 동공편위(제285호에서 판정) | - 해당 부분에서 판정 | - 해당 부분에서 판정 | - 해당 부분에서 판정 | ????               |      |
| - 319. 안와골절 - 가. 보존적 치료로 회복 가능한 경우 - 나. 수술적 치료로 회복된 경우(후유증 발생시 해당 부분에서 판정) | - 가: 2 - 나: 3 | - 가: 2 - 나: 3 | - 가: 2 - 나: 3 | ????               |      |
| - 320. 안과 관찰 결과 경과관찰이 필요한 경우(괄호 안에 병명을 기재하여 관리한다) | - 7 | - 7 | - 7 | ????               |      |

#### 이비인후과
| 검사규칙에 의한 질병 및 심신장애 | 평가등급 | 평가등급 | 평가등급 | 해당질환 또는 장애                                                 | 비고 |
| 검사규칙에 의한 질병 및 심신장애 | 병역 | 전역 | 전시 | 해당질환 또는 장애                                                 | 비고 |
| --- | --- | --- | --- | ------------------------------------------------------------------ | ---- |
| - 321. 외이의 결손 또는 기형(한쪽 또는 양쪽) - 가. 이개의 결손 또는 기형 - 1) 2/3 미만의 결손 또는 기형(Marx 분류상 I, II)을 진단 받았으나, 일상생활의 장애가 없는 경우 - 2) 2/3 미만의 결손 또는 기형(Marx 분류상 I, II)을 진단 받았으나, 일상생활의 장애가 있는 경우 - 3) 2/3 미만의 결손 또는 기형(Marx 분류상 III)을 진단 받은 경우 - 가) 일측성 - 나) 양측성 - 나. 외이도 협착 또는 폐쇄(한쪽 또는 양쪽) - 1) 외이도 협착이 2/3 미만인 경우 - 2) 외이도 협착이 2/3 이상인 경우 - 가) 일측성 - 나) 양측성 | - 가 - 1): 3 - 2): 4 - 3) - 가): 5 - 나): 6 - 나 - 1): 4 - 2) - 가): 4 - 나): 5                                                                              | - 가 - 1): 3 - 2): 4 - 3) - 가): 5 - 나): 6 - 나 - 1): 4 - 2) - 가): 4 - 나): 5                                                                              | - 가 - 1): 3 - 2): 3 - 3) - 가): 4 - 나): 5 - 나 - 1): 3 - 2) - 가): 3 - 나): 4                                                                              | ?????                                                              |      |
| - 322. 외상성 고막천공 - 가. 현증 - 나. 치료 후 상태가 양호한 경우 | - 가: 7 | - 가: 7 | - 가: 4 | ????                                                               |      |
| - 322. 외상성 고막천공 - 가. 현증 - 나. 치료 후 상태가 양호한 경우 | - 나: 1 | | | ????                                                               |      |
| - 323. 중이염 - 주: 청력 손상 동반시 제324호를 함께 고려 - 가. 화농성 중이염 - 1) 급성 - 가) 현증 - 나) 치료 후 상태가 양호한 경우 - 2) 비진주성 만성 화농성 중이염(3개월 이상 치료에도 불구하고, 이학적 소견상 고막천공과 화농성 이루가 있고 CT상 명백한 병변이 존재하는 경우 판정) - 3) 진주종성 만성 화농성 중이염(이학적 검사 및 CT 소견상 구조물의 명백한 파괴 소견이 있는 경우) - 가) 일측 - 나) 양측 - 4) 만성 양측 - 나. 비화농성 중이염 - 1) 삼출성 중이염 - 가) 일측 - (1) 치료상태가 양호할 때 - (2) 재발한 상태 또는 환기관 삽입된 상태 - 나) 양측 - 2) 비진주종성 만성 비화농성 중이염(화농성 이루가 없는 상태) - 가) CT 소견상 중이강·상고실·유양동에 명백한 병변이 없는 경우 - 나) CT 소견상 중이강·상고실·유양동에 명백한 병변이 있는 경우 - 3) 결핵성 일측 또는 양측 - 4) 유착성 중이염(한쪽): 고막이 중이점악에 전반적으로 유착이 있으며, 측두골 CT상 중이강·상고실·유양동에 명백한 병변이 있는 때 - 5) 콜레스트롤 육아종(한쪽): 수술 후 조직학적검사상 판명도니 경우(개방성 유양돌기삭제술을 시행하여 청력장애가 발생한 경우에는 라목에 따라 판정) - 다. 일측 또는 양측 고실성형술(해당 부분에서 판정) - 라. 유양돌기 삭개술 후유증 - 1) 개방성 유양돌기 삭개술(수술 후 6개월 후 판정) - 가) 청력손실이 56dB 미만인 경우 - 나) 청력손실이 56dB 이상이거나 3개월 이상 농배출이 계속되는 경우 - 다) 양측 유양돌기 삭개술 - 2) 폐쇄성 유양돌기 삭개술(청력장애 또는 중이염에 준하여 판정) - 마. 중이염 수술 직후 상태 - 바. 외이도 진주종(화농성 중이염을 유발하지 않은 선천성 진주종을 포함) - 1) CT 및 청력검사상 합병증이 없는 경우 - 2) CT 및 청력검사상 합병증(진주종이 이소골을 침범하였거나 진주종으로 인하여 청력장애가 41dB 이상)이 있는 경우 - 가) 한쪽 - 나) 양쪽 | - 가 - 1) - 가): 7 - 나): 1 - 2): 4 - 3) - 가): 4 - 나): 5 - 4): 5 - 나 - 1) - 가) - (1): 2 - (2): 3 - 나): 3 - 2) - 가): 3 - 나): 4 - 3): 5 - 4): 4 - 5): 4 | - 가 - 1) - 가): 7 - 나): 1 - 2): 4 - 3) - 가): 4 - 나): 5 - 4): 5 - 나 - 1) - 가) - (1): 2 - (2): 3 - 나): 3 - 2) - 가): 3 - 나): 4 - 3): 5 - 4): 4 - 5): 4 | - 가 - 1) - 가): 4 - 나): 1 - 2): 3 - 3) - 가): 3 - 나): 4 - 4): 4 - 나 - 1) - 가) - (1): 1 - (2): 2 - 나): 2 - 2) - 가): 3 - 나): 3 - 3): 7 - 4): 4 - 5): 4 | - 중이염 - 급성중이염 - 만성중이염 - 삼출성중이염 - 진주종성중이염 |      |
| - 323. 중이염 - 주: 청력 손상 동반시 제324호를 함께 고려 - 가. 화농성 중이염 - 1) 급성 - 가) 현증 - 나) 치료 후 상태가 양호한 경우 - 2) 비진주성 만성 화농성 중이염(3개월 이상 치료에도 불구하고, 이학적 소견상 고막천공과 화농성 이루가 있고 CT상 명백한 병변이 존재하는 경우 판정) - 3) 진주종성 만성 화농성 중이염(이학적 검사 및 CT 소견상 구조물의 명백한 파괴 소견이 있는 경우) - 가) 일측 - 나) 양측 - 4) 만성 양측 - 나. 비화농성 중이염 - 1) 삼출성 중이염 - 가) 일측 - (1) 치료상태가 양호할 때 - (2) 재발한 상태 또는 환기관 삽입된 상태 - 나) 양측 - 2) 비진주종성 만성 비화농성 중이염(화농성 이루가 없는 상태) - 가) CT 소견상 중이강·상고실·유양동에 명백한 병변이 없는 경우 - 나) CT 소견상 중이강·상고실·유양동에 명백한 병변이 있는 경우 - 3) 결핵성 일측 또는 양측 - 4) 유착성 중이염(한쪽): 고막이 중이점악에 전반적으로 유착이 있으며, 측두골 CT상 중이강·상고실·유양동에 명백한 병변이 있는 때 - 5) 콜레스트롤 육아종(한쪽): 수술 후 조직학적검사상 판명도니 경우(개방성 유양돌기삭제술을 시행하여 청력장애가 발생한 경우에는 라목에 따라 판정) - 다. 일측 또는 양측 고실성형술(해당 부분에서 판정) - 라. 유양돌기 삭개술 후유증 - 1) 개방성 유양돌기 삭개술(수술 후 6개월 후 판정) - 가) 청력손실이 56dB 미만인 경우 - 나) 청력손실이 56dB 이상이거나 3개월 이상 농배출이 계속되는 경우 - 다) 양측 유양돌기 삭개술 - 2) 폐쇄성 유양돌기 삭개술(청력장애 또는 중이염에 준하여 판정) - 마. 중이염 수술 직후 상태 - 바. 외이도 진주종(화농성 중이염을 유발하지 않은 선천성 진주종을 포함) - 1) CT 및 청력검사상 합병증이 없는 경우 - 2) CT 및 청력검사상 합병증(진주종이 이소골을 침범하였거나 진주종으로 인하여 청력장애가 41dB 이상)이 있는 경우 - 가) 한쪽 - 나) 양쪽 | - 다: 해당 부분에서 판정 | | | - 중이염 - 급성중이염 - 만성중이염 - 삼출성중이염 - 진주종성중이염 |      |
| - 323. 중이염 - 주: 청력 손상 동반시 제324호를 함께 고려 - 가. 화농성 중이염 - 1) 급성 - 가) 현증 - 나) 치료 후 상태가 양호한 경우 - 2) 비진주성 만성 화농성 중이염(3개월 이상 치료에도 불구하고, 이학적 소견상 고막천공과 화농성 이루가 있고 CT상 명백한 병변이 존재하는 경우 판정) - 3) 진주종성 만성 화농성 중이염(이학적 검사 및 CT 소견상 구조물의 명백한 파괴 소견이 있는 경우) - 가) 일측 - 나) 양측 - 4) 만성 양측 - 나. 비화농성 중이염 - 1) 삼출성 중이염 - 가) 일측 - (1) 치료상태가 양호할 때 - (2) 재발한 상태 또는 환기관 삽입된 상태 - 나) 양측 - 2) 비진주종성 만성 비화농성 중이염(화농성 이루가 없는 상태) - 가) CT 소견상 중이강·상고실·유양동에 명백한 병변이 없는 경우 - 나) CT 소견상 중이강·상고실·유양동에 명백한 병변이 있는 경우 - 3) 결핵성 일측 또는 양측 - 4) 유착성 중이염(한쪽): 고막이 중이점악에 전반적으로 유착이 있으며, 측두골 CT상 중이강·상고실·유양동에 명백한 병변이 있는 때 - 5) 콜레스트롤 육아종(한쪽): 수술 후 조직학적검사상 판명도니 경우(개방성 유양돌기삭제술을 시행하여 청력장애가 발생한 경우에는 라목에 따라 판정) - 다. 일측 또는 양측 고실성형술(해당 부분에서 판정) - 라. 유양돌기 삭개술 후유증 - 1) 개방성 유양돌기 삭개술(수술 후 6개월 후 판정) - 가) 청력손실이 56dB 미만인 경우 - 나) 청력손실이 56dB 이상이거나 3개월 이상 농배출이 계속되는 경우 - 다) 양측 유양돌기 삭개술 - 2) 폐쇄성 유양돌기 삭개술(청력장애 또는 중이염에 준하여 판정) - 마. 중이염 수술 직후 상태 - 바. 외이도 진주종(화농성 중이염을 유발하지 않은 선천성 진주종을 포함) - 1) CT 및 청력검사상 합병증이 없는 경우 - 2) CT 및 청력검사상 합병증(진주종이 이소골을 침범하였거나 진주종으로 인하여 청력장애가 41dB 이상)이 있는 경우 - 가) 한쪽 - 나) 양쪽 | - 라 - 1) - 가): 4 - 나): 5 - 다): 5 - 2): 해당 부분에서 판정                                                                                                | - 라 - 1) - 가): 4 - 나): 5 - 다): 5 - 2): 해당 부분에서 판정                                                                                                | - 라 - 1) - 가): 3 - 나): 5 - 다): 5 - 2): 해당 부분에서 판정                                                                                                | - 중이염 - 급성중이염 - 만성중이염 - 삼출성중이염 - 진주종성중이염 |      |
| - 323. 중이염 - 주: 청력 손상 동반시 제324호를 함께 고려 - 가. 화농성 중이염 - 1) 급성 - 가) 현증 - 나) 치료 후 상태가 양호한 경우 - 2) 비진주성 만성 화농성 중이염(3개월 이상 치료에도 불구하고, 이학적 소견상 고막천공과 화농성 이루가 있고 CT상 명백한 병변이 존재하는 경우 판정) - 3) 진주종성 만성 화농성 중이염(이학적 검사 및 CT 소견상 구조물의 명백한 파괴 소견이 있는 경우) - 가) 일측 - 나) 양측 - 4) 만성 양측 - 나. 비화농성 중이염 - 1) 삼출성 중이염 - 가) 일측 - (1) 치료상태가 양호할 때 - (2) 재발한 상태 또는 환기관 삽입된 상태 - 나) 양측 - 2) 비진주종성 만성 비화농성 중이염(화농성 이루가 없는 상태) - 가) CT 소견상 중이강·상고실·유양동에 명백한 병변이 없는 경우 - 나) CT 소견상 중이강·상고실·유양동에 명백한 병변이 있는 경우 - 3) 결핵성 일측 또는 양측 - 4) 유착성 중이염(한쪽): 고막이 중이점악에 전반적으로 유착이 있으며, 측두골 CT상 중이강·상고실·유양동에 명백한 병변이 있는 때 - 5) 콜레스트롤 육아종(한쪽): 수술 후 조직학적검사상 판명도니 경우(개방성 유양돌기삭제술을 시행하여 청력장애가 발생한 경우에는 라목에 따라 판정) - 다. 일측 또는 양측 고실성형술(해당 부분에서 판정) - 라. 유양돌기 삭개술 후유증 - 1) 개방성 유양돌기 삭개술(수술 후 6개월 후 판정) - 가) 청력손실이 56dB 미만인 경우 - 나) 청력손실이 56dB 이상이거나 3개월 이상 농배출이 계속되는 경우 - 다) 양측 유양돌기 삭개술 - 2) 폐쇄성 유양돌기 삭개술(청력장애 또는 중이염에 준하여 판정) - 마. 중이염 수술 직후 상태 - 바. 외이도 진주종(화농성 중이염을 유발하지 않은 선천성 진주종을 포함) - 1) CT 및 청력검사상 합병증이 없는 경우 - 2) CT 및 청력검사상 합병증(진주종이 이소골을 침범하였거나 진주종으로 인하여 청력장애가 41dB 이상)이 있는 경우 - 가) 한쪽 - 나) 양쪽 | - 마: 7 - 바 - 1): 3 - 2) - 가): 4 - 나): 5 | | | - 중이염 - 급성중이염 - 만성중이염 - 삼출성중이염 - 진주종성중이염 |      |
| - 324. 청력장애 - 주: 1주 이상 간격으로 3회 이상 실시한 순음청력검사 결과(6분법으로 판정)와 1회 이상 실시한 뇌간유발반응검사 결과가 일관성이 있는 경우 그 결과에 따라 판정한다. - 가. 양쪽 - 1) 양쪽 모두 26dB 미만 - 2) 양쪽 모두 26dB 이상 41dB 미만 - 3) 양쪽 모두 41dB 이상 56dB 미만 - 4) 양쪽 모두 71dB 이상 - 5) 양쪽 모두 71dB 이상 - 6) 한쪽 27dB 이상, 다른 쪽 41dB 이상 - 7) 한쪽 41dB 이상 56dB 미만, 다른 쪽 56dB 이상 - 8) 한쪽 56dB 이상 71dB 미만, 다른 쪽 71dB 이상 - 나. 한쪽 - 1) 한쪽 정상, 다른쪽 26dB 이상 41dB 미만 - 2) 한쪽 정상, 다른쪽 41dB 이상 - 3) 한쪽 정상, 다른쪽 56db 이상 <2015년 10월 19일 삭제> - 다. 일시적 청력장애 - 라. 이명증(가목부터 다목까지에 따라 판정) - 마. 구개간대성 근경련증 | - 가 - 1): 1 - 2): 2 - 3): 4 - 4): 5 - 5): 6 - 6): 4 - 7): 5 - 8): 6 - 나 - 1): 2 - 2): 4 - 3): 4(삭제)                                                      | - 가 - 1): 1 - 2): 2 - 3): 4 - 4): 5 - 5): 6 - 6): 4 - 7): 5 - 8): 6 - 나 - 1): 2 - 2): 4 - 3): 4(삭제)                                                      | - 가 - 1): 1 - 2): 1 - 3): 3 - 4): 5 - 5): 5 - 6): 3 - 7): 4 - 8): 5 - 나 - 1): 1 - 2): 3 - 3): 3(삭제)                                                      | ????                                                               |      |
| - 324. 청력장애 - 주: 1주 이상 간격으로 3회 이상 실시한 순음청력검사 결과(6분법으로 판정)와 1회 이상 실시한 뇌간유발반응검사 결과가 일관성이 있는 경우 그 결과에 따라 판정한다. - 가. 양쪽 - 1) 양쪽 모두 26dB 미만 - 2) 양쪽 모두 26dB 이상 41dB 미만 - 3) 양쪽 모두 41dB 이상 56dB 미만 - 4) 양쪽 모두 71dB 이상 - 5) 양쪽 모두 71dB 이상 - 6) 한쪽 27dB 이상, 다른 쪽 41dB 이상 - 7) 한쪽 41dB 이상 56dB 미만, 다른 쪽 56dB 이상 - 8) 한쪽 56dB 이상 71dB 미만, 다른 쪽 71dB 이상 - 나. 한쪽 - 1) 한쪽 정상, 다른쪽 26dB 이상 41dB 미만 - 2) 한쪽 정상, 다른쪽 41dB 이상 - 3) 한쪽 정상, 다른쪽 56db 이상 <2015년 10월 19일 삭제> - 다. 일시적 청력장애 - 라. 이명증(가목부터 다목까지에 따라 판정) - 마. 구개간대성 근경련증 | - 다: 7 - 라: 해당 부분에서 판정 | | | ????                                                               |      |
| - 324. 청력장애 - 주: 1주 이상 간격으로 3회 이상 실시한 순음청력검사 결과(6분법으로 판정)와 1회 이상 실시한 뇌간유발반응검사 결과가 일관성이 있는 경우 그 결과에 따라 판정한다. - 가. 양쪽 - 1) 양쪽 모두 26dB 미만 - 2) 양쪽 모두 26dB 이상 41dB 미만 - 3) 양쪽 모두 41dB 이상 56dB 미만 - 4) 양쪽 모두 71dB 이상 - 5) 양쪽 모두 71dB 이상 - 6) 한쪽 27dB 이상, 다른 쪽 41dB 이상 - 7) 한쪽 41dB 이상 56dB 미만, 다른 쪽 56dB 이상 - 8) 한쪽 56dB 이상 71dB 미만, 다른 쪽 71dB 이상 - 나. 한쪽 - 1) 한쪽 정상, 다른쪽 26dB 이상 41dB 미만 - 2) 한쪽 정상, 다른쪽 41dB 이상 - 3) 한쪽 정상, 다른쪽 56db 이상 <2015년 10월 19일 삭제> - 다. 일시적 청력장애 - 라. 이명증(가목부터 다목까지에 따라 판정) - 마. 구개간대성 근경련증 | - 마: 4 | - 마: 4 | - 마: 3 | ????                                                               |      |
| - 325. 진정기능 장애(내이염으로 인한 경우를 포함) - 가. 일시적 - 1) 현증 - 2) 치료 후 상태가 양호한 경우 - 나. 영구적[발병 6개월 이상 경과 후 임상증상과 이에 부합되는 VFT(Vestibular Function Test) 등 검사 결과(온도안진검사에서 이상 소견이 반드시 있어야 한다)로 판정] - 1) 경도(전정기능 장애는 있으나 일상생활은 가능한 경우) - 2) 중등도(지속적인 중증 증상으로 인해 군복무에 상당한 지장을 가져온다고 판단되는 경우) - 3) 고도(지속적인 중증 증상과 다른 사람의 전적인 도움이 있어야만 신변처리가 가능한 경우) | - 가 - 1): 7 - 2): 1 - 나 - 1): 4 - 2): 5 - 3): 6 | - 가 - 1): 7 - 2): 1 - 나 - 1): 4 - 2): 5 - 3): 6 | - 가 - 1): 7 - 2): 1 - 나 - 1): 4 - 2): 5 - 3): 6 | ???                                                                |      |
| - 326. 메니에르병 - 주1: 진단기준에 부합하고 발병한 날부터 6개월 이상인 경우에 한한다. 다만, 후유증은 해당 부분에서 판정. - 주2: 메니에르병의 진단은 1995년 AAO-HNS의 진단기준에 따르고, 필요한 경우 ECoG, VEMP의 기록을 참조할 수 있다. - 가. 진단, 평가 등을 위해 경과관찰이 필요한 경우 - 나. Probable 및 Definite type의 메니에르병 - 1) 약물치료만으로도 증상조절하는 경우 - 2) 고막내 주입법(이독성 약물만 인정)을 시행하여 상태가 양호한 경우 또는 6개월 이상 지속적인 약물치료에도 불구하고 지속되는 어지러움 증상이 확인되고, 청력검사, 안진검사, 전기와우도(ECoG) 또는 전정유발근전위(VEMP) 등의 검사결과와 서로 부합하는 경우(검사는 치료 전후 모두를 말함) - 3) 전정신경절단술이나 내림프강감압술을 시행한 경우 또는 증상조절이 되지 않는 경우 - 4) 양측 Definite type의 메니에르병(ECoG, VEMP의 검사결과와 부합하는 경우) - 다. Possible type의 메니에르병 | - 가: 7 - 나 - 1): 3 - 2): 4 - 3): 5 - 4): 5 - 다: 3 | - 가: 7 - 나 - 1): 3 - 2): 4 - 3): 5 - 4): 5 - 다: 3 | - 가: 7 - 나 - 1): 3 - 2): 4 - 3): 5 - 4): 5 - 다: 3 | ???                                                                |      |
| - 327. 외비의 결손 또는 변형 - 가. 1/4 미만의 결손 또는 변형 - 나. 1/4 이상 ~ 1/3 미만의 결손 또는 변형 - 다. 1/3 이상의 결손 또는 변형 | - 가: 3 | - 가: 3 | - 가: 3 | ????                                                               |      |
| - 327. 외비의 결손 또는 변형 - 가. 1/4 미만의 결손 또는 변형 - 나. 1/4 이상 ~ 1/3 미만의 결손 또는 변형 - 다. 1/3 이상의 결손 또는 변형 | - 나: 4 - 다: 5 | - 나: 4 - 다: 5 | - 나: 3 - 다: 4 | ????                                                               |      |
| - 328. 외비공협착 또는 폐쇄(한쪽 또는 양쪽) - 가. 1/3 미만 - 나. 1/3 이상 - 1) 한쪽 - 2) 양쪽 | - 가: 3 - 나 - 1): 4 - 2): 5 | - 가: 3 - 나 - 1): 4 - 2): 5 | - 가: 2 - 나 - 1): 3 - 2): 5 | ????                                                               |      |
| - 329. 비폐색(비중격만곡증·비중격천공·비후성 비염 등을 포함) - 가. 비중격만곡증·비후성 비염 - 나. 위축성비염 - 다. 비중격천공 - 1) 천공이 단경 1cm 미만인 경우 - 2) 천공이 단경 1cm 이상인 경우 | - 가: 2 - 나: 3 - 다 - 1): 3 - 2): 4 | - 가: 2 - 나: 3 - 다 - 1): 3 - 2): 4 | - 가: 1 - 나: 2 - 다 - 1): 2 - 2): 3 | ????                                                               |      |
| - 330. 알레르기성 비염 및 혈관운동성 비염(피부반응검사 등 제반검사결과 양성인 경우) | - 2 | - 2 | - 1 | ????                                                               |      |
| - 331. 부비동염 - 주1: 범발성 부비동염이란 양측 모든 부비동에 90% 이상의 병변이 있는 경우를 말함 - 주2: 수술은 반월판 절제술 이상의 수술을 말함 - 가. 급성 또는 수술 직후 상태 - 나. 만성 부비동염 - 다. 만성 범발성 부비동염 - 라. 적절한 약물치료와 2회 이상 수술 후에도 치료 전보다 악화되거나 호전 없이 재발한 만성 부비동염 - 마. 2회 이상 수술 후 재발한 만성 범발성 부비동염 - 바. 수술적 치료 후 완치된 경우 | - 가: 7 | - 가: 7 | - 가: 7 | ????                                                               |      |
| - 331. 부비동염 - 주1: 범발성 부비동염이란 양측 모든 부비동에 90% 이상의 병변이 있는 경우를 말함 - 주2: 수술은 반월판 절제술 이상의 수술을 말함 - 가. 급성 또는 수술 직후 상태 - 나. 만성 부비동염 - 다. 만성 범발성 부비동염 - 라. 적절한 약물치료와 2회 이상 수술 후에도 치료 전보다 악화되거나 호전 없이 재발한 만성 부비동염 - 마. 2회 이상 수술 후 재발한 만성 범발성 부비동염 - 바. 수술적 치료 후 완치된 경우 | - 나: 3 - 다: 4 - 라: 4 - 마: 5 | - 나: 3 - 다: 4 - 라: 4 - 마: 5 | - 나: 1 - 다: 2 - 라: 2 - 마: 4 | ????                                                               |      |
| - 331. 부비동염 - 주1: 범발성 부비동염이란 양측 모든 부비동에 90% 이상의 병변이 있는 경우를 말함 - 주2: 수술은 반월판 절제술 이상의 수술을 말함 - 가. 급성 또는 수술 직후 상태 - 나. 만성 부비동염 - 다. 만성 범발성 부비동염 - 라. 적절한 약물치료와 2회 이상 수술 후에도 치료 전보다 악화되거나 호전 없이 재발한 만성 부비동염 - 마. 2회 이상 수술 후 재발한 만성 범발성 부비동염 - 바. 수술적 치료 후 완치된 경우 | - 바: 2 | | | ????                                                               |      |
| - 332. 비인강 섬유혈관종 및 반전성 유두종 - 가. 내시경적 방법으로 수술한 경우 - 나. 내시경적 수술로 완전히 제거하지 못한 경우, 재발한 경우 또는 내시경 외 방법(maxillectomy 등)으로 수술한 경우 | - 가: 4 - 나: 5 | - 가: 4 - 나: 5 | - 가: 4 - 나: 5 | ???                                                                |      |
| - 333. 그 밖의 이비인후과 영역의 급성 염증(입영신체검사 시에는 7급으로 판정) - 가. 2주 미만의 치료가 필요하거나 치료가 종결된 경우 - 나. 2주 이상 | - 가: 1 - 나: 7 | - 가: 1 - 나: 7 | - 가: 1 - 나: 7 | ???                                                                |      |
| - 334. 종양 또는 낭종 - 가. 양성 - 주: 두개내 종양은 신경외과와 협의하여 판정 - 1) 완전제거가 가능하고 수술 후 합병증이 없는 경우 또는 재발한 경우에도 합병증이 없는 경우 - 2) 합병증 또는 수술 후 재발하여 일상생활에 지장이 없거나 기능장애가 있는 경우 - 3) 조직학적으로는 양성이나 임상적으로는 양성에 가까운 경우 또는 수술이 불가능하거나 수술 후 심각한 후유증이 있는 경우 - 나. 악성 - 다. 조직검사나 경과관찰이 필요한 경우 | - 가 - 1): 2 - 2): 4 - 3): 5 | - 가 - 1): 2 - 2): 4 - 3): 5 | - 가 - 1): 2 - 2): 3 - 3): 4 | ????                                                               |      |
| - 334. 종양 또는 낭종 - 가. 양성 - 주: 두개내 종양은 신경외과와 협의하여 판정 - 1) 완전제거가 가능하고 수술 후 합병증이 없는 경우 또는 재발한 경우에도 합병증이 없는 경우 - 2) 합병증 또는 수술 후 재발하여 일상생활에 지장이 없거나 기능장애가 있는 경우 - 3) 조직학적으로는 양성이나 임상적으로는 양성에 가까운 경우 또는 수술이 불가능하거나 수술 후 심각한 후유증이 있는 경우 - 나. 악성 - 다. 조직검사나 경과관찰이 필요한 경우 | - 나: 6 - 다: 7 | | | ????                                                               |      |
| - 335. 안면신경마비 - 가. 일시적 - 1) 현증 - 2) 치료 후 상태가 호전된 경우 - 나. 영구적 - 주1: 비외상성인 경우에는 병력이 6개월 경과 후, 외상성인 경우에는 3개월 경과 후 판정 - 주2: 안면마비의 중증도(하우스브렉만 분류를 참고한다)와 범위를 종합하여 임상증상을 평가하고, 이에 부합되는 근전도(EMG) 등 검사 결과로 판정 - 1) 경도(grade II 안면마비) - 2) 중등도(grade III 안면마비 또는 그 이상의 안면마비로 일상생활에 지장이 있는 경우) - 3) 고도(안면에 전반적으로 지속되는 grade IV 이상의 중증마비로 인해 군복무에 상당한 지장을 가져온다고 판단되는 경우) | - 가 - 1): 7 - 2): 1 | - 가 - 1): 7 - 2): 1 | - 가 - 1): 7 - 2): 1 | ????                                                               |      |
| - 335. 안면신경마비 - 가. 일시적 - 1) 현증 - 2) 치료 후 상태가 호전된 경우 - 나. 영구적 - 주1: 비외상성인 경우에는 병력이 6개월 경과 후, 외상성인 경우에는 3개월 경과 후 판정 - 주2: 안면마비의 중증도(하우스브렉만 분류를 참고한다)와 범위를 종합하여 임상증상을 평가하고, 이에 부합되는 근전도(EMG) 등 검사 결과로 판정 - 1) 경도(grade II 안면마비) - 2) 중등도(grade III 안면마비 또는 그 이상의 안면마비로 일상생활에 지장이 있는 경우) - 3) 고도(안면에 전반적으로 지속되는 grade IV 이상의 중증마비로 인해 군복무에 상당한 지장을 가져온다고 판단되는 경우) | - 나 - 1): 2 - 2): 4 - 3): 5 | - 나 - 1): 2 - 2): 4 - 3): 5 | - 나 - 1): 1 - 2): 3 - 3): 4 | ????                                                               |      |
| - 336. 편도비대(중등도 이상으로 기능장애가 있는 경우) | - 2 | - 2 | - 1 | ????                                                               |      |
| - 337. 선양 증식증 | - 2 | - 2 | - 1 | ????                                                               |      |
| - 338. 혀의 결손 - 가. 1/2 미만의 결손으로 상당한 정도의 언어 장애가 있는 경우 - 나. 1/2 미만의 결손으로 언어소통에 큰 지장이 있는 경우 - 다. 혀의 전부 또는 대부분의 결손으로 구음이 불가능하여 회화가 전혀 불가능한 경우 | - 가: 4 | - 가: 4 | - 가: 3 | ????                                                               |      |
| - 338. 혀의 결손 - 가. 1/2 미만의 결손으로 상당한 정도의 언어 장애가 있는 경우 - 나. 1/2 미만의 결손으로 언어소통에 큰 지장이 있는 경우 - 다. 혀의 전부 또는 대부분의 결손으로 구음이 불가능하여 회화가 전혀 불가능한 경우 | - 나: 5 - 다: 6 | | | ????                                                               |      |
| - 339. 구어장애(구강 또는 인두의 수술로 인한 경우) | - 4 | - 4 | - 3 | ????                                                               |      |
| - 340. 타액선 질환 - 가. 타액선염 - 1) 급성 - 2) 만성(타석증을 포함) - 나. 타액선절제술(부분 또는 전적출)을 한 경우 - 1) 악하선 등 - 2) 이하선(수술 후 안면신경 손상 또는 추형 등의 후유증이 있는 경우에는 해당 부분에서 판정) | - 가 - 1): 1 - 2): 3 - 나 - 1): 2 - 2): 3 | - 가 - 1): 1 - 2): 3 - 나 - 1): 2 - 2): 3 | - 가 - 1): 1 - 2): 3 - 나 - 1): 2 - 2): 3 | ????                                                               |      |
| - 340. 타액선 질환 - 가. 타액선염 - 1) 급성 - 2) 만성(타석증을 포함) - 나. 타액선절제술(부분 또는 전적출)을 한 경우 - 1) 악하선 등 - 2) 이하선(수술 후 안면신경 손상 또는 추형 등의 후유증이 있는 경우에는 해당 부분에서 판정) | - 다: 5 | - 다: 5 | - 다: 4 | ????                                                               |      |
| - 341. 만성후두염 및 후두의 기질적 변화 또는 기능적 장애 - 가. 일시적 애성 - 나. 성대의 염증이나 작은 결절, 낭종 및 용종으로 쉰소리가 나는 경우 - 다. 성대구증, 성대형증 또는 Reinke씨 부종 등 비가역적인 기질적 변화로 중등도의 쉰소리가 나는 경우 또는 수술 후 재발한 경우 - 라. 연축성 발성장애, 근 긴장성 발성상애, 변성 발성장애 등 기능적 장애로 중등도의 음성장애가 있는 경우 - 마. 비가역적인 후두의 기질적 변화 또는 기능적 장애가 심하여 일상생활의 대화에 어려움이 있는 경우 | - 가: 7 | - 가: 7 | - 가: 7 | ????                                                               |      |
| - 341. 만성후두염 및 후두의 기질적 변화 또는 기능적 장애 - 가. 일시적 애성 - 나. 성대의 염증이나 작은 결절, 낭종 및 용종으로 쉰소리가 나는 경우 - 다. 성대구증, 성대형증 또는 Reinke씨 부종 등 비가역적인 기질적 변화로 중등도의 쉰소리가 나는 경우 또는 수술 후 재발한 경우 - 라. 연축성 발성장애, 근 긴장성 발성상애, 변성 발성장애 등 기능적 장애로 중등도의 음성장애가 있는 경우 - 마. 비가역적인 후두의 기질적 변화 또는 기능적 장애가 심하여 일상생활의 대화에 어려움이 있는 경우 | - 나: 2 - 다: 4 - 라: 4 | - 나: 2 - 다: 4 - 라: 4 | - 나: 1 - 다: 3 - 라: 3 | ????                                                               |      |
| - 341. 만성후두염 및 후두의 기질적 변화 또는 기능적 장애 - 가. 일시적 애성 - 나. 성대의 염증이나 작은 결절, 낭종 및 용종으로 쉰소리가 나는 경우 - 다. 성대구증, 성대형증 또는 Reinke씨 부종 등 비가역적인 기질적 변화로 중등도의 쉰소리가 나는 경우 또는 수술 후 재발한 경우 - 라. 연축성 발성장애, 근 긴장성 발성상애, 변성 발성장애 등 기능적 장애로 중등도의 음성장애가 있는 경우 - 마. 비가역적인 후두의 기질적 변화 또는 기능적 장애가 심하여 일상생활의 대화에 어려움이 있는 경우 | - 마: 5 | | | ????                                                               |      |
| - 342. 후두유두종 - 가. 초발한 경우 - 나. 재발한 경우 - 1) 기능장애가 없는 경우 - 2) 기능장애가 있는 경우 | - 가: 3 | - 가: 3 | - 가: 3 | ????                                                               |      |
| - 342. 후두유두종 - 가. 초발한 경우 - 나. 재발한 경우 - 1) 기능장애가 없는 경우 - 2) 기능장애가 있는 경우 | - 나 - 1): 4 - 2): 5 | - 나 - 1): 4 - 2): 5 | - 나 - 1): 3 - 2): 4 | ????                                                               |      |
| - 343. 성대 마비 - 가. 일시적 - 1) 현증 - 2) 치료 후 상태가 양호한 경우 - 나. 영구적(비외상성인 경우에는 발병 6개월 이후에 판정하고, 외상성인 경우에는 발병 3개월 2후에 판정) - 1) 일측성 - 가) 음성장애가 있는 경우 또는 수술적 치료로 교정된 경우(치료 후 경도의 음성장애가 있는 경우를 포함) - 나) 수술적 치료 후 중등도 이상의 음성장애가 있는 경우 - 2) 양측성 | - 가 - 1): 7 - 2): 1 | - 가 - 1): 7 - 2): 1 | - 가 - 1): 7 - 2): 1 | ????                                                               |      |
| - 343. 성대 마비 - 가. 일시적 - 1) 현증 - 2) 치료 후 상태가 양호한 경우 - 나. 영구적(비외상성인 경우에는 발병 6개월 이후에 판정하고, 외상성인 경우에는 발병 3개월 2후에 판정) - 1) 일측성 - 가) 음성장애가 있는 경우 또는 수술적 치료로 교정된 경우(치료 후 경도의 음성장애가 있는 경우를 포함) - 나) 수술적 치료 후 중등도 이상의 음성장애가 있는 경우 - 2) 양측성 | - 나 - 1) - 가): 4 - 나): 5 - 2): 6 | - 나 - 1) - 가): 4 - 나): 5 - 2): 6 | - 나 - 1) - 가): 3 - 나): 4 - 2): 5 | ????                                                               |      |
| - 344. 기관지절개술을 한 경우 - 가. 일시적 - 나. 영구적 - 다. 기관삽관을 제거한 후 합병증이 발생하여 치료중인 경우 - 라. 기관삽관을 제거한 후 합병증이 발생하였으나, 그 치료가 곤란하여 일상생활에 장애를 주는 경우 - 마. 기관 및 기관지 병변에 의한 단단문합술 및 성형술을 시행한 경우 | - 가:7 | - 가:7 | - 가:7 | ????                                                               |      |
| - 344. 기관지절개술을 한 경우 - 가. 일시적 - 나. 영구적 - 다. 기관삽관을 제거한 후 합병증이 발생하여 치료중인 경우 - 라. 기관삽관을 제거한 후 합병증이 발생하였으나, 그 치료가 곤란하여 일상생활에 장애를 주는 경우 - 마. 기관 및 기관지 병변에 의한 단단문합술 및 성형술을 시행한 경우 | - 나: 6 | - 나: 6 | - 나: 5 | ????                                                               |      |
| - 344. 기관지절개술을 한 경우 - 가. 일시적 - 나. 영구적 - 다. 기관삽관을 제거한 후 합병증이 발생하여 치료중인 경우 - 라. 기관삽관을 제거한 후 합병증이 발생하였으나, 그 치료가 곤란하여 일상생활에 장애를 주는 경우 - 마. 기관 및 기관지 병변에 의한 단단문합술 및 성형술을 시행한 경우 | - 다: 6 | | | ????                                                               |      |
| - 344. 기관지절개술을 한 경우 - 가. 일시적 - 나. 영구적 - 다. 기관삽관을 제거한 후 합병증이 발생하여 치료중인 경우 - 라. 기관삽관을 제거한 후 합병증이 발생하였으나, 그 치료가 곤란하여 일상생활에 장애를 주는 경우 - 마. 기관 및 기관지 병변에 의한 단단문합술 및 성형술을 시행한 경우 | - 라: 5 | - 라: 5 | - 라: 4 | ????                                                               |      |
| - 344. 기관지절개술을 한 경우 - 가. 일시적 - 나. 영구적 - 다. 기관삽관을 제거한 후 합병증이 발생하여 치료중인 경우 - 라. 기관삽관을 제거한 후 합병증이 발생하였으나, 그 치료가 곤란하여 일상생활에 장애를 주는 경우 - 마. 기관 및 기관지 병변에 의한 단단문합술 및 성형술을 시행한 경우 | - 마: 5 | | | ????                                                               |      |
| - 335. 후두적출 - 가. 후두 부분적출 - 나. 후두 전적출 | - 가: 5 - 나: 6 | - 가: 5 - 나: 6 | - 가: 5 - 나: 6 | ???                                                                |      |
| - 346. 식도 또는 기관지내 이물 | - 7 | - 7 | - 7 | ???                                                                |      |
| - 347. 연하·회화·호흡에 지장이 있는 기도 및 식도의 변형 또는 기능장애 - 가. 치료 후 기능의 완전 회복이 가능한 경우 - 나. 치료기간이 3개월 이상이거나 치료 후 기능장애가 남는 경우 | - 가: 7 | - 가: 7 | - 가: 4 | ????                                                               |      |
| - 347. 연하·회화·호흡에 지장이 있는 기도 및 식도의 변형 또는 기능장애 - 가. 치료 후 기능의 완전 회복이 가능한 경우 - 나. 치료기간이 3개월 이상이거나 치료 후 기능장애가 남는 경우 | - 나: 5 | | | ????                                                               |      |
| - 348. 코골이 또는 수면무호흡증 - 가. 코골이 또는 수면무호흡증으로 진단 받은 경우 - 1) 단순 코골이 또는 수면다원검사상 무호흡-저호흡지수(AHI)가 5 미만인 수면무호흡증 - 2) 수면다원검사상 무호흡-저호흡지수(AHI)가 5 이상 30 미만인 수면무호흡증 - 3) 수면다원검사상 무호흡-저호흡지수(AHI)가 30 이상인 수면무호흡증 - 나. 폐쇄성 수면무호흡증으로 진단되어 기도에 대한 수술을 한 경우 - 주: 수술은 구개수구개인두성형술이나 이보다 중대한 수술을 의미 - 1) 수술 6개월 경과 후 수면다원검사상 무호흡-저호흡지수(AHI)가 5 미만인 경우 - 2) 수술 6개월 경과 후 수면다원검사상 무호흡-저호흡지수(AHI)가 5 이상 30 미만이 지속되는 경우 - 3) 수술 6개월 경과 후 수면다원검사상 무호흡-저호흡지수(AHI)가 30 이상이 지속되는 경우 - 다. 수면무호흡증으로 진단되어 적절한 지속적기도양압호흡기(CPAP) 치료를 받고 있는 경우 - 주: 적절한 CPAP 치료는 수면검사실에서 적정 압력측정 후 해당압력으로 3개월 이상 전체 사용기간의 70% 이상에서 하루 4시간 이상 사용한 경우를 말하며, 치료 순응도가 보다 낮은 경우에는 기록의 진단 기준으로 판정한다. - 1) 해당 사용기간 평균 무호흡-저호흡지수(AHI)가 5 미만인 경우 - 2) 해당 사용기간 평균 무호흡-저호흡지수(AHI)가 5이상 30 미만인 경우 - 1) 해당 사용기간 평균 무호흡-저호흡지수(AHI)가 30 이상인 경우 | - 가 - 1): 1 - 2): 2 - 3): 3 - 나 - 1): 2 - 2): 3 - 3): 4 - 다 - 1): 2 - 2): 3 - 3): 4                                                                       | - 가 - 1): 1 - 2): 2 - 3): 3 - 나 - 1): 2 - 2): 3 - 3): 4 - 다 - 1): 2 - 2): 3 - 3): 4                                                                       | - 가 - 1): 1 - 2): 2 - 3): 3 - 나 - 1): 2 - 2): 3 - 3): 4 - 다 - 1): 2 - 2): 3 - 3): 4                                                                       | - 수면 무호흡증 - 코골이                                           |      |
| - 349. 이비인후과 관찰 결과 경과관찰이 필요한 경우(괄호 안에 병명을 기재하여 관리) | - 7 | - 7 | - 4 | ???                                                                |      |

#### 비뇨의학과
| 검사규칙에 의한 질병 및 심신장애 | 평가등급                                                                                  | 평가등급                                                                                  | 평가등급                                                                                  | 해당질환 또는 장애                 | 비고 |
| 검사규칙에 의한 질병 및 심신장애 | 병역                                                                                      | 전역                                                                                      | 전시                                                                                      | 해당질환 또는 장애                 | 비고 |
| --- | ----------------------------------------------------------------------------------------- | ----------------------------------------------------------------------------------------- | ----------------------------------------------------------------------------------------- | ---------------------------------- | ---- |
| - 350. 비뇨생식기계 결핵(신장·요관 또는 방광 결핵으로서 소변검사 또는 방사선학적 진단된 경우를 말한다) - 가. 현증 - 나. 신장/요관 및 방광결핵의 과거력은 있으나 합병증은 없는 경우(부고환 결핵을 포함) - 다. 신장/요관 및 방광 결핵의 과거력이 있으며, 합병증이 있는 경우 | - 가: 7 - 나: 3 - 다: 5                                                                   | - 가: 7 - 나: 3 - 다: 5                                                                   | - 가: 7 - 나: 3 - 다: 5                                                                   |                                    |      |
| - 351. 요도염 - 가. 2주 미만 치료가 필요한 경우 - 나. 2주 이상 치료가 필요한 경우 | - 가: 1 - 나: 7                                                                           | - 가: 1 - 나: 7                                                                           | - 가: 1 - 나: 7                                                                           |                                    |      |
| - 352. 비뇨생식기계 종양 - 가. 양성 종양 - 1) 수술적 치료가 필요한 경우 - 2) 수술적 치료로 인한 합병증이 있는 경우(해당 부분에서 판정) - 나. 악성종양 - 다. 조직검사가 필요한 경우 | - 가 - 1): 2 - 2): 해당 부분에서 판정 - 나: 6                                             | - 가 - 1): 2 - 2): 해당 부분에서 판정 - 나: 6                                             | - 가 - 1): 2 - 2): 해당 부분에서 판정 - 나: 6                                             | - 전립선비대증 - 방광암 - 전립선암 |      |
| - 352. 비뇨생식기계 종양 - 가. 양성 종양 - 1) 수술적 치료가 필요한 경우 - 2) 수술적 치료로 인한 합병증이 있는 경우(해당 부분에서 판정) - 나. 악성종양 - 다. 조직검사가 필요한 경우 | - 다: 7                                                                                   | - 다: 7                                                                                   | - 다: 4                                                                                   | - 전립선비대증 - 방광암 - 전립선암 |      |
| - 353. 정계정맥류 - 가. 경도/중등도 (grade II 이하) - 나. 고도 (grade III) 또는 수술 후 재발한 경우 - 다. 정계정맥류로 인한 합병증(해당 부분에서 판정) | - 가: 2 - 나: 3                                                                           | - 가: 2 - 나: 3                                                                           | - 가: 1 - 나: 2                                                                           | ????                               |      |
| - 353. 정계정맥류 - 가. 경도/중등도 (grade II 이하) - 나. 고도 (grade III) 또는 수술 후 재발한 경우 - 다. 정계정맥류로 인한 합병증(해당 부분에서 판정) | - 다: 해당 부분에서 판정                                                                  |                                                                                           |                                                                                           | ????                               |      |
| - 354. 신농양(신주위 농양을 포함) - 가. 현증 - 나. 후유증(해당 부분에서 판정) - 다. 치료 후 회복된 경우 | - 가: 7 - 나: 해당 부분에서 판정 - 다: 3                                                  | - 가: 7 - 나: 해당 부분에서 판정 - 다: 3                                                  | - 가: 7 - 나: 해당 부분에서 판정 - 다: 3                                                  | ?????                              |      |
| - 355. 폐색성 요로병증 - 주: 배설상 신주사검사는 DTPA scan이나 MAG3 scan을 말하고, 폐색은 반감기가 20분 이상인 경우에 해당된다. - 가. 한쪽 - 1) 경도(신배와 신우의 확장이 있으나, 배설성 신주사검사 결과 정상인 경우) - 2) 중등도(배설성 신주사검사 결과 폐색이 있으나, 신위축은 없는 경우) - 가) 치료 전 - 나) 가) 및 다)에 해당되지 아니한 경우 - 다) 2회 이상 교정술을 받은 경우[일과성 시술(예: 요관부목 또는 경피적 신우루 등)은 제외] - 3) 고도(배설성 신주사검사 결과 폐색이 있고, 신위축이 있는 경우) - 나. 양쪽 - 주: 중증도 여부는 가목에 따라 판정 - 1) 양쪽 신 모두 경도인 경우 - 2) 한쪽 신이 경도이고 다른 쪽 신이 중등도 이상인 ㄱ여우 - 3) 양쪽 신이 중등도 이상인 경우 - 4) 양쪽 신 모두 고도인 경우 | - 가 - 1): 2 - 2) - 가): 7 - 나): 4 - 다): 5 - 3): 5 - 나 - 1): 3 - 2): 4 - 3): 5 - 4): 6 | - 가 - 1): 2 - 2) - 가): 7 - 나): 4 - 다): 5 - 3): 5 - 나 - 1): 3 - 2): 4 - 3): 5 - 4): 6 | - 가 - 1): 2 - 2) - 가): 7 - 나): 4 - 다): 5 - 3): 5 - 나 - 1): 3 - 2): 4 - 3): 5 - 4): 6 | ?????                              |      |
| - 356. 요석(현증 또는 수술시) - 가. 단순요석(전신적 대사장애를 일으키는 질병이나 해부학적 이상이 없이 생긴 결석) - 1) 한쪽 - 2) 양쪽 - 나. 전신적 대사 장애를 일으키는 질병 또는 비뇨기계 해부학적 이상이 동반되어 결석이 재발한 경우 - 다. 신녹각석 - 1) 치료 후 합병증이 없는 경우 - 2) 치료 후 반복되는 요로감염 등 합병증이 있는 경우 - 3) 현증 - 주: 무기능 신은 제385호를 준용하여 판단한다. - 라. 수술(체외충격파 쇄석술·요관경하 재석술은 제외) 후 재발한 경우 또는 합병증(출혈로 인하여 재수술을 하는 경우 등)이 있는 경우 - 마. 수술 후 요관협착·요로누공의 합병증이 있는 경우(해당 부분에서 판정) | - 가 - 1): 2 - 2): 3                                                                      | - 가 - 1): 2 - 2): 3                                                                      | - 가 - 1): 2 - 2): 3                                                                      | ????                               |      |
| - 356. 요석(현증 또는 수술시) - 가. 단순요석(전신적 대사장애를 일으키는 질병이나 해부학적 이상이 없이 생긴 결석) - 1) 한쪽 - 2) 양쪽 - 나. 전신적 대사 장애를 일으키는 질병 또는 비뇨기계 해부학적 이상이 동반되어 결석이 재발한 경우 - 다. 신녹각석 - 1) 치료 후 합병증이 없는 경우 - 2) 치료 후 반복되는 요로감염 등 합병증이 있는 경우 - 3) 현증 - 주: 무기능 신은 제385호를 준용하여 판단한다. - 라. 수술(체외충격파 쇄석술·요관경하 재석술은 제외) 후 재발한 경우 또는 합병증(출혈로 인하여 재수술을 하는 경우 등)이 있는 경우 - 마. 수술 후 요관협착·요로누공의 합병증이 있는 경우(해당 부분에서 판정) | - 나: 5                                                                                   | - 나: 5                                                                                   | - 나: 4                                                                                   | ????                               |      |
| - 356. 요석(현증 또는 수술시) - 가. 단순요석(전신적 대사장애를 일으키는 질병이나 해부학적 이상이 없이 생긴 결석) - 1) 한쪽 - 2) 양쪽 - 나. 전신적 대사 장애를 일으키는 질병 또는 비뇨기계 해부학적 이상이 동반되어 결석이 재발한 경우 - 다. 신녹각석 - 1) 치료 후 합병증이 없는 경우 - 2) 치료 후 반복되는 요로감염 등 합병증이 있는 경우 - 3) 현증 - 주: 무기능 신은 제385호를 준용하여 판단한다. - 라. 수술(체외충격파 쇄석술·요관경하 재석술은 제외) 후 재발한 경우 또는 합병증(출혈로 인하여 재수술을 하는 경우 등)이 있는 경우 - 마. 수술 후 요관협착·요로누공의 합병증이 있는 경우(해당 부분에서 판정) | - 다 - 1): 3 - 2): 5 - 3): 7 - 라: 4 - 마: 해당 부분에서 판정 - 바: 7                     |                                                                                           |                                                                                           | ????                               |      |
| - 357. 신하수 또는 유주신 - 가. 일측성(5cm 이상의 하수) - 나. 양측성 | - 가: 3 - 나: 4                                                                           | - 가: 3 - 나: 4                                                                           | - 가: 2 - 나: 3                                                                           | ????                               |      |
| - 358. 방광결석 - 가. 2주 미만의 치료가 필요한 경우 - 나. 2주 이상의 치료가 필요한 경우 | - 가: 2 - 나: 7                                                                           | - 가: 2 - 나: 7                                                                           | - 가: 2 - 나: 7                                                                           | ?????                              |      |
| - 359. 급성 방광염 - 가. 2주 미만의 치료가 필요한 경우 - 나. 2주 이상의 치료가 필요한 경우 | - 가: 1 - 나: 7                                                                           | - 가: 1 - 나: 7                                                                           | - 가: 1 - 나: 7                                                                           | ?????                              |      |
| - 360. 간질성 방광염 - 가. 최근 1년 이내에 방광내시경 및 방광수압확장술을 시행하여 명확한 이상소견을 확인하였으며, 6개월 이상 적절히 치료하여도 방광내시경 검사상 이상소견이 보이고, 병력상 일상생활에 지장을 가져올 수 있는 심각한 배뇨증세가 있는 경우 - 나. 최근 1년 이내에 방광내시경 및 방광수압확장술을 시행하여 간질성 방광염으로 진단된 후 6개월 이상 적절히 치료하여도 방광내시경 검사상 이상소견이 보이고 빈뇨·급박뇨·아뇨·통증이 동반되며, 상부요로감염·요실금·위축방광 증상을 보이는 경우 - 주: 위축방광은 배설성방광요도촬영술을 시행하여 방광에 150cc 미만으로 충만되는 경우에만 인정한다. | - 가: 4 - 나: 5                                                                           | - 가: 4 - 나: 5                                                                           | - 가: 4 - 나: 5                                                                           | ?????                              |      |
| - 361. 방광게실 - 가. 합병증이 없는 경우 - 나. 반복적인 요로감염 등의 합병증이 있는 경우 | - 가: 2 - 나: 4                                                                           | - 가: 2 - 나: 4                                                                           | - 가: 2 - 나: 4                                                                           | ?????                              |      |
| - 362. 신경인성방광 또는 과민성 방광 - 가. 현증 - 나. 6개월 이상 적절이 치료하였으나 빈뇨·급박뇨·야간빈뇨 등의 과민성 방광증상이 있는 경우 - 다. 병력상 일상생활에 지장을 가져올 수 있는 심각한 배뇨 장애가 있는 경우 - 주1: 특별성인 경우 최초 수검 이전에 증상을 증명할 수 있는 충분한 병력이 있어야 한다. - 주2: 주1에 해당되지 않는 경우 신경인성방광을 유발할 수 있는 질환(뇌·척수손상 등)이 확인되어야 한다. - 라. 최근 1년 이내에 요역동학검사를 시행하여 신경인성방광으로 진단된 후 6개월 이상 적절히 치료하여도 요역동학검사에서 이상소견이 보이고, 빈뇨·급박뇨·야뇨가 동반되며, 상부요로감염·요실금·위축방광 증상을 보이거나 자가 배뉴가 불가능한 경우 - 주: 위축방광은 배설성방광요도촬영술을 시행하여 방광에 150cc 미만으로 충만되는 경우에만 인정하며, "자가 배뇨가 불가능한 경우"란 요역동학검사에서 무반사성 방광(areflexic bladder)으로 확인된 경우를 말한다. | - 가: 7 - 나: 3 - 다: 4 - 라: 6                                                           | - 가: 7 - 나: 3 - 다: 4 - 라: 6                                                           | - 가: 7 - 나: 3 - 다: 4 - 라: 6                                                           | ?????                              |      |
| - 363. 요로협착 - 주: 요로협착은 수술전 요속검사 및 요도조영술에서 확인이 된 경우에만 인정 - 가. 요도확장술로 재발없이 치유된 경우 - 나. 요도성형술 또는 2회의 요도확장술로 재발없이 치료된 경우 - 다. 요도성형술 또는 2회 이상의 요도확장술 후 재발한 경우 - 라. 수술 후 재발하여 요실금·발기부전 등이 있는 경우 | - 가: 3 - 나: 4 - 다: 5 - 라: 6                                                           | - 가: 3 - 나: 4 - 다: 5 - 라: 6                                                           | - 가: 3 - 나: 4 - 다: 5 - 라: 6                                                           | ?????                              |      |
| - 364. 요로누공 - 가. 일시적인 경우 - 나. 누공교정술 후 재발하여 수술적 교정이 필요한 경우 | - 가: 7                                                                                   | - 가: 7                                                                                   | - 가: 7                                                                                   | - 요로누공                         |      |
| - 364. 요로누공 - 가. 일시적인 경우 - 나. 누공교정술 후 재발하여 수술적 교정이 필요한 경우 | - 나: 5                                                                                   | - 나: 5                                                                                   | - 나: 4                                                                                   | - 요로누공                         |      |
| - 365. 육안적 혈뇨 - 가. 현증(검사 및 치료가 필요한 경우) - 나. 원인이 규명되고 수술적 교정이 가능한 경우(해당 부분에서 판정) - 다. 방사선학적 검사, 방광내시경 등 검사를 통해서도 원인이 규명되지 아니하고 검사 때마다 육안적 혈뇨가 확인되는 경우 - 1) 일상생활에 지장이 없는 경우 - 2) 혈뇨로 인하여 반복적인 요폐를 동반한 경우 - 주: 소변검사는 1개월 간격으로 3회 연속 시행하여 육안적 혈뇨를 확인하는 것을 원칙으로 하며, 방사선학적 검사란 배설성요로조영술·신초음파·신혈관조영술을 포함한 검사를 말한다. | - 가: 7 - 나: 해당 부분에서 판정 - 다 - 1): 4 - 2): 5                                     | - 가: 7 - 나: 해당 부분에서 판정 - 다 - 1): 4 - 2): 5                                     | - 가: 7 - 나: 해당 부분에서 판정 - 다 - 1): 4 - 2): 5                                     | ?????                              |      |
| - 366. 호두까기 증후군(Nutcracker syndrome) - 주: 과도한 육안적 혈뇨란 임상적으로 빈혈을 야기시킬만한 혈뇨(Hb < 12.0)를 의미한다. - 가. 보존적 치료를 한 경우 - 나. 과도한 육한적 혈뇨 및 통증으로 인하여 Autotransplantation이 필요한 경우 또는 수술적 치료 이후 혈뇨 및 통증이 감소하거나 없어진 경우 - 다. 과도한 육안적 혈뇨 및 통증으로 인한 Autotransplantaion 등 수술적 치료 이후에도 육안적 혈뇨 및 통증이 남아있는 경우 | - 가: 2                                                                                   | - 가: 2                                                                                   | - 가: 2                                                                                   | - 호두까기 증후군                  |      |
| - 366. 호두까기 증후군(Nutcracker syndrome) - 주: 과도한 육안적 혈뇨란 임상적으로 빈혈을 야기시킬만한 혈뇨(Hb < 12.0)를 의미한다. - 가. 보존적 치료를 한 경우 - 나. 과도한 육한적 혈뇨 및 통증으로 인하여 Autotransplantation이 필요한 경우 또는 수술적 치료 이후 혈뇨 및 통증이 감소하거나 없어진 경우 - 다. 과도한 육안적 혈뇨 및 통증으로 인한 Autotransplantaion 등 수술적 치료 이후에도 육안적 혈뇨 및 통증이 남아있는 경우 | - 나: 4 - 다: 5                                                                           | - 나: 4 - 다: 5                                                                           | - 나: 3 - 다: 4                                                                           | - 호두까기 증후군                  |      |
| - 367. 요폐를 일으키는 전립선비대 - 가: 현증 - 나: 원인이 규명된 경우(해당 부분에서 판정) | - 가: 7 - 나: 해당 부분에서 판정                                                          | - 가: 7 - 나: 해당 부분에서 판정                                                          | - 가: 7 - 나: 해당 부분에서 판정                                                          | ?????                              |      |
| - 368. 급성 전립선염 | - 7                                                                                       | - 7                                                                                       | - 7                                                                                       | - 전립선염                         |      |
| - 369. 만성 전립선염 | - 2                                                                                       | - 2                                                                                       | - 2                                                                                       | - 전립선염                         |      |
| - 370. 전립선농양 - 가. 현증 - 나. 후유증은 해당 부분에서 판정 | - 가: 7 - 나: 해당 부분에서 판정                                                          | - 가: 7 - 나: 해당 부분에서 판정                                                          | - 가: 7 - 나: 해당 부분에서 판정                                                          | ?????                              |      |
| - 371. 전립선결석 | - 2                                                                                       | - 2                                                                                       | - 2                                                                                       | ?????                              |      |
| - 372. 급성 고환염 | - 7                                                                                       | - 7                                                                                       | - 7                                                                                       | ?????                              |      |
| - 373. 급성 부고환염 | - 7                                                                                       | - 7                                                                                       | - 7                                                                                       | ?????                              |      |
| - 374. 만성 고환염 - 가. 한쪽 - 나. 양쪽 - 주: 초음파 등의 영상검사에서 만성 부고환염에 해당하는 소견이 확인되어야 한다. | - 가: 3 - 나: 4                                                                           | - 가: 3 - 나: 4                                                                           | - 가: 2 - 나: 3                                                                           | ????                               |      |
| - 375. 무정자·역행성사정·사정자증인 경우 또는 3회 이상의 정액검사 결과 정액 1mℓ당 정자수가 500만개 미만의 과소정자증(가족계획 시술을 받은 경우는 제외)인 경우 | - 3                                                                                       | - 3                                                                                       | - 3                                                                                       | ?????                              |      |
| - 376. 피이로니씨병인 경우 또는 음경지속발기증의 치료로 발생한 발기부전인 경우 | - 3                                                                                       | - 3                                                                                       | - 3                                                                                       | ?????                              |      |
| - 377. 발기부전(기질적인 원인인 경우에 한함) | - 3                                                                                       | - 3                                                                                       | - 3                                                                                       | ?????                              |      |
| - 378. 정낭염 | - 2                                                                                       | - 2                                                                                       | - 2                                                                                       | ?????                              |      |
| - 379. 음낭정자종 | - 2                                                                                       | - 2                                                                                       | - 2                                                                                       | ?????                              |      |
| - 380. 신 이행혈관(제354호에 따라 판정) | - 해당 부분에서 판정                                                                      | - 해당 부분에서 판정                                                                      | - 해당 부분에서 판정                                                                      | ?????                              |      |
| - 381. 정류고환 - 주: 수술로 고환제거술을 시행한 경우는 제384호(고환결손)에 따라 판정 - 가. 현증 - 나. 한쪽 - 1) 수술 후 합병증이 없는 경우 - 2) 수술 후 합병증이 있는 경우(해당 부분에서 판정) - 다. 양쪽 - 1) 수술 후 합병증이 없는 경우 - 2) 수술 후 합병증이 있는 경우(해당 부분에서 판정) | - 가: 7                                                                                   | - 가: 7                                                                                   | - 가: 7                                                                                   | ????                               |      |
| - 381. 정류고환 - 주: 수술로 고환제거술을 시행한 경우는 제384호(고환결손)에 따라 판정 - 가. 현증 - 나. 한쪽 - 1) 수술 후 합병증이 없는 경우 - 2) 수술 후 합병증이 있는 경우(해당 부분에서 판정) - 다. 양쪽 - 1) 수술 후 합병증이 없는 경우 - 2) 수술 후 합병증이 있는 경우(해당 부분에서 판정) | - 나 - 1): 3 - 2): 해당 부분에서 판정                                                     | - 나 - 1): 3 - 2): 해당 부분에서 판정                                                     | - 나 - 1): 2 - 2): 해당 부분에서 판정                                                     | ????                               |      |
| - 381. 정류고환 - 주: 수술로 고환제거술을 시행한 경우는 제384호(고환결손)에 따라 판정 - 가. 현증 - 나. 한쪽 - 1) 수술 후 합병증이 없는 경우 - 2) 수술 후 합병증이 있는 경우(해당 부분에서 판정) - 다. 양쪽 - 1) 수술 후 합병증이 없는 경우 - 2) 수술 후 합병증이 있는 경우(해당 부분에서 판정) | - 다 - 1): 3 - 2): 해당 부분에서 판정                                                     |                                                                                           |                                                                                           | ????                               |      |
| - 382. 요도상열 또는 하열 - 가. 현증 - 나. 수술적 교정 후 발생한 누공 - 1) 귀두부 - 2) 음경 원위부 1/3 이상 - 3) 음경 원위부 1/3 미만 및 회음부 | - 가: 7 - 나 - 1): 2 - 2): 4 - 3): 5                                                      | - 가: 7 - 나 - 1): 2 - 2): 4 - 3): 5                                                      | - 가: 7 - 나 - 1): 2 - 2): 4 - 3): 5                                                      | ?????                              |      |
| - 383. 생식기계 이상 - 가. 저성선자극호르몬성 저성선증 - 나. 반음양, 성기발육부전, 클라인펠터 증후군 - 주: 성기발육부전은 저성선증에 의한 경우에만 해당한다. | - 가: 5                                                                                   | - 가: 5                                                                                   | - 가: 4                                                                                   | - 클라인펠터 증후군                |      |
| - 383. 생식기계 이상 - 가. 저성선자극호르몬성 저성선증 - 나. 반음양, 성기발육부전, 클라인펠터 증후군 - 주: 성기발육부전은 저성선증에 의한 경우에만 해당한다. | - 나: 5                                                                                   |                                                                                           |                                                                                           | - 클라인펠터 증후군                |      |
| - 384. 고환결손 또는 위축 - 주: 고환이 정상용적의 1/2 이하로 감소한 것을 위축으로 본다. - 가. 한쪽 - 나. 양쪽 | - 가: 5 - 나: 6                                                                           | - 가: 5 - 나: 6                                                                           | - 가: 3 - 나: 4                                                                           | ????                               |      |
| - 385. 신결손 또는 위축신 - 주: 핵의학 검사는 신경핵의학 검사를 말한다. - 가. 한쪽 - 1) 결손부위가 대측신의 1/3 미만인 경우 또는 핵의학 검사에서 대측신보다 기능이 1/3 미만으로 저하된 경우 - 2) 결손부위가 대측신의 1/3 ~ 1/2인 경우 - 3) 결손부위가 대측신의 1/2 이상인 경우 또는 핵의학 검사에서 대측신보다 기능이 1/2 이상으로 저하된 경우(신기증자를 포함) - 나. 양쪽 - 1) 핵의학 검사상 경도의 신반흔(전체의 20% 미만) - 2) 핵의학 검사상 중등도의 신반흔(전체의 20% 이상) - 다. 말기 신부전증으로 신장이식수술을 받은 경우 | - 가 - 1): 3 - 2): 4 - 3): 5 - 나 - 1): 3 - 2): 5 - 다: 6                                 | - 가 - 1): 3 - 2): 4 - 3): 5 - 나 - 1): 3 - 2): 5 - 다: 6                                 | - 가 - 1): 3 - 2): 4 - 3): 5 - 나 - 1): 3 - 2): 5 - 다: 6                                 | ?????                              |      |
| - 386. 낭종성신 - 가. 단순신낭종(simple cyst) - 나. 해면신(medullary sponge kidney) - 다. 다방성 신낭종(multilocular cyst) - 라. 다낭신종(polycystic kidney disease) | - 가: 2 - 나: 3 - 다: 5 - 라: 6                                                           | - 가: 2 - 나: 3 - 다: 5 - 라: 6                                                           | - 가: 2 - 나: 3 - 다: 5 - 라: 6                                                           | ?????                              |      |
| - 387. 신손상 - 가. 현증 - 나. 후유증(해당 부분에서 판정) | - 가: 7 - 나: 해당 부분에서 판정                                                          | - 가: 7 - 나: 해당 부분에서 판정                                                          | - 가: 7 - 나: 해당 부분에서 판정                                                          | ?????                              |      |
| - 388. 전위신 - 가. 요로폐색이 없는 경우 - 나. 한쪽 신에만 요로폐색이 있는 경우(해당 부분에서 판정) - 다. 양쪽 모두 요로폐색이 있는 경우 | - 가: 2 - 나: 해당 부분에서 판정                                                          | - 가: 2 - 나: 해당 부분에서 판정                                                          | - 가: 2 - 나: 해당 부분에서 판정                                                          | ????                               |      |
| - 388. 전위신 - 가. 요로폐색이 없는 경우 - 나. 한쪽 신에만 요로폐색이 있는 경우(해당 부분에서 판정) - 다. 양쪽 모두 요로폐색이 있는 경우 | - 다: 5                                                                                   | - 다: 5                                                                                   | - 다: 4                                                                                   | ????                               |      |
| - 389. 마제신 - 가. 합병증이 없는 경우 - 나. 합병증이 있는 경우(요로폐색·반복되는 요로감염·결석 등) | - 가: 3 - 나: 5                                                                           | - 가: 3 - 나: 5                                                                           | - 가: 3 - 나: 5                                                                           | ?????                              |      |
| - 390. 중복요관 - 가. 합병증이 없는 경우 - 나. 합병증(결석·요관류·방광요관·역류 등)이 있으나 치유가 가능한 경우 - 다. 합병증으로 수술적 제거를 요하며 후유증이 남는 경우(해당 부분에서 판정) | - 가: 2                                                                                   | - 가: 2                                                                                   | - 가: 2                                                                                   | ????                               |      |
| - 390. 중복요관 - 가. 합병증이 없는 경우 - 나. 합병증(결석·요관류·방광요관·역류 등)이 있으나 치유가 가능한 경우 - 다. 합병증으로 수술적 제거를 요하며 후유증이 남는 경우(해당 부분에서 판정) | - 나: 4                                                                                   | - 나: 4                                                                                   | - 나: 3                                                                                   | ????                               |      |
| - 390. 중복요관 - 가. 합병증이 없는 경우 - 나. 합병증(결석·요관류·방광요관·역류 등)이 있으나 치유가 가능한 경우 - 다. 합병증으로 수술적 제거를 요하며 후유증이 남는 경우(해당 부분에서 판정) | - 다: 해당 부분에서 판정                                                                  |                                                                                           |                                                                                           | ????                               |      |
| - 391. 그 밖에 선천적 기형 - 가. 합병증이 없는 경우 - 나. 합병증이 있으나 치유가능한 경우 - 다. 합병증으로 수술적 제거를 요하며 후유증이 있는 경우(해당 부분에서 판정) | - 가: 2                                                                                   | - 가: 2                                                                                   | - 가: 2                                                                                   | ????                               |      |
| - 391. 그 밖에 선천적 기형 - 가. 합병증이 없는 경우 - 나. 합병증이 있으나 치유가능한 경우 - 다. 합병증으로 수술적 제거를 요하며 후유증이 있는 경우(해당 부분에서 판정) | - 나: 7                                                                                   | - 나: 7                                                                                   | - 나: 3                                                                                   | ????                               |      |
| - 391. 그 밖에 선천적 기형 - 가. 합병증이 없는 경우 - 나. 합병증이 있으나 치유가능한 경우 - 다. 합병증으로 수술적 제거를 요하며 후유증이 있는 경우(해당 부분에서 판정) | - 다: 해당 부분에서 판정                                                                  |                                                                                           |                                                                                           | ????                               |      |
| - 392. 음낭수종 | - 2                                                                                       | - 2                                                                                       | - 2                                                                                       | ?????                              |      |
| - 393. 방광 요관 역류 - 가. 합병증이 없는 경우 - 나. 반복되는 요로감염이 있는 경우 - 다. 신반흔 등 중증 합병증이 있는 경우(해당 부분에서 판정) | - 가: 2 - 나: 4 - 다: 해당 부분에서 판정                                                  | - 가: 2 - 나: 4 - 다: 해당 부분에서 판정                                                  | - 가: 2 - 나: 4 - 다: 해당 부분에서 판정                                                  | ?????                              |      |
| - 394. 음경절단 - 가. 부분 귀부 상실 - 나. 완전 귀부 상실(음경의 1/2 미만을 상실한 경우 및 다목에 해당하지 않는 경우) - 다. 음경의 1/2 이상을 상실한 경우 - 주: 성교가 불가능한 사람 및 성전환자(성기부위에 인공구조물을 시술한 자를 포함)의 경우에도 다목과 같이 판단한다. | - 가: 4                                                                                   | - 가: 4                                                                                   | - 가: 4                                                                                   | ????                               |      |
| - 394. 음경절단 - 가. 부분 귀부 상실 - 나. 완전 귀부 상실(음경의 1/2 미만을 상실한 경우 및 다목에 해당하지 않는 경우) - 다. 음경의 1/2 이상을 상실한 경우 - 주: 성교가 불가능한 사람 및 성전환자(성기부위에 인공구조물을 시술한 자를 포함)의 경우에도 다목과 같이 판단한다. | - 나: 5 - 다: 5                                                                           | - 나: 5 - 다: 5                                                                           | - 나: 4 - 다: 4                                                                           | ????                               |      |
| - 395. 요로전환수술을 한 경우 - 가. 일시적 - 나. 영구적 | - 가: 7 - 나: 6                                                                           | - 가: 7 - 나: 6                                                                           | - 가: 4 - 나: 6                                                                           | ??????                             |      |
| - 395. 요로전환수술을 한 경우 - 가. 일시적 - 나. 영구적 | - 나: 5                                                                                   |                                                                                           |                                                                                           | ??????                             |      |
| - 396. 음경골절 - 가. 현증 - 나. 합병증이 없는 경우 - 다. 합병증이 있는 경우(발기불능·파이로니씨병 등) | - 가: 7                                                                                   | - 가: 7                                                                                   | - 가: 7                                                                                   | ????                               |      |
| - 396. 음경골절 - 가. 현증 - 나. 합병증이 없는 경우 - 다. 합병증이 있는 경우(발기불능·파이로니씨병 등) | - 나: 2 - 다: 4                                                                           | - 나: 2 - 다: 4                                                                           | - 나: 1 - 다: 3                                                                           | ????                               |      |
| - 397. 비뇨기과적 관찰 결과 경과관찰이 필요한 경우(괄호 안에 병명을 기재하여 관리한다) | - 7                                                                                       | - 7                                                                                       | - 7                                                                                       |                                    |      |
| - 398. 비뇨의학과 급성기 질환 치료 후 회복된 경우 | - 1                                                                                       | - 1                                                                                       | - 1                                                                                       |                                    |      |

#### 치과
| 검사규칙에 의한 질병 및 심신장애 | 평가등급 | 평가등급 | 평가등급 | 해당질환 또는 장애 | 비고 |
| 검사규칙에 의한 질병 및 심신장애 | 병역 | 전역 | 전시 | 해당질환 또는 장애 | 비고 |
| --- | --- | --- | --- | ------------------ | ---- |
| - 399. 턱관절장애(수술 후 상태를 포함한다) - 주: 개구량은 강제로 벌렸을 때 상하악 절치절단연간의 거리로 측정하되, 필요시 의식하 진정상태에서 측정한다. 다만, 개방교합이 있는 경우는 절치전단연간 거리에서 개방교합의 거리를 뺀다. - 가. 운동장애 - 1) 25mm 이상 35mm 미만으로 개구가 제한된 경우 - 2) 15mm 이상 25mm 미만으로 개구가 제한된 경우 - 가) 염증성으로 일시적인 경우 - 나) 항재성인 경우: 임상 및 방사선(MRI 등)상에서 악관절 내장증으로 판명된 경우 또는 가성관절강직(섬유성강직)으로 판명된 경우 - 3) 15mm 미만으로 개구가 제한된 경우 - 가) 염증성으로 일시적인 경우 - 나) 항재성인 경우 - (1) 임상 및 방사선(MRI 등)상에서 악관절내장증으로 판명된 경우 또는 가성관절강직(섬유성강직)으로 판면된 경우 - (2) 방사선상에서 진성관절강직(유합)으로 판명된 경우 - 나. 습관성 탈구 - 1) 본인이 호소하며 검사상 경미한 소견이 있는 경우 - 2) 임상적 및 X선상 확인된 악관절 기능이상이 있는 경우(1년 이내 5회 이상 재발병력이 있는 경우를 말한다) - 가) 자가탈구가 가능하며 자가정복도 가능한 경우 - 나) 자가탈구가 가능하나 자가정복이 불가능한 경우 - 3) 수술 후에도 습관성 탈구가 있는 경우 - 가) 자가탈구가 가능하며 자가정복도 가능한 경우 - 나) 자가탈구는 가능하나 자가정복이 불가능한 경우 - 다. 관절원판의 전위로 기능시 악관절기능의 이상이 있는 경우 - 1) 정복성 전방변위 - 가) 통증이 없는 경우 - 나) 통증이 있는 경우 - 2) 비정복성 전방변위 - 가) 통증이 없는 경우 - 나) 통증이 있는 경우 - (1) 개구량이 25mm 이상인 경우 - (2) 개구량이 15mm 이상 25mm 미만인 경우 - (3) 개구량이 15mm 미만인 경우 - 라. 악관절 부위조직의 염증성 질환 및 그 밖의 원인으로 동통이 심하여 향우 일정기간 관찰을 요하는 경우 - 마. 악관절의 퇴행성관절염 소견을 방사선(CT·핵의학검사 등)상에서 확인할 수 있는 경우 - 주: 운동장애와 병발하는 경우 별도 합산하지 아니한다. - 바. 관절원판(디스크)의 천공으로 관절원판 제거술을 시행한 경우(인공디스크 삽입을 포함한다) - 1) 개구가 15mm 이상인 경우 - 2) 개구가 15mm 미만으로 제한되는 경우 | - 가 - 1): 2 - 2) - 가): 4 - 나): 4 - 3) - 가): 7 - 나) - (1): 5 - (2): 5 - 나 - 1): 1 - 2) - 가): 3 - 나): 4 - 3) - 가): 4 - 나): 5 - 다 - 1) - 가): 1 - 나): 2 - 2) - 가): 2 - 나) - (1): 3 - (2): 4 - (3): 5 | - 가 - 1): 2 - 2) - 가): 4 - 나): 4 - 3) - 가): 7 - 나) - (1): 5 - (2): 5 - 나 - 1): 1 - 2) - 가): 3 - 나): 4 - 3) - 가): 4 - 나): 5 - 다 - 1) - 가): 1 - 나): 2 - 2) - 가): 2 - 나) - (1): 3 - (2): 4 - (3): 5 | - 가 - 1): 1 - 2) - 가): 3 - 나): 3 - 3) - 가): 4 - 나) - (1): 5 - (2): 5 - 나 - 1): 1 - 2) - 가): 2 - 나): 3 - 3) - 가): 3 - 나): 4 - 다 - 1) - 가): 1 - 나): 2 - 2) - 가): 1 - 나) - (1): 3 - (2): 4 - (3): 5 | ????               |      |
| - 399. 턱관절장애(수술 후 상태를 포함한다) - 주: 개구량은 강제로 벌렸을 때 상하악 절치절단연간의 거리로 측정하되, 필요시 의식하 진정상태에서 측정한다. 다만, 개방교합이 있는 경우는 절치전단연간 거리에서 개방교합의 거리를 뺀다. - 가. 운동장애 - 1) 25mm 이상 35mm 미만으로 개구가 제한된 경우 - 2) 15mm 이상 25mm 미만으로 개구가 제한된 경우 - 가) 염증성으로 일시적인 경우 - 나) 항재성인 경우: 임상 및 방사선(MRI 등)상에서 악관절 내장증으로 판명된 경우 또는 가성관절강직(섬유성강직)으로 판명된 경우 - 3) 15mm 미만으로 개구가 제한된 경우 - 가) 염증성으로 일시적인 경우 - 나) 항재성인 경우 - (1) 임상 및 방사선(MRI 등)상에서 악관절내장증으로 판명된 경우 또는 가성관절강직(섬유성강직)으로 판면된 경우 - (2) 방사선상에서 진성관절강직(유합)으로 판명된 경우 - 나. 습관성 탈구 - 1) 본인이 호소하며 검사상 경미한 소견이 있는 경우 - 2) 임상적 및 X선상 확인된 악관절 기능이상이 있는 경우(1년 이내 5회 이상 재발병력이 있는 경우를 말한다) - 가) 자가탈구가 가능하며 자가정복도 가능한 경우 - 나) 자가탈구가 가능하나 자가정복이 불가능한 경우 - 3) 수술 후에도 습관성 탈구가 있는 경우 - 가) 자가탈구가 가능하며 자가정복도 가능한 경우 - 나) 자가탈구는 가능하나 자가정복이 불가능한 경우 - 다. 관절원판의 전위로 기능시 악관절기능의 이상이 있는 경우 - 1) 정복성 전방변위 - 가) 통증이 없는 경우 - 나) 통증이 있는 경우 - 2) 비정복성 전방변위 - 가) 통증이 없는 경우 - 나) 통증이 있는 경우 - (1) 개구량이 25mm 이상인 경우 - (2) 개구량이 15mm 이상 25mm 미만인 경우 - (3) 개구량이 15mm 미만인 경우 - 라. 악관절 부위조직의 염증성 질환 및 그 밖의 원인으로 동통이 심하여 향우 일정기간 관찰을 요하는 경우 - 마. 악관절의 퇴행성관절염 소견을 방사선(CT·핵의학검사 등)상에서 확인할 수 있는 경우 - 주: 운동장애와 병발하는 경우 별도 합산하지 아니한다. - 바. 관절원판(디스크)의 천공으로 관절원판 제거술을 시행한 경우(인공디스크 삽입을 포함한다) - 1) 개구가 15mm 이상인 경우 - 2) 개구가 15mm 미만으로 제한되는 경우 | - 라: 7 - 마: 3 | | | ????               |      |
| - 399. 턱관절장애(수술 후 상태를 포함한다) - 주: 개구량은 강제로 벌렸을 때 상하악 절치절단연간의 거리로 측정하되, 필요시 의식하 진정상태에서 측정한다. 다만, 개방교합이 있는 경우는 절치전단연간 거리에서 개방교합의 거리를 뺀다. - 가. 운동장애 - 1) 25mm 이상 35mm 미만으로 개구가 제한된 경우 - 2) 15mm 이상 25mm 미만으로 개구가 제한된 경우 - 가) 염증성으로 일시적인 경우 - 나) 항재성인 경우: 임상 및 방사선(MRI 등)상에서 악관절 내장증으로 판명된 경우 또는 가성관절강직(섬유성강직)으로 판명된 경우 - 3) 15mm 미만으로 개구가 제한된 경우 - 가) 염증성으로 일시적인 경우 - 나) 항재성인 경우 - (1) 임상 및 방사선(MRI 등)상에서 악관절내장증으로 판명된 경우 또는 가성관절강직(섬유성강직)으로 판면된 경우 - (2) 방사선상에서 진성관절강직(유합)으로 판명된 경우 - 나. 습관성 탈구 - 1) 본인이 호소하며 검사상 경미한 소견이 있는 경우 - 2) 임상적 및 X선상 확인된 악관절 기능이상이 있는 경우(1년 이내 5회 이상 재발병력이 있는 경우를 말한다) - 가) 자가탈구가 가능하며 자가정복도 가능한 경우 - 나) 자가탈구가 가능하나 자가정복이 불가능한 경우 - 3) 수술 후에도 습관성 탈구가 있는 경우 - 가) 자가탈구가 가능하며 자가정복도 가능한 경우 - 나) 자가탈구는 가능하나 자가정복이 불가능한 경우 - 다. 관절원판의 전위로 기능시 악관절기능의 이상이 있는 경우 - 1) 정복성 전방변위 - 가) 통증이 없는 경우 - 나) 통증이 있는 경우 - 2) 비정복성 전방변위 - 가) 통증이 없는 경우 - 나) 통증이 있는 경우 - (1) 개구량이 25mm 이상인 경우 - (2) 개구량이 15mm 이상 25mm 미만인 경우 - (3) 개구량이 15mm 미만인 경우 - 라. 악관절 부위조직의 염증성 질환 및 그 밖의 원인으로 동통이 심하여 향우 일정기간 관찰을 요하는 경우 - 마. 악관절의 퇴행성관절염 소견을 방사선(CT·핵의학검사 등)상에서 확인할 수 있는 경우 - 주: 운동장애와 병발하는 경우 별도 합산하지 아니한다. - 바. 관절원판(디스크)의 천공으로 관절원판 제거술을 시행한 경우(인공디스크 삽입을 포함한다) - 1) 개구가 15mm 이상인 경우 - 2) 개구가 15mm 미만으로 제한되는 경우 | - 바. - 1): 4 - 2): 5 | - 바. - 1): 4 - 2): 5 | - 바. - 1): 3 - 2): 4 | ????               |      |
| - 400. 구개루(지름 5mm 이상) 및 구개열(수술받은 경우를 포함한다) - 가. 언어장애가 없는 경우 - 1) 경구개(硬口蓋)에 국한되고 교합부조화를 동반하지 아니하는 경우 - 2) 경구개에 국한되고 교합부조화를 동반하는 경우 - 나. 언어장애가 있는 경우 - 1) 경도 - 가) 경구개에 국한되고 교합부조화를 동반하지 아니하는 경우 - 나) 경구개에 국한되고 교합부조화를 동반하는 경우 - 다) 연구개열(軟口蓋裂)로 언어장애가 심한 경우 - 2) 중등도(연구개까지 연장되고 고도의 교합부조화를 동반한 경우) - 3) 고도(연구개까지 연장되고 고도의 부정교합을 동반하며 언어장애가 심한 경우) - 주: 고도의 부정교합은 양측성 최후방 대구치만 교합되는 경우 또는 편측성으로 두개의 대구치만 교합되는 경우를 말하고, 언어장애는 과비음으로 인하여 의사소통이 어려운 경우에 한한다 | - 가 - 1): 3 - 2): 4 - 나 - 1) - 가): 3 - 나): 4 - 다): 5 - 2): 5 - 3): 6 | - 가 - 1): 3 - 2): 4 - 나 - 1) - 가): 3 - 나): 4 - 다): 5 - 2): 5 - 3): 6 | - 가 - 1): 2 - 2): 3 - 나 - 1) - 가): 2 - 나): 3 - 다): 4 - 2): 4 - 3): 5 | - 구개열           |      |
| - 401. 구순열로 인한 안면부 추형 또는 반흔(수술받은 경우를 포함한다) - 가. 경도(반흔이 경미하고 상순 및 비익의 심미적 부조화가 경미한 경우) - 나. 중등도(반흔이 심하고 상순 및 비익의 심미적 부조화가 심한 경우) - 다. 구개열 및 구순열을 동반하며, 수술하지 아니한 경우 - 주: 구개루 및 구개열을 동반한 경우에도 별도 합산하지 아니한다. | - 가: 2 - 나: 4 | - 가: 2 - 나: 4 | - 가: 1 - 나: 3 | ???                |      |
| - 401. 구순열로 인한 안면부 추형 또는 반흔(수술받은 경우를 포함한다) - 가. 경도(반흔이 경미하고 상순 및 비익의 심미적 부조화가 경미한 경우) - 나. 중등도(반흔이 심하고 상순 및 비익의 심미적 부조화가 심한 경우) - 다. 구개열 및 구순열을 동반하며, 수술하지 아니한 경우 - 주: 구개루 및 구개열을 동반한 경우에도 별도 합산하지 아니한다. | - 다: 6 | | | ???                |      |
| - 402. 악골결손 - - 주: 기능이상이란 저작장애·언어장애·연하장애 등을 말한다. - 가. 상악골 - 1). 경도(강악골의 부분결손으로 기능이상 및 추형이 없는 경우) - 2). 중등도(상악골의 부분결손으로 기능이상 또는 추형이 있는 경우) - 3). 고도 - 가) 상악골의 부분결손으로 고도의 기능이상 또는 추형이 심한 경우 - 나) 상악골에 1/2 미만 결손으로 재건이 불가능한 경우 - 다) 상악골에 1/2 이상 결손이 있는 경우 - 나. 하악골 - 1). 경도(하악골의 부분결손으로 기능이상 및 추형이 없는 경우) - 2). 중등도(하악골의 부분결손으로 기능이상 또는 추형이 있는 경우) - 3). 고도 - 가) 하악골의 부분결손으로 고도의 기능이상 또는 추형이 심한 경우 - 나) 하악골의 계속적인 손실이 1/2 미만인 경우로 재건이 불가능한 경우 - 다) 하악골의 계속적인 손실이 1/2 이상인 경우 - 라) 하악관절의 상실 - (1) 하악과두 및 경부(condylar head & neck) 이하로 상실된 경우 - (2) 하악과두 및 하부(subcondylar level) 이상 상실된 경우 | - 가 - 1): 3 - 2): 4 - 3) - 가): 5 - 나): 5 - 다): 6 - 나 - 1): 3 - 2): 4 - 3) - 가): 5 - 나): 5 - 다): 6 - 라) - (1): 4 - (1): 5                                                                               | - 가 - 1): 3 - 2): 4 - 3) - 가): 5 - 나): 5 - 다): 6 - 나 - 1): 3 - 2): 4 - 3) - 가): 5 - 나): 5 - 다): 6 - 라) - (1): 4 - (1): 5                                                                               | - 가 - 1): 2 - 2): 3 - 3) - 가): 5 - 나): 5 - 다): 6 - 나 - 1): 2 - 2): 3 - 3) - 가): 5 - 나): 5 - 다): 6 - 라) - (1): 4 - (1): 5                                                                               | ????               |      |
| - 403. 악안면골절 - 가. 현증 - 1) 치료 중인 경우 - 2) 치료 중이나, 치료 만기에 가까운 경우 - 나. 후유증(저작장애언어장애·악관절 운동장애·말초신경장애 등이 현정한 경우에는 해당부분에서 판정한다) | - 가 - 1): 7 - 2): 1 - 나: 해당 부분에서 판정 | - 가 - 1): 7 - 2): 1 - 나: 해당 부분에서 판정 | - 가 - 1): 7 - 2): 1 - 나: 해당 부분에서 판정 | ?????              |      |
| - 404. 구강내 종양 및 낭종 - 가. 양성(법랑아세포종을 포함한다) - 1) 경도(수술 후 기능이상 및 악안면 추형이 없는 경우) - 2) 중등도(수술 후 기능이상 또는 악안면 추형이 있는 경우) - 3) 고도(수술이 불가능하거나 수술 후 고도의 기능이상 또는 악안면 추형이 심한 경우) - 나. 악성(수술후 상태를 포함한다) - 다. 조직검사가 필요하거나 수술이 시행되지 아니한 양성종양이나 낭종 | - 가 - 1): 2 - 2): 4 - 3): 6 | - 가 - 1): 2 - 2): 4 - 3): 6 | - 가 - 1): 2 - 2): 3 - 3): 6 | - 거대백악종       |      |
| - 404. 구강내 종양 및 낭종 - 가. 양성(법랑아세포종을 포함한다) - 1) 경도(수술 후 기능이상 및 악안면 추형이 없는 경우) - 2) 중등도(수술 후 기능이상 또는 악안면 추형이 있는 경우) - 3) 고도(수술이 불가능하거나 수술 후 고도의 기능이상 또는 악안면 추형이 심한 경우) - 나. 악성(수술후 상태를 포함한다) - 다. 조직검사가 필요하거나 수술이 시행되지 아니한 양성종양이나 낭종 | - 나: 6 - 다: 7 | | | - 거대백악종       |      |
| - 405. 혀 및 그 주위조직질환 - 가. 타액선 및 주위조직질환으로 저작기능 장애가 있는 경우 - 나. 혀의 이상발육 또는 혀 및 그 주위조직 질환으로 언어장애의 합병증이 있거나 지장을 초래하는 경우 - 1) 경도(언어장애만 있는 경우) - 2) 중등도 이상(언어장애 및 연하장애를 동반한 경우) | - 가: 7 | - 가: 7 | - 가: 7 | ???                |      |
| - 405. 혀 및 그 주위조직질환 - 가. 타액선 및 주위조직질환으로 저작기능 장애가 있는 경우 - 나. 혀의 이상발육 또는 혀 및 그 주위조직 질환으로 언어장애의 합병증이 있거나 지장을 초래하는 경우 - 1) 경도(언어장애만 있는 경우) - 2) 중등도 이상(언어장애 및 연하장애를 동반한 경우) | - 나 - 1): 3 - 2): 5 | - 나 - 1): 3 - 2): 5 | - 나 - 1): 2 - 2): 4 | ???                |      |
| - 406. 골수염 및 기타 염증성 질환 - 가. 골수염 - 1) 급성 및 아급성 - 2) 만성 - 가) 외과적 치료(수술을 포함한다) 후 2회 이상 재발된 경우 - 나) 치료 후 후유증 또는 합병증이 있는 경우(해당 부분에서 판정한다) - 나. 그 밖의 염증성 질환 - 1) 경도 - 2) 중등도 이상 | - 가 - 1): 7 - 2) - 가): 3 - 나): 해당 부분에서 판정 - 나 - 1): 1 - 2): 7 | - 가 - 1): 7 - 2) - 가): 3 - 나): 해당 부분에서 판정 - 나 - 1): 1 - 2): 7 | - 가 - 1): 7 - 2) - 가): 3 - 나): 해당 부분에서 판정 - 나 - 1): 1 - 2): 7 | ????               |      |
| - 407. 악안면 주위조직의 결손 또는 질환 등으로 인한 악안면 추형 - 가. 연조직으로 인한 추형(성형외과 해당부분에서 판정한다) - 나. 저작기능장애를 동반한 경조직으로 인한 추형(성형외과 해당 부분에서 판정한다) | - 가: 해당 부분에서 판정 - 나: 해당 부분에서 판정 | - 가: 해당 부분에서 판정 - 나: 해당 부분에서 판정 | - 가: 해당 부분에서 판정 - 나: 해당 부분에서 판정 | ????               |      |
| - 408. 부정교합 - 주: 필요시 의식하 진정상태에서 측정한다 - 가. 경도 - 1) 전치부에서 절단교합(Edge to Edge)이 있는 경우 - 2) 구치부에서 한 개의 교두폭(협설폭) 이하로 반대교합(Cross Bite)이 있는 경우 - 3) 견치에서 견치 이하 개교합(Open Bite)이 있는 경우 - 나. 중등도 - 1) 전치부에 반대교합이 있는 경우 - 2) 구치부에서 한 개의 교두폭 이상의 반대교합이 있는 경우 - 3) 견치 이상 개교합이 있는 경우(소구치부 이상 개교합) - 다. 고도 - 1) 양측성 최후방대구치만 교합되는 경우 또는 편측성으로 두 개의 대구치만 교합되는 경우 - 2) 고도의 부정교합으로 인한 심한 안모비대칭과 중등도 이상의 악관절장애가 동반된 경우 - 라. 악교정수술전 고정성 장치로 교정 치료 중인 경우 | - 가: 1 - 1) - 2) - 3) | - 가: 1 - 1) - 2) - 3) | - 가: 1 - 1) - 2) - 3) | - 부정교합         |      |
| - 408. 부정교합 - 주: 필요시 의식하 진정상태에서 측정한다 - 가. 경도 - 1) 전치부에서 절단교합(Edge to Edge)이 있는 경우 - 2) 구치부에서 한 개의 교두폭(협설폭) 이하로 반대교합(Cross Bite)이 있는 경우 - 3) 견치에서 견치 이하 개교합(Open Bite)이 있는 경우 - 나. 중등도 - 1) 전치부에 반대교합이 있는 경우 - 2) 구치부에서 한 개의 교두폭 이상의 반대교합이 있는 경우 - 3) 견치 이상 개교합이 있는 경우(소구치부 이상 개교합) - 다. 고도 - 1) 양측성 최후방대구치만 교합되는 경우 또는 편측성으로 두 개의 대구치만 교합되는 경우 - 2) 고도의 부정교합으로 인한 심한 안모비대칭과 중등도 이상의 악관절장애가 동반된 경우 - 라. 악교정수술전 고정성 장치로 교정 치료 중인 경우 | - 나: 2 - 1) - 2) - 3) - 다 - 1): 4 - 2): 5 - 라: 7 | - 나: 2 - 1) - 2) - 3) - 다 - 1): 4 - 2): 5 - 라: 7 | - 나: 1 - 1) - 2) - 3) - 다 - 1): 3 - 2): 5 - 라: 3 | - 부정교합         |      |
| - 409. 전치부결손 - 가. 편악 3개 이상의 결손으로 언어 및 심미적 회복이 어려운 경우 - 나. 편악 6개 이상의 결손으로 언어 및 심미적 회복이 어려운 경우 | - 가: 3 - 나: 4 | - 가: 3 - 나: 4 | - 가: 2 - 나: 3 | ????               |      |
| - 410. 치아의 저작기능 평가 - 주: 각 치아의 기능별 점수는 상악 4전치 각 1점, 하악 4전치 각 1점, 견치 각 5점, 소구치 각 3점, 대구치)지치는 제외한다)는 각 6점으로 하되, 전 치아의 기능점수 총계 100점을 만점으로 하여 다음의 감점기준에 따라 점수를 감하여 평가한다. 이 경우 최종점수를 산정할 때에는 소수점 이하를 반올림하여 계산한다. - [감점기준 1] - 결손치아 및 저작능력 손실지하의 경우 100% 감점 - 치아우식이나 파절로 치수가 손상되었지만 보존이 가능한 경우 30% 감점 - 치아우식이나 파절로 치수가 손상되어 보존이 불가능한 경우 100% 감점 - 치주질환으로 방사선상 치근길이 1/2 이상 2/3 미만 골소실이 있고 수평적 치아동요가 3mm 이하인 경우 50% 감점 - 치주질환으로 방사선상 치근길이 1/2 이상 2/3 미만 골소실이 있고 수평적 치아동요가 3mm 이상인 경우 70% 감점 - 치주질환으로 방사선상 치근길이 2/3 이상 골소실이 있고 수평적 치아동요가 3mm 이하인 경우 70% 감점 - 치주질환으로 방사선상 치근길이 2/3 이상 골소실이 있고 수평적 치아동요가 3mm 이상인 경우 100% 감점 - [감점기준 2(각 무치악 부위만 감점한다] - 총의치 70% ~ 80% 감점 - 국소의치 50% ~ 70% 감점 - 가공의치 35% ~ 50% 감점 - [감점기준 3] - 임플란트 지지형 보철물의 경우 10% ~ 30% 감점(임플란트 주위염이 존재하는 경우에는 감점기준 1을 적용한다) - 가. 100점 ~ 86점 - 나. 85점 ~ 76점 - 다. 75점 ~ 66점 - 라. 65점 ~ 29점 - 마. 28점 이하 - 바. 현재 치료중인 경우 | - 가: 1 | - 가: 1 | - 가: 1 | ???                |      |
| - 410. 치아의 저작기능 평가 - 주: 각 치아의 기능별 점수는 상악 4전치 각 1점, 하악 4전치 각 1점, 견치 각 5점, 소구치 각 3점, 대구치)지치는 제외한다)는 각 6점으로 하되, 전 치아의 기능점수 총계 100점을 만점으로 하여 다음의 감점기준에 따라 점수를 감하여 평가한다. 이 경우 최종점수를 산정할 때에는 소수점 이하를 반올림하여 계산한다. - [감점기준 1] - 결손치아 및 저작능력 손실지하의 경우 100% 감점 - 치아우식이나 파절로 치수가 손상되었지만 보존이 가능한 경우 30% 감점 - 치아우식이나 파절로 치수가 손상되어 보존이 불가능한 경우 100% 감점 - 치주질환으로 방사선상 치근길이 1/2 이상 2/3 미만 골소실이 있고 수평적 치아동요가 3mm 이하인 경우 50% 감점 - 치주질환으로 방사선상 치근길이 1/2 이상 2/3 미만 골소실이 있고 수평적 치아동요가 3mm 이상인 경우 70% 감점 - 치주질환으로 방사선상 치근길이 2/3 이상 골소실이 있고 수평적 치아동요가 3mm 이하인 경우 70% 감점 - 치주질환으로 방사선상 치근길이 2/3 이상 골소실이 있고 수평적 치아동요가 3mm 이상인 경우 100% 감점 - [감점기준 2(각 무치악 부위만 감점한다] - 총의치 70% ~ 80% 감점 - 국소의치 50% ~ 70% 감점 - 가공의치 35% ~ 50% 감점 - [감점기준 3] - 임플란트 지지형 보철물의 경우 10% ~ 30% 감점(임플란트 주위염이 존재하는 경우에는 감점기준 1을 적용한다) - 가. 100점 ~ 86점 - 나. 85점 ~ 76점 - 다. 75점 ~ 66점 - 라. 65점 ~ 29점 - 마. 28점 이하 - 바. 현재 치료중인 경우 | - 나: 2 - 다: 3 - 라: 4 - 마: 5 | - 나: 2 - 다: 3 - 라: 4 - 마: 5 | - 나: 1 - 다: 2 - 라: 3 - 마: 4 | ???                |      |
| - 410. 치아의 저작기능 평가 - 주: 각 치아의 기능별 점수는 상악 4전치 각 1점, 하악 4전치 각 1점, 견치 각 5점, 소구치 각 3점, 대구치)지치는 제외한다)는 각 6점으로 하되, 전 치아의 기능점수 총계 100점을 만점으로 하여 다음의 감점기준에 따라 점수를 감하여 평가한다. 이 경우 최종점수를 산정할 때에는 소수점 이하를 반올림하여 계산한다. - [감점기준 1] - 결손치아 및 저작능력 손실지하의 경우 100% 감점 - 치아우식이나 파절로 치수가 손상되었지만 보존이 가능한 경우 30% 감점 - 치아우식이나 파절로 치수가 손상되어 보존이 불가능한 경우 100% 감점 - 치주질환으로 방사선상 치근길이 1/2 이상 2/3 미만 골소실이 있고 수평적 치아동요가 3mm 이하인 경우 50% 감점 - 치주질환으로 방사선상 치근길이 1/2 이상 2/3 미만 골소실이 있고 수평적 치아동요가 3mm 이상인 경우 70% 감점 - 치주질환으로 방사선상 치근길이 2/3 이상 골소실이 있고 수평적 치아동요가 3mm 이하인 경우 70% 감점 - 치주질환으로 방사선상 치근길이 2/3 이상 골소실이 있고 수평적 치아동요가 3mm 이상인 경우 100% 감점 - [감점기준 2(각 무치악 부위만 감점한다] - 총의치 70% ~ 80% 감점 - 국소의치 50% ~ 70% 감점 - 가공의치 35% ~ 50% 감점 - [감점기준 3] - 임플란트 지지형 보철물의 경우 10% ~ 30% 감점(임플란트 주위염이 존재하는 경우에는 감점기준 1을 적용한다) - 가. 100점 ~ 86점 - 나. 85점 ~ 76점 - 다. 75점 ~ 66점 - 라. 65점 ~ 29점 - 마. 28점 이하 - 바. 현재 치료중인 경우 | - 바: 7 | | | ???                |      |
| - 411. 악안면 영역의 그 밖의 수술을 한 경우 - 주: 중등도의 악관절장애는 제399호가목2)나)를 준용하여 판단하고, 고도의 악관절장애는 제399호가목3)나)를 준용하여 판단한다. - 가. 수술 후 후유증이 없는 경우 - 나. 수술 후 후유증이 있는 경우 - 1) 치성상동염 수술 후 만성적인 누공이 형성된 경우 - 가) 수술이 가능한 경우 - 나) 수술이 불가능한 경우 - 2) 악교정수술 후 치유과정으로 교정장치 등을 장착한 경우 - 3) 악안면 영역의 그 밖의 수술 후 호전되지 않는 말초신경장애가 있는 경우 - 4) 악안면영역의 수술(악교정 수술을 포함한다) 후 중등도 이상의 악관절장애와 고도의 교합 부조화를 동반한 경우 - 5) 악안면영역의 수술(악교정 수술을 포함한다) 후 고도의 악관절장애와 고도의 교합 부조화를 동반한 경우 | - 가: 1 | - 가: 1 | - 가: 1 | ???                |      |
| - 411. 악안면 영역의 그 밖의 수술을 한 경우 - 주: 중등도의 악관절장애는 제399호가목2)나)를 준용하여 판단하고, 고도의 악관절장애는 제399호가목3)나)를 준용하여 판단한다. - 가. 수술 후 후유증이 없는 경우 - 나. 수술 후 후유증이 있는 경우 - 1) 치성상동염 수술 후 만성적인 누공이 형성된 경우 - 가) 수술이 가능한 경우 - 나) 수술이 불가능한 경우 - 2) 악교정수술 후 치유과정으로 교정장치 등을 장착한 경우 - 3) 악안면 영역의 그 밖의 수술 후 호전되지 않는 말초신경장애가 있는 경우 - 4) 악안면영역의 수술(악교정 수술을 포함한다) 후 중등도 이상의 악관절장애와 고도의 교합 부조화를 동반한 경우 - 5) 악안면영역의 수술(악교정 수술을 포함한다) 후 고도의 악관절장애와 고도의 교합 부조화를 동반한 경우 | - 나 - 1) - 가): 7 - 나): 4 - 2): 7 - 3): 3 - 4): 5 - 5): 6 | - 나 - 1) - 가): 7 - 나): 4 - 2): 7 - 3): 3 - 4): 5 - 5): 6 | - 나 - 1) - 가): 7 - 나): 3 - 2): 7 - 3): 3 - 4): 4 - 5): 5 | ???                |      |

## 같이 보기
- 대한민국의 병역 제도
- 대한민국 병역법